# Adam Lambert
Adam Mitchel Lambert (Indianapolis, Indiana, 1982. január 29. –) amerikai énekes, dalszerző és színész. Lambert debütáló albuma, a For Your Entertainment 2009 novemberében jelent meg. Második albumát, a Trespassinget, 2012 májusában adták ki, és a Billboard 200-as listán az első helyen debütált.
2013 novemberében szerepelt a Glee – Sztárok Leszünk! című sorozatban. 2014 májusában megjelent az Avicii-vel felvett közös dala, a Lay Me Down, mint a DJ ötödik kislemeze, júniusban pedig három hónapos észak-amerikai turnéra indult az angol rockbandával, a Queennel. A Queen + Adam Lambert felállás 2015 elején Európában folytatta a koncertezést. Harmadik nagylemeze, a The Original High 2015. június 15-én jelent meg a Warner Bros. Records gondozásában, melyről az első kislemez, a Ghost Town áprilisban debütált.

## Életrajz

### Korai évek és tanulmányok
Adam Lambert 1982. január 29-én született Indianapolisban. Szüleivel (Eber Lambert és Leila) egy évvel a születése után San Diegóba költöztek. Édesapja norvég gyökerekkel rendelkezik, édesanyja zsidó. Testvére Neil Lambert. Adam San Diego északkeleti részén, Rancho Peñasquitosban nőtt fel. Tanulmányait a Deer Canyon Elementary Schoolban, a Mesa Verde Middle Schoolban és a Mount Carmel High Schoolban végezte. Utóbbi intézmény diákjaként iskolai színdarabokban szerepelt, tagja volt az énekkarnak, és gyakran énekelt az iskola dzsesszzenekarában. Tízévesen színészkedett először, amikor eljátszotta Linus szerepét a You’re a Good Man, Charlie Brown című darabban a San Diegó-i Lyceum Theaterben. 2000 júniusában érettségizett, szalagavatóján elénekelte az It’s So Hard To Say Goodbye To Yesterday című dalt.

### 2001–2008: Karrierje kezdete
Tizenkilenc évesen Észak-Hollywoodba költözött, majd nem sokkal később munkát kapott egy luxushajón, ahol egyre jobban elkezdte felfedezni önmagát. A nagy áttörést a stílusában a Hair című musical 2003-as európai turnéja hozta meg, amely során hat hónapot töltött Németországban.
Los Angelesbe visszatérve rövid ideig tagja volt a The Citizen Vein zenekarnak. Ekkortájt debütált a Zodiac Show-ban, ahol előadta az A Change Is Gonna Come című dalt.
Demó énekesként és stúdiózenészként is dolgozott, s a felvett dalokból évekkel később, 2009. november 17-én – amikor az American Idol révén már ismertté vált a neve – a Hi Fi Recordings és a Wilshire Records Take One címmel 13 dalból álló albumot jelentetett meg, az előadó engedélye nélkül. Lambert később kiadott egy nyilatkozatot, melyben a következőket mondta: „2005-ben még a megélhetésért küzdő művész voltam, stúdióénekesként szerződtettek olyan számokhoz, amiket valaki más írt. Le voltam égve akkoriban, és ez esélyt jelentett arra, hogy szerezzek egy kis pénzt, úgyhogy megragadtam az alkalmat, hogy életemben először felvételeket készítsek egy profi stúdióban. A munka, amit akkor csináltam, semmiképpen sem tükrözi azt a zenét, amin jelenleg a stúdióban dolgozom.”
Lambert rendszeresen fellépett zsidó ünnepeken is. 2007-ben a San Diegó-i Művészetek Templomában elénekelte a Kol Nidrét. A The Ten Commandments: The Musicalben – Val Kilmerrel az oldalán – Joshuát alakította, dala, az Is Anybody Listening? jó kritikákat kapott. A Wicked című Broadway musicalben ő volt a helyettesítő színész Fiyero szerepére Torontóban, Chicagóban, San Franciscóban és Los Angelesben.

### 2008–2009: American Idol

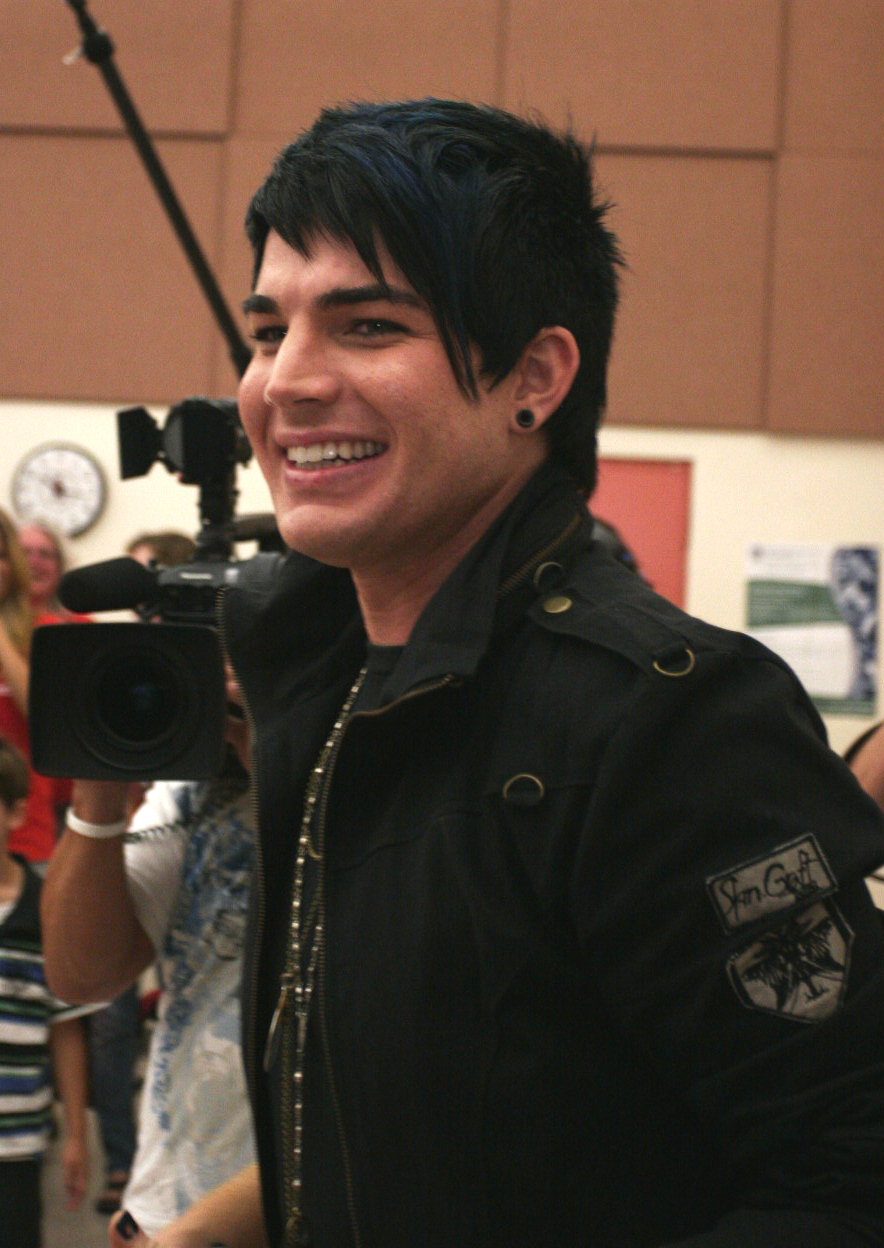
Adam Lambert 2009 májusában, az American Idol promóciós turnéjának San Diego-i állomásán

Lambert 2008-ban jelentkezett az American Idol tehetségkutató verseny 8. évadjának San Franciscó-i területi válogatójára. Az első meghallgatásra a Rock with You és a Bohemian Rhapsody című dalokat választotta. Lambertre a legnagyobb hatással lévő előadók közt szerepel a Queen, David Bowie, Michael Jackson és Lenny Kravitz. Az elődöntőben a közönség szavazataival bejutott a legjobb 13 közé, csatlakozva a 2. csoport énekeseihez, Kris Allenhez és Allison Irahetához.
A Michael Jackson-héten a Black or White című dallal mind a négy zsűritag dicséretét elnyerte, és Paula Abdul megjósolta, hogy el fog jutni a döntőig. A következő héten – a legjobb 11 között – a Ring of Fire című country sláger egy változatát adta elő. Míg Randy Jacksonnak, Kara DioGuardinak és Paula Abdulnak tetszett az előadása, Simon Cowell rossznak találta. A Motown-estén Lambert a The Miracles dalának, a The Tracks of My Tearsnek az akusztikus verzióját énekelte el. A zsűrinek tetszett az előadás, Smokey Robinson, a hét mentora és a dal eredeti előadója-szerzője is állva tapsolt Lambert produkciója után. A Top 8-ba jutva, amikor a versenyzők a születésük évében megírt dalt adtak elő, Lambert a Tears for Fears Mad Worldjét énekelte el. Időhiány miatt csak Cowell fejezte ki véleményét, mégpedig azzal, hogy állva tapsolt az American Idol történetében először. A következő estén az eredményhirdetés alatt a többi zsűritag egyetértett abban, hogy az állva tapsolás volt a legjobb kritika Lambert produkciójára. Egy héttel később a Szombat esti láz című filmből adta elő az If I Can’t Have You című dalt, s Kara DioGuardi szerint ez volt a „legemlékezetesebb előadása”, Cowell szerint a hangja „hibátlan” volt, Abdulnak pedig könnyeket csalt a szemébe. A Top 4-ben, a Rock and Roll-héten a Whole Lotta Love-ot adta elő a Led Zeppelintől. Cowell szerint „ez volt az egyik kedvenc produkcióm […] senki nem tudja felülmúlni”, Abdul a dal címére utaló szójátékkal fejezte ki tetszését: „whole lotta perfect”.
A legjobb háromba kerülve mindegyik versenyzőnek alkalma nyílt fellépni egy koncerten az otthonában. Lambert a Mt. Carmel High Schoolt választotta, ahol elénekelte a Black or White-ot és a Mad Worldöt. Az előadása után a polgármester, Jerry Sanders május 8-át „Adam Lambert Nappá” nyilvánította.
Lambert 2009. május 20-án végül másodikként végzett az American Idol 8. évadjában Kris Allen mögött. A fináléban olyan világsztárokkal lépett fel, mint a Queen és a Kiss. A Kiss együttessel a Beth, a Detroit Rock City és a Rock and Roll All Nite című dalokból álló egyveleget, míg a Queennel Kris Allen társaságában a We Are the Championst adták elő.
A győzelem utáni pillanatokban Allen azt mondta, hogy „Adam érdemelné meg”. Később úgy magyarázta a szavait, vetélytársa is megérdemelte volna a győzelmet, épp úgy, mint ő, és hozzátette, „Adam az egyik legtehetségesebb előadó, akivel valaha találkoztam”. Lambert az American Idol után megkapta első Rolling Stone-címlapját.

#### A versenyen előadott dalok
| Hét                | Hét                | Hét                | Hét                | Hét                | Hét                | Hét                | Hét                | Hét                | Hét                | Hét                | Hét                | Hét                | Hét                | Hét                | Hét                | Hét                | Hét                | Hét                | Hét                | Hét                | Hét                | Hét                | Hét                | Hét                | Hét                | Hét                | Hét                | Hét                | Hét                | Hét                | Hét                | Hét                | Hét                | Hét                | Hét                | Hét                | Hét                | Hét                | Hét                | Hét                | Hét                | Hét                | Hét                | Hét                | Hét                | Hét                | Hét                | Hét                | Hét                | Hét                | Hét                | Hét                | Hét                | Hét                | Hét                | Hét                | Hét                | Hét                | Hét                | Hét                | Hét                | Hét                | Hét                | Hét                | Hét                | Hét                | Hét                | Hét                | Hét                | Hét                | Hét                | Hét                | Hét                | Hét                | Hét                | Hét                | Hét                | Hét                | Hét                | Hét                | Hét                | Hét                | Hét                | Hét                | Hét                | Hét                | Hét                | Hét                | Hét                | Hét                | Hét                | Hét                | Hét                | Hét                | Hét                | Hét                | Hét                | Hét                | Hét                | Téma                                                                             | Téma                                                                             | Téma                                                                             | Téma                                                                             | Téma                                                                             | Téma                                                                             | Téma                                                                             | Téma                                                                             | Téma                                                                             | Téma                                                                             | Téma                                                                             | Téma                                                                             | Téma                                                                             | Téma                                                                             | Téma                                                                             | Téma                                                                             | Téma                                                                             | Téma                                                                             | Téma                                                                             | Téma                                                                             | Téma                                                                             | Téma                                                                             | Téma                                                                             | Téma                                                                             | Téma                                                                             | Téma                                                                             | Téma                                                                             | Téma                                                                             | Téma                                                                             | Téma                                                                             | Téma                                                                             | Téma                                                                             | Téma                                                                             | Téma                                                                             | Téma                                                                             | Téma                                                                             | Téma                                                                             | Téma                                                                             | Téma                                                                             | Téma                                                                             | Téma                                                                             | Téma                                                                             | Téma                                                                             | Téma                                                                             | Téma                                                                             | Téma                                                                             | Téma                                                                             | Téma                                                                             | Téma                                                                             | Téma                                                                             | Téma                                                                             | Téma                                                                             | Téma                                                                             | Téma                                                                             | Téma                                                                             | Téma                                                                             | Téma                                                                             | Téma                                                                             | Téma                                                                             | Téma                                                                             | Téma                                                                             | Téma                                                                             | Téma                                                                             | Téma                                                                             | Téma                                                                             | Téma                                                                             | Téma                                                                             | Téma                                                                             | Téma                                                                             | Téma                                                                             | Téma                                                                             | Téma                                                                             | Téma                                                                             | Téma                                                                             | Téma                                                                             | Téma                                                                             | Téma                                                                             | Téma                                                                             | Téma                                                                             | Téma                                                                             | Téma                                                                             | Téma                                                                             | Téma                                                                             | Téma                                                                             | Téma                                                                             | Téma                                                                             | Téma                                                                             | Téma                                                                             | Téma                                                                             | Téma                                                                             | Téma                                                                             | Téma                                                                             | Téma                                                                             | Téma                                                                             | Téma                                                                             | Téma                                                                             | Téma                                                                             | Téma                                                                             | Téma                                                                             | Téma                                                                             | Dal címe                                        | Dal címe                                        | Dal címe                                        | Dal címe                                        | Dal címe                                        | Dal címe                                        | Dal címe                                        | Dal címe                                        | Dal címe                                        | Dal címe                                        | Dal címe                                        | Dal címe                                        | Dal címe                                        | Dal címe                                        | Dal címe                                        | Dal címe                                        | Dal címe                                        | Dal címe                                        | Dal címe                                        | Dal címe                                        | Dal címe                                        | Dal címe                                        | Dal címe                                        | Dal címe                                        | Dal címe                                        | Dal címe                                        | Dal címe                                        | Dal címe                                        | Dal címe                                        | Dal címe                                        | Dal címe                                        | Dal címe                                        | Dal címe                                        | Dal címe                                        | Dal címe                                        | Dal címe                                        | Dal címe                                        | Dal címe                                        | Dal címe                                        | Dal címe                                        | Dal címe                                        | Dal címe                                        | Dal címe                                        | Dal címe                                        | Dal címe                                        | Dal címe                                        | Dal címe                                        | Dal címe                                        | Dal címe                                        | Dal címe                                        | Dal címe                                        | Dal címe                                        | Dal címe                                        | Dal címe                                        | Dal címe                                        | Dal címe                                        | Dal címe                                        | Dal címe                                        | Dal címe                                        | Dal címe                                        | Dal címe                                        | Dal címe                                        | Dal címe                                        | Dal címe                                        | Dal címe                                        | Dal címe                                        | Dal címe                                        | Dal címe                                        | Dal címe                                        | Dal címe                                        | Dal címe                                        | Dal címe                                        | Dal címe                                        | Dal címe                                        | Dal címe                                        | Dal címe                                        | Dal címe                                        | Dal címe                                        | Dal címe                                        | Dal címe                                        | Dal címe                                        | Dal címe                                        | Dal címe                                        | Dal címe                                        | Dal címe                                        | Dal címe                                        | Dal címe                                        | Dal címe                                        | Dal címe                                        | Dal címe                                        | Dal címe                                        | Dal címe                                        | Dal címe                                        | Dal címe                                        | Dal címe                                        | Dal címe                                        | Dal címe                                        | Dal címe                                        | Dal címe                                        | Dal címe                                        | Eredeti előadó                                    | Eredeti előadó                                    | Eredeti előadó                                    | Eredeti előadó                                    | Eredeti előadó                                    | Eredeti előadó                                    | Eredeti előadó                                    | Eredeti előadó                                    | Eredeti előadó                                    | Eredeti előadó                                    | Eredeti előadó                                    | Eredeti előadó                                    | Eredeti előadó                                    | Eredeti előadó                                    | Eredeti előadó                                    | Eredeti előadó                                    | Eredeti előadó                                    | Eredeti előadó                                    | Eredeti előadó                                    | Eredeti előadó                                    | Eredeti előadó                                    | Eredeti előadó                                    | Eredeti előadó                                    | Eredeti előadó                                    | Eredeti előadó                                    | Eredeti előadó                                    | Eredeti előadó                                    | Eredeti előadó                                    | Eredeti előadó                                    | Eredeti előadó                                    | Eredeti előadó                                    | Eredeti előadó                                    | Eredeti előadó                                    | Eredeti előadó                                    | Eredeti előadó                                    | Eredeti előadó                                    | Eredeti előadó                                    | Eredeti előadó                                    | Eredeti előadó                                    | Eredeti előadó                                    | Eredeti előadó                                    | Eredeti előadó                                    | Eredeti előadó                                    | Eredeti előadó                                    | Eredeti előadó                                    | Eredeti előadó                                    | Eredeti előadó                                    | Eredeti előadó                                    | Eredeti előadó                                    | Eredeti előadó                                    | Eredeti előadó                                    | Eredeti előadó                                    | Eredeti előadó                                    | Eredeti előadó                                    | Eredeti előadó                                    | Eredeti előadó                                    | Eredeti előadó                                    | Eredeti előadó                                    | Eredeti előadó                                    | Eredeti előadó                                    | Eredeti előadó                                    | Eredeti előadó                                    | Eredeti előadó                                    | Eredeti előadó                                    | Eredeti előadó                                    | Eredeti előadó                                    | Eredeti előadó                                    | Eredeti előadó                                    | Eredeti előadó                                    | Eredeti előadó                                    | Eredeti előadó                                    | Eredeti előadó                                    | Eredeti előadó                                    | Eredeti előadó                                    | Eredeti előadó                                    | Eredeti előadó                                    | Eredeti előadó                                    | Eredeti előadó                                    | Eredeti előadó                                    | Eredeti előadó                                    | Eredeti előadó                                    | Eredeti előadó                                    | Eredeti előadó                                    | Eredeti előadó                                    | Eredeti előadó                                    | Eredeti előadó                                    | Eredeti előadó                                    | Eredeti előadó                                    | Eredeti előadó                                    | Eredeti előadó                                    | Eredeti előadó                                    | Eredeti előadó                                    | Eredeti előadó                                    | Eredeti előadó                                    | Eredeti előadó                                    | Eredeti előadó                                    | Eredeti előadó                                    | Eredeti előadó                                    | Eredeti előadó                                    | Eredeti előadó                                    |
| Meghallgatás       | Meghallgatás       | Meghallgatás       | Meghallgatás       | Meghallgatás       | Meghallgatás       | Meghallgatás       | Meghallgatás       | Meghallgatás       | Meghallgatás       | Meghallgatás       | Meghallgatás       | Meghallgatás       | Meghallgatás       | Meghallgatás       | Meghallgatás       | Meghallgatás       | Meghallgatás       | Meghallgatás       | Meghallgatás       | Meghallgatás       | Meghallgatás       | Meghallgatás       | Meghallgatás       | Meghallgatás       | Meghallgatás       | Meghallgatás       | Meghallgatás       | Meghallgatás       | Meghallgatás       | Meghallgatás       | Meghallgatás       | Meghallgatás       | Meghallgatás       | Meghallgatás       | Meghallgatás       | Meghallgatás       | Meghallgatás       | Meghallgatás       | Meghallgatás       | Meghallgatás       | Meghallgatás       | Meghallgatás       | Meghallgatás       | Meghallgatás       | Meghallgatás       | Meghallgatás       | Meghallgatás       | Meghallgatás       | Meghallgatás       | Meghallgatás       | Meghallgatás       | Meghallgatás       | Meghallgatás       | Meghallgatás       | Meghallgatás       | Meghallgatás       | Meghallgatás       | Meghallgatás       | Meghallgatás       | Meghallgatás       | Meghallgatás       | Meghallgatás       | Meghallgatás       | Meghallgatás       | Meghallgatás       | Meghallgatás       | Meghallgatás       | Meghallgatás       | Meghallgatás       | Meghallgatás       | Meghallgatás       | Meghallgatás       | Meghallgatás       | Meghallgatás       | Meghallgatás       | Meghallgatás       | Meghallgatás       | Meghallgatás       | Meghallgatás       | Meghallgatás       | Meghallgatás       | Meghallgatás       | Meghallgatás       | Meghallgatás       | Meghallgatás       | Meghallgatás       | Meghallgatás       | Meghallgatás       | Meghallgatás       | Meghallgatás       | Meghallgatás       | Meghallgatás       | Meghallgatás       | Meghallgatás       | Meghallgatás       | Meghallgatás       | Meghallgatás       | Meghallgatás       | Meghallgatás       | Szabadon választható                                                             | Szabadon választható                                                             | Szabadon választható                                                             | Szabadon választható                                                             | Szabadon választható                                                             | Szabadon választható                                                             | Szabadon választható                                                             | Szabadon választható                                                             | Szabadon választható                                                             | Szabadon választható                                                             | Szabadon választható                                                             | Szabadon választható                                                             | Szabadon választható                                                             | Szabadon választható                                                             | Szabadon választható                                                             | Szabadon választható                                                             | Szabadon választható                                                             | Szabadon választható                                                             | Szabadon választható                                                             | Szabadon választható                                                             | Szabadon választható                                                             | Szabadon választható                                                             | Szabadon választható                                                             | Szabadon választható                                                             | Szabadon választható                                                             | Szabadon választható                                                             | Szabadon választható                                                             | Szabadon választható                                                             | Szabadon választható                                                             | Szabadon választható                                                             | Szabadon választható                                                             | Szabadon választható                                                             | Szabadon választható                                                             | Szabadon választható                                                             | Szabadon választható                                                             | Szabadon választható                                                             | Szabadon választható                                                             | Szabadon választható                                                             | Szabadon választható                                                             | Szabadon választható                                                             | Szabadon választható                                                             | Szabadon választható                                                             | Szabadon választható                                                             | Szabadon választható                                                             | Szabadon választható                                                             | Szabadon választható                                                             | Szabadon választható                                                             | Szabadon választható                                                             | Szabadon választható                                                             | Szabadon választható                                                             | Szabadon választható                                                             | Szabadon választható                                                             | Szabadon választható                                                             | Szabadon választható                                                             | Szabadon választható                                                             | Szabadon választható                                                             | Szabadon választható                                                             | Szabadon választható                                                             | Szabadon választható                                                             | Szabadon választható                                                             | Szabadon választható                                                             | Szabadon választható                                                             | Szabadon választható                                                             | Szabadon választható                                                             | Szabadon választható                                                             | Szabadon választható                                                             | Szabadon választható                                                             | Szabadon választható                                                             | Szabadon választható                                                             | Szabadon választható                                                             | Szabadon választható                                                             | Szabadon választható                                                             | Szabadon választható                                                             | Szabadon választható                                                             | Szabadon választható                                                             | Szabadon választható                                                             | Szabadon választható                                                             | Szabadon választható                                                             | Szabadon választható                                                             | Szabadon választható                                                             | Szabadon választható                                                             | Szabadon választható                                                             | Szabadon választható                                                             | Szabadon választható                                                             | Szabadon választható                                                             | Szabadon választható                                                             | Szabadon választható                                                             | Szabadon választható                                                             | Szabadon választható                                                             | Szabadon választható                                                             | Szabadon választható                                                             | Szabadon választható                                                             | Szabadon választható                                                             | Szabadon választható                                                             | Szabadon választható                                                             | Szabadon választható                                                             | Szabadon választható                                                             | Szabadon választható                                                             | Szabadon választható                                                             | Szabadon választható                                                             | Rock with You Bohemian Rhapsody                 | Rock with You Bohemian Rhapsody                 | Rock with You Bohemian Rhapsody                 | Rock with You Bohemian Rhapsody                 | Rock with You Bohemian Rhapsody                 | Rock with You Bohemian Rhapsody                 | Rock with You Bohemian Rhapsody                 | Rock with You Bohemian Rhapsody                 | Rock with You Bohemian Rhapsody                 | Rock with You Bohemian Rhapsody                 | Rock with You Bohemian Rhapsody                 | Rock with You Bohemian Rhapsody                 | Rock with You Bohemian Rhapsody                 | Rock with You Bohemian Rhapsody                 | Rock with You Bohemian Rhapsody                 | Rock with You Bohemian Rhapsody                 | Rock with You Bohemian Rhapsody                 | Rock with You Bohemian Rhapsody                 | Rock with You Bohemian Rhapsody                 | Rock with You Bohemian Rhapsody                 | Rock with You Bohemian Rhapsody                 | Rock with You Bohemian Rhapsody                 | Rock with You Bohemian Rhapsody                 | Rock with You Bohemian Rhapsody                 | Rock with You Bohemian Rhapsody                 | Rock with You Bohemian Rhapsody                 | Rock with You Bohemian Rhapsody                 | Rock with You Bohemian Rhapsody                 | Rock with You Bohemian Rhapsody                 | Rock with You Bohemian Rhapsody                 | Rock with You Bohemian Rhapsody                 | Rock with You Bohemian Rhapsody                 | Rock with You Bohemian Rhapsody                 | Rock with You Bohemian Rhapsody                 | Rock with You Bohemian Rhapsody                 | Rock with You Bohemian Rhapsody                 | Rock with You Bohemian Rhapsody                 | Rock with You Bohemian Rhapsody                 | Rock with You Bohemian Rhapsody                 | Rock with You Bohemian Rhapsody                 | Rock with You Bohemian Rhapsody                 | Rock with You Bohemian Rhapsody                 | Rock with You Bohemian Rhapsody                 | Rock with You Bohemian Rhapsody                 | Rock with You Bohemian Rhapsody                 | Rock with You Bohemian Rhapsody                 | Rock with You Bohemian Rhapsody                 | Rock with You Bohemian Rhapsody                 | Rock with You Bohemian Rhapsody                 | Rock with You Bohemian Rhapsody                 | Rock with You Bohemian Rhapsody                 | Rock with You Bohemian Rhapsody                 | Rock with You Bohemian Rhapsody                 | Rock with You Bohemian Rhapsody                 | Rock with You Bohemian Rhapsody                 | Rock with You Bohemian Rhapsody                 | Rock with You Bohemian Rhapsody                 | Rock with You Bohemian Rhapsody                 | Rock with You Bohemian Rhapsody                 | Rock with You Bohemian Rhapsody                 | Rock with You Bohemian Rhapsody                 | Rock with You Bohemian Rhapsody                 | Rock with You Bohemian Rhapsody                 | Rock with You Bohemian Rhapsody                 | Rock with You Bohemian Rhapsody                 | Rock with You Bohemian Rhapsody                 | Rock with You Bohemian Rhapsody                 | Rock with You Bohemian Rhapsody                 | Rock with You Bohemian Rhapsody                 | Rock with You Bohemian Rhapsody                 | Rock with You Bohemian Rhapsody                 | Rock with You Bohemian Rhapsody                 | Rock with You Bohemian Rhapsody                 | Rock with You Bohemian Rhapsody                 | Rock with You Bohemian Rhapsody                 | Rock with You Bohemian Rhapsody                 | Rock with You Bohemian Rhapsody                 | Rock with You Bohemian Rhapsody                 | Rock with You Bohemian Rhapsody                 | Rock with You Bohemian Rhapsody                 | Rock with You Bohemian Rhapsody                 | Rock with You Bohemian Rhapsody                 | Rock with You Bohemian Rhapsody                 | Rock with You Bohemian Rhapsody                 | Rock with You Bohemian Rhapsody                 | Rock with You Bohemian Rhapsody                 | Rock with You Bohemian Rhapsody                 | Rock with You Bohemian Rhapsody                 | Rock with You Bohemian Rhapsody                 | Rock with You Bohemian Rhapsody                 | Rock with You Bohemian Rhapsody                 | Rock with You Bohemian Rhapsody                 | Rock with You Bohemian Rhapsody                 | Rock with You Bohemian Rhapsody                 | Rock with You Bohemian Rhapsody                 | Rock with You Bohemian Rhapsody                 | Rock with You Bohemian Rhapsody                 | Rock with You Bohemian Rhapsody                 | Rock with You Bohemian Rhapsody                 | Rock with You Bohemian Rhapsody                 | Michael Jackson Queen                             | Michael Jackson Queen                             | Michael Jackson Queen                             | Michael Jackson Queen                             | Michael Jackson Queen                             | Michael Jackson Queen                             | Michael Jackson Queen                             | Michael Jackson Queen                             | Michael Jackson Queen                             | Michael Jackson Queen                             | Michael Jackson Queen                             | Michael Jackson Queen                             | Michael Jackson Queen                             | Michael Jackson Queen                             | Michael Jackson Queen                             | Michael Jackson Queen                             | Michael Jackson Queen                             | Michael Jackson Queen                             | Michael Jackson Queen                             | Michael Jackson Queen                             | Michael Jackson Queen                             | Michael Jackson Queen                             | Michael Jackson Queen                             | Michael Jackson Queen                             | Michael Jackson Queen                             | Michael Jackson Queen                             | Michael Jackson Queen                             | Michael Jackson Queen                             | Michael Jackson Queen                             | Michael Jackson Queen                             | Michael Jackson Queen                             | Michael Jackson Queen                             | Michael Jackson Queen                             | Michael Jackson Queen                             | Michael Jackson Queen                             | Michael Jackson Queen                             | Michael Jackson Queen                             | Michael Jackson Queen                             | Michael Jackson Queen                             | Michael Jackson Queen                             | Michael Jackson Queen                             | Michael Jackson Queen                             | Michael Jackson Queen                             | Michael Jackson Queen                             | Michael Jackson Queen                             | Michael Jackson Queen                             | Michael Jackson Queen                             | Michael Jackson Queen                             | Michael Jackson Queen                             | Michael Jackson Queen                             | Michael Jackson Queen                             | Michael Jackson Queen                             | Michael Jackson Queen                             | Michael Jackson Queen                             | Michael Jackson Queen                             | Michael Jackson Queen                             | Michael Jackson Queen                             | Michael Jackson Queen                             | Michael Jackson Queen                             | Michael Jackson Queen                             | Michael Jackson Queen                             | Michael Jackson Queen                             | Michael Jackson Queen                             | Michael Jackson Queen                             | Michael Jackson Queen                             | Michael Jackson Queen                             | Michael Jackson Queen                             | Michael Jackson Queen                             | Michael Jackson Queen                             | Michael Jackson Queen                             | Michael Jackson Queen                             | Michael Jackson Queen                             | Michael Jackson Queen                             | Michael Jackson Queen                             | Michael Jackson Queen                             | Michael Jackson Queen                             | Michael Jackson Queen                             | Michael Jackson Queen                             | Michael Jackson Queen                             | Michael Jackson Queen                             | Michael Jackson Queen                             | Michael Jackson Queen                             | Michael Jackson Queen                             | Michael Jackson Queen                             | Michael Jackson Queen                             | Michael Jackson Queen                             | Michael Jackson Queen                             | Michael Jackson Queen                             | Michael Jackson Queen                             | Michael Jackson Queen                             | Michael Jackson Queen                             | Michael Jackson Queen                             | Michael Jackson Queen                             | Michael Jackson Queen                             | Michael Jackson Queen                             | Michael Jackson Queen                             | Michael Jackson Queen                             | Michael Jackson Queen                             | Michael Jackson Queen                             | Michael Jackson Queen                             |
| Hollywood          | Hollywood          | Hollywood          | Hollywood          | Hollywood          | Hollywood          | Hollywood          | Hollywood          | Hollywood          | Hollywood          | Hollywood          | Hollywood          | Hollywood          | Hollywood          | Hollywood          | Hollywood          | Hollywood          | Hollywood          | Hollywood          | Hollywood          | Hollywood          | Hollywood          | Hollywood          | Hollywood          | Hollywood          | Hollywood          | Hollywood          | Hollywood          | Hollywood          | Hollywood          | Hollywood          | Hollywood          | Hollywood          | Hollywood          | Hollywood          | Hollywood          | Hollywood          | Hollywood          | Hollywood          | Hollywood          | Hollywood          | Hollywood          | Hollywood          | Hollywood          | Hollywood          | Hollywood          | Hollywood          | Hollywood          | Hollywood          | Hollywood          | Hollywood          | Hollywood          | Hollywood          | Hollywood          | Hollywood          | Hollywood          | Hollywood          | Hollywood          | Hollywood          | Hollywood          | Hollywood          | Hollywood          | Hollywood          | Hollywood          | Hollywood          | Hollywood          | Hollywood          | Hollywood          | Hollywood          | Hollywood          | Hollywood          | Hollywood          | Hollywood          | Hollywood          | Hollywood          | Hollywood          | Hollywood          | Hollywood          | Hollywood          | Hollywood          | Hollywood          | Hollywood          | Hollywood          | Hollywood          | Hollywood          | Hollywood          | Hollywood          | Hollywood          | Hollywood          | Hollywood          | Hollywood          | Hollywood          | Hollywood          | Hollywood          | Hollywood          | Hollywood          | Hollywood          | Hollywood          | Hollywood          | Hollywood          | Választható dal, első szóló                                                      | Választható dal, első szóló                                                      | Választható dal, első szóló                                                      | Választható dal, első szóló                                                      | Választható dal, első szóló                                                      | Választható dal, első szóló                                                      | Választható dal, első szóló                                                      | Választható dal, első szóló                                                      | Választható dal, első szóló                                                      | Választható dal, első szóló                                                      | Választható dal, első szóló                                                      | Választható dal, első szóló                                                      | Választható dal, első szóló                                                      | Választható dal, első szóló                                                      | Választható dal, első szóló                                                      | Választható dal, első szóló                                                      | Választható dal, első szóló                                                      | Választható dal, első szóló                                                      | Választható dal, első szóló                                                      | Választható dal, első szóló                                                      | Választható dal, első szóló                                                      | Választható dal, első szóló                                                      | Választható dal, első szóló                                                      | Választható dal, első szóló                                                      | Választható dal, első szóló                                                      | Választható dal, első szóló                                                      | Választható dal, első szóló                                                      | Választható dal, első szóló                                                      | Választható dal, első szóló                                                      | Választható dal, első szóló                                                      | Választható dal, első szóló                                                      | Választható dal, első szóló                                                      | Választható dal, első szóló                                                      | Választható dal, első szóló                                                      | Választható dal, első szóló                                                      | Választható dal, első szóló                                                      | Választható dal, első szóló                                                      | Választható dal, első szóló                                                      | Választható dal, első szóló                                                      | Választható dal, első szóló                                                      | Választható dal, első szóló                                                      | Választható dal, első szóló                                                      | Választható dal, első szóló                                                      | Választható dal, első szóló                                                      | Választható dal, első szóló                                                      | Választható dal, első szóló                                                      | Választható dal, első szóló                                                      | Választható dal, első szóló                                                      | Választható dal, első szóló                                                      | Választható dal, első szóló                                                      | Választható dal, első szóló                                                      | Választható dal, első szóló                                                      | Választható dal, első szóló                                                      | Választható dal, első szóló                                                      | Választható dal, első szóló                                                      | Választható dal, első szóló                                                      | Választható dal, első szóló                                                      | Választható dal, első szóló                                                      | Választható dal, első szóló                                                      | Választható dal, első szóló                                                      | Választható dal, első szóló                                                      | Választható dal, első szóló                                                      | Választható dal, első szóló                                                      | Választható dal, első szóló                                                      | Választható dal, első szóló                                                      | Választható dal, első szóló                                                      | Választható dal, első szóló                                                      | Választható dal, első szóló                                                      | Választható dal, első szóló                                                      | Választható dal, első szóló                                                      | Választható dal, első szóló                                                      | Választható dal, első szóló                                                      | Választható dal, első szóló                                                      | Választható dal, első szóló                                                      | Választható dal, első szóló                                                      | Választható dal, első szóló                                                      | Választható dal, első szóló                                                      | Választható dal, első szóló                                                      | Választható dal, első szóló                                                      | Választható dal, első szóló                                                      | Választható dal, első szóló                                                      | Választható dal, első szóló                                                      | Választható dal, első szóló                                                      | Választható dal, első szóló                                                      | Választható dal, első szóló                                                      | Választható dal, első szóló                                                      | Választható dal, első szóló                                                      | Választható dal, első szóló                                                      | Választható dal, első szóló                                                      | Választható dal, első szóló                                                      | Választható dal, első szóló                                                      | Választható dal, első szóló                                                      | Választható dal, első szóló                                                      | Választható dal, első szóló                                                      | Választható dal, első szóló                                                      | Választható dal, első szóló                                                      | Választható dal, első szóló                                                      | Választható dal, első szóló                                                      | Választható dal, első szóló                                                      | Választható dal, első szóló                                                      | What's Up                                       | What's Up                                       | What's Up                                       | What's Up                                       | What's Up                                       | What's Up                                       | What's Up                                       | What's Up                                       | What's Up                                       | What's Up                                       | What's Up                                       | What's Up                                       | What's Up                                       | What's Up                                       | What's Up                                       | What's Up                                       | What's Up                                       | What's Up                                       | What's Up                                       | What's Up                                       | What's Up                                       | What's Up                                       | What's Up                                       | What's Up                                       | What's Up                                       | What's Up                                       | What's Up                                       | What's Up                                       | What's Up                                       | What's Up                                       | What's Up                                       | What's Up                                       | What's Up                                       | What's Up                                       | What's Up                                       | What's Up                                       | What's Up                                       | What's Up                                       | What's Up                                       | What's Up                                       | What's Up                                       | What's Up                                       | What's Up                                       | What's Up                                       | What's Up                                       | What's Up                                       | What's Up                                       | What's Up                                       | What's Up                                       | What's Up                                       | What's Up                                       | What's Up                                       | What's Up                                       | What's Up                                       | What's Up                                       | What's Up                                       | What's Up                                       | What's Up                                       | What's Up                                       | What's Up                                       | What's Up                                       | What's Up                                       | What's Up                                       | What's Up                                       | What's Up                                       | What's Up                                       | What's Up                                       | What's Up                                       | What's Up                                       | What's Up                                       | What's Up                                       | What's Up                                       | What's Up                                       | What's Up                                       | What's Up                                       | What's Up                                       | What's Up                                       | What's Up                                       | What's Up                                       | What's Up                                       | What's Up                                       | What's Up                                       | What's Up                                       | What's Up                                       | What's Up                                       | What's Up                                       | What's Up                                       | What's Up                                       | What's Up                                       | What's Up                                       | What's Up                                       | What's Up                                       | What's Up                                       | What's Up                                       | What's Up                                       | What's Up                                       | What's Up                                       | What's Up                                       | What's Up                                       | What's Up                                       | 4 Non Blondes                                     | 4 Non Blondes                                     | 4 Non Blondes                                     | 4 Non Blondes                                     | 4 Non Blondes                                     | 4 Non Blondes                                     | 4 Non Blondes                                     | 4 Non Blondes                                     | 4 Non Blondes                                     | 4 Non Blondes                                     | 4 Non Blondes                                     | 4 Non Blondes                                     | 4 Non Blondes                                     | 4 Non Blondes                                     | 4 Non Blondes                                     | 4 Non Blondes                                     | 4 Non Blondes                                     | 4 Non Blondes                                     | 4 Non Blondes                                     | 4 Non Blondes                                     | 4 Non Blondes                                     | 4 Non Blondes                                     | 4 Non Blondes                                     | 4 Non Blondes                                     | 4 Non Blondes                                     | 4 Non Blondes                                     | 4 Non Blondes                                     | 4 Non Blondes                                     | 4 Non Blondes                                     | 4 Non Blondes                                     | 4 Non Blondes                                     | 4 Non Blondes                                     | 4 Non Blondes                                     | 4 Non Blondes                                     | 4 Non Blondes                                     | 4 Non Blondes                                     | 4 Non Blondes                                     | 4 Non Blondes                                     | 4 Non Blondes                                     | 4 Non Blondes                                     | 4 Non Blondes                                     | 4 Non Blondes                                     | 4 Non Blondes                                     | 4 Non Blondes                                     | 4 Non Blondes                                     | 4 Non Blondes                                     | 4 Non Blondes                                     | 4 Non Blondes                                     | 4 Non Blondes                                     | 4 Non Blondes                                     | 4 Non Blondes                                     | 4 Non Blondes                                     | 4 Non Blondes                                     | 4 Non Blondes                                     | 4 Non Blondes                                     | 4 Non Blondes                                     | 4 Non Blondes                                     | 4 Non Blondes                                     | 4 Non Blondes                                     | 4 Non Blondes                                     | 4 Non Blondes                                     | 4 Non Blondes                                     | 4 Non Blondes                                     | 4 Non Blondes                                     | 4 Non Blondes                                     | 4 Non Blondes                                     | 4 Non Blondes                                     | 4 Non Blondes                                     | 4 Non Blondes                                     | 4 Non Blondes                                     | 4 Non Blondes                                     | 4 Non Blondes                                     | 4 Non Blondes                                     | 4 Non Blondes                                     | 4 Non Blondes                                     | 4 Non Blondes                                     | 4 Non Blondes                                     | 4 Non Blondes                                     | 4 Non Blondes                                     | 4 Non Blondes                                     | 4 Non Blondes                                     | 4 Non Blondes                                     | 4 Non Blondes                                     | 4 Non Blondes                                     | 4 Non Blondes                                     | 4 Non Blondes                                     | 4 Non Blondes                                     | 4 Non Blondes                                     | 4 Non Blondes                                     | 4 Non Blondes                                     | 4 Non Blondes                                     | 4 Non Blondes                                     | 4 Non Blondes                                     | 4 Non Blondes                                     | 4 Non Blondes                                     | 4 Non Blondes                                     | 4 Non Blondes                                     | 4 Non Blondes                                     | 4 Non Blondes                                     | 4 Non Blondes                                     |
| Hollywood          | Hollywood          | Hollywood          | Hollywood          | Hollywood          | Hollywood          | Hollywood          | Hollywood          | Hollywood          | Hollywood          | Hollywood          | Hollywood          | Hollywood          | Hollywood          | Hollywood          | Hollywood          | Hollywood          | Hollywood          | Hollywood          | Hollywood          | Hollywood          | Hollywood          | Hollywood          | Hollywood          | Hollywood          | Hollywood          | Hollywood          | Hollywood          | Hollywood          | Hollywood          | Hollywood          | Hollywood          | Hollywood          | Hollywood          | Hollywood          | Hollywood          | Hollywood          | Hollywood          | Hollywood          | Hollywood          | Hollywood          | Hollywood          | Hollywood          | Hollywood          | Hollywood          | Hollywood          | Hollywood          | Hollywood          | Hollywood          | Hollywood          | Hollywood          | Hollywood          | Hollywood          | Hollywood          | Hollywood          | Hollywood          | Hollywood          | Hollywood          | Hollywood          | Hollywood          | Hollywood          | Hollywood          | Hollywood          | Hollywood          | Hollywood          | Hollywood          | Hollywood          | Hollywood          | Hollywood          | Hollywood          | Hollywood          | Hollywood          | Hollywood          | Hollywood          | Hollywood          | Hollywood          | Hollywood          | Hollywood          | Hollywood          | Hollywood          | Hollywood          | Hollywood          | Hollywood          | Hollywood          | Hollywood          | Hollywood          | Hollywood          | Hollywood          | Hollywood          | Hollywood          | Hollywood          | Hollywood          | Hollywood          | Hollywood          | Hollywood          | Hollywood          | Hollywood          | Hollywood          | Hollywood          | Hollywood          | Csoportos fellépés                                                               | Csoportos fellépés                                                               | Csoportos fellépés                                                               | Csoportos fellépés                                                               | Csoportos fellépés                                                               | Csoportos fellépés                                                               | Csoportos fellépés                                                               | Csoportos fellépés                                                               | Csoportos fellépés                                                               | Csoportos fellépés                                                               | Csoportos fellépés                                                               | Csoportos fellépés                                                               | Csoportos fellépés                                                               | Csoportos fellépés                                                               | Csoportos fellépés                                                               | Csoportos fellépés                                                               | Csoportos fellépés                                                               | Csoportos fellépés                                                               | Csoportos fellépés                                                               | Csoportos fellépés                                                               | Csoportos fellépés                                                               | Csoportos fellépés                                                               | Csoportos fellépés                                                               | Csoportos fellépés                                                               | Csoportos fellépés                                                               | Csoportos fellépés                                                               | Csoportos fellépés                                                               | Csoportos fellépés                                                               | Csoportos fellépés                                                               | Csoportos fellépés                                                               | Csoportos fellépés                                                               | Csoportos fellépés                                                               | Csoportos fellépés                                                               | Csoportos fellépés                                                               | Csoportos fellépés                                                               | Csoportos fellépés                                                               | Csoportos fellépés                                                               | Csoportos fellépés                                                               | Csoportos fellépés                                                               | Csoportos fellépés                                                               | Csoportos fellépés                                                               | Csoportos fellépés                                                               | Csoportos fellépés                                                               | Csoportos fellépés                                                               | Csoportos fellépés                                                               | Csoportos fellépés                                                               | Csoportos fellépés                                                               | Csoportos fellépés                                                               | Csoportos fellépés                                                               | Csoportos fellépés                                                               | Csoportos fellépés                                                               | Csoportos fellépés                                                               | Csoportos fellépés                                                               | Csoportos fellépés                                                               | Csoportos fellépés                                                               | Csoportos fellépés                                                               | Csoportos fellépés                                                               | Csoportos fellépés                                                               | Csoportos fellépés                                                               | Csoportos fellépés                                                               | Csoportos fellépés                                                               | Csoportos fellépés                                                               | Csoportos fellépés                                                               | Csoportos fellépés                                                               | Csoportos fellépés                                                               | Csoportos fellépés                                                               | Csoportos fellépés                                                               | Csoportos fellépés                                                               | Csoportos fellépés                                                               | Csoportos fellépés                                                               | Csoportos fellépés                                                               | Csoportos fellépés                                                               | Csoportos fellépés                                                               | Csoportos fellépés                                                               | Csoportos fellépés                                                               | Csoportos fellépés                                                               | Csoportos fellépés                                                               | Csoportos fellépés                                                               | Csoportos fellépés                                                               | Csoportos fellépés                                                               | Csoportos fellépés                                                               | Csoportos fellépés                                                               | Csoportos fellépés                                                               | Csoportos fellépés                                                               | Csoportos fellépés                                                               | Csoportos fellépés                                                               | Csoportos fellépés                                                               | Csoportos fellépés                                                               | Csoportos fellépés                                                               | Csoportos fellépés                                                               | Csoportos fellépés                                                               | Csoportos fellépés                                                               | Csoportos fellépés                                                               | Csoportos fellépés                                                               | Csoportos fellépés                                                               | Csoportos fellépés                                                               | Csoportos fellépés                                                               | Csoportos fellépés                                                               | Csoportos fellépés                                                               | Csoportos fellépés                                                               | Some Kind of Wonderful                          | Some Kind of Wonderful                          | Some Kind of Wonderful                          | Some Kind of Wonderful                          | Some Kind of Wonderful                          | Some Kind of Wonderful                          | Some Kind of Wonderful                          | Some Kind of Wonderful                          | Some Kind of Wonderful                          | Some Kind of Wonderful                          | Some Kind of Wonderful                          | Some Kind of Wonderful                          | Some Kind of Wonderful                          | Some Kind of Wonderful                          | Some Kind of Wonderful                          | Some Kind of Wonderful                          | Some Kind of Wonderful                          | Some Kind of Wonderful                          | Some Kind of Wonderful                          | Some Kind of Wonderful                          | Some Kind of Wonderful                          | Some Kind of Wonderful                          | Some Kind of Wonderful                          | Some Kind of Wonderful                          | Some Kind of Wonderful                          | Some Kind of Wonderful                          | Some Kind of Wonderful                          | Some Kind of Wonderful                          | Some Kind of Wonderful                          | Some Kind of Wonderful                          | Some Kind of Wonderful                          | Some Kind of Wonderful                          | Some Kind of Wonderful                          | Some Kind of Wonderful                          | Some Kind of Wonderful                          | Some Kind of Wonderful                          | Some Kind of Wonderful                          | Some Kind of Wonderful                          | Some Kind of Wonderful                          | Some Kind of Wonderful                          | Some Kind of Wonderful                          | Some Kind of Wonderful                          | Some Kind of Wonderful                          | Some Kind of Wonderful                          | Some Kind of Wonderful                          | Some Kind of Wonderful                          | Some Kind of Wonderful                          | Some Kind of Wonderful                          | Some Kind of Wonderful                          | Some Kind of Wonderful                          | Some Kind of Wonderful                          | Some Kind of Wonderful                          | Some Kind of Wonderful                          | Some Kind of Wonderful                          | Some Kind of Wonderful                          | Some Kind of Wonderful                          | Some Kind of Wonderful                          | Some Kind of Wonderful                          | Some Kind of Wonderful                          | Some Kind of Wonderful                          | Some Kind of Wonderful                          | Some Kind of Wonderful                          | Some Kind of Wonderful                          | Some Kind of Wonderful                          | Some Kind of Wonderful                          | Some Kind of Wonderful                          | Some Kind of Wonderful                          | Some Kind of Wonderful                          | Some Kind of Wonderful                          | Some Kind of Wonderful                          | Some Kind of Wonderful                          | Some Kind of Wonderful                          | Some Kind of Wonderful                          | Some Kind of Wonderful                          | Some Kind of Wonderful                          | Some Kind of Wonderful                          | Some Kind of Wonderful                          | Some Kind of Wonderful                          | Some Kind of Wonderful                          | Some Kind of Wonderful                          | Some Kind of Wonderful                          | Some Kind of Wonderful                          | Some Kind of Wonderful                          | Some Kind of Wonderful                          | Some Kind of Wonderful                          | Some Kind of Wonderful                          | Some Kind of Wonderful                          | Some Kind of Wonderful                          | Some Kind of Wonderful                          | Some Kind of Wonderful                          | Some Kind of Wonderful                          | Some Kind of Wonderful                          | Some Kind of Wonderful                          | Some Kind of Wonderful                          | Some Kind of Wonderful                          | Some Kind of Wonderful                          | Some Kind of Wonderful                          | Some Kind of Wonderful                          | Some Kind of Wonderful                          | Some Kind of Wonderful                          | Soul Brothers Six                                 | Soul Brothers Six                                 | Soul Brothers Six                                 | Soul Brothers Six                                 | Soul Brothers Six                                 | Soul Brothers Six                                 | Soul Brothers Six                                 | Soul Brothers Six                                 | Soul Brothers Six                                 | Soul Brothers Six                                 | Soul Brothers Six                                 | Soul Brothers Six                                 | Soul Brothers Six                                 | Soul Brothers Six                                 | Soul Brothers Six                                 | Soul Brothers Six                                 | Soul Brothers Six                                 | Soul Brothers Six                                 | Soul Brothers Six                                 | Soul Brothers Six                                 | Soul Brothers Six                                 | Soul Brothers Six                                 | Soul Brothers Six                                 | Soul Brothers Six                                 | Soul Brothers Six                                 | Soul Brothers Six                                 | Soul Brothers Six                                 | Soul Brothers Six                                 | Soul Brothers Six                                 | Soul Brothers Six                                 | Soul Brothers Six                                 | Soul Brothers Six                                 | Soul Brothers Six                                 | Soul Brothers Six                                 | Soul Brothers Six                                 | Soul Brothers Six                                 | Soul Brothers Six                                 | Soul Brothers Six                                 | Soul Brothers Six                                 | Soul Brothers Six                                 | Soul Brothers Six                                 | Soul Brothers Six                                 | Soul Brothers Six                                 | Soul Brothers Six                                 | Soul Brothers Six                                 | Soul Brothers Six                                 | Soul Brothers Six                                 | Soul Brothers Six                                 | Soul Brothers Six                                 | Soul Brothers Six                                 | Soul Brothers Six                                 | Soul Brothers Six                                 | Soul Brothers Six                                 | Soul Brothers Six                                 | Soul Brothers Six                                 | Soul Brothers Six                                 | Soul Brothers Six                                 | Soul Brothers Six                                 | Soul Brothers Six                                 | Soul Brothers Six                                 | Soul Brothers Six                                 | Soul Brothers Six                                 | Soul Brothers Six                                 | Soul Brothers Six                                 | Soul Brothers Six                                 | Soul Brothers Six                                 | Soul Brothers Six                                 | Soul Brothers Six                                 | Soul Brothers Six                                 | Soul Brothers Six                                 | Soul Brothers Six                                 | Soul Brothers Six                                 | Soul Brothers Six                                 | Soul Brothers Six                                 | Soul Brothers Six                                 | Soul Brothers Six                                 | Soul Brothers Six                                 | Soul Brothers Six                                 | Soul Brothers Six                                 | Soul Brothers Six                                 | Soul Brothers Six                                 | Soul Brothers Six                                 | Soul Brothers Six                                 | Soul Brothers Six                                 | Soul Brothers Six                                 | Soul Brothers Six                                 | Soul Brothers Six                                 | Soul Brothers Six                                 | Soul Brothers Six                                 | Soul Brothers Six                                 | Soul Brothers Six                                 | Soul Brothers Six                                 | Soul Brothers Six                                 | Soul Brothers Six                                 | Soul Brothers Six                                 | Soul Brothers Six                                 | Soul Brothers Six                                 | Soul Brothers Six                                 | Soul Brothers Six                                 | Soul Brothers Six                                 |
| Hollywood          | Hollywood          | Hollywood          | Hollywood          | Hollywood          | Hollywood          | Hollywood          | Hollywood          | Hollywood          | Hollywood          | Hollywood          | Hollywood          | Hollywood          | Hollywood          | Hollywood          | Hollywood          | Hollywood          | Hollywood          | Hollywood          | Hollywood          | Hollywood          | Hollywood          | Hollywood          | Hollywood          | Hollywood          | Hollywood          | Hollywood          | Hollywood          | Hollywood          | Hollywood          | Hollywood          | Hollywood          | Hollywood          | Hollywood          | Hollywood          | Hollywood          | Hollywood          | Hollywood          | Hollywood          | Hollywood          | Hollywood          | Hollywood          | Hollywood          | Hollywood          | Hollywood          | Hollywood          | Hollywood          | Hollywood          | Hollywood          | Hollywood          | Hollywood          | Hollywood          | Hollywood          | Hollywood          | Hollywood          | Hollywood          | Hollywood          | Hollywood          | Hollywood          | Hollywood          | Hollywood          | Hollywood          | Hollywood          | Hollywood          | Hollywood          | Hollywood          | Hollywood          | Hollywood          | Hollywood          | Hollywood          | Hollywood          | Hollywood          | Hollywood          | Hollywood          | Hollywood          | Hollywood          | Hollywood          | Hollywood          | Hollywood          | Hollywood          | Hollywood          | Hollywood          | Hollywood          | Hollywood          | Hollywood          | Hollywood          | Hollywood          | Hollywood          | Hollywood          | Hollywood          | Hollywood          | Hollywood          | Hollywood          | Hollywood          | Hollywood          | Hollywood          | Hollywood          | Hollywood          | Hollywood          | Hollywood          | Választható dal, második szóló                                                   | Választható dal, második szóló                                                   | Választható dal, második szóló                                                   | Választható dal, második szóló                                                   | Választható dal, második szóló                                                   | Választható dal, második szóló                                                   | Választható dal, második szóló                                                   | Választható dal, második szóló                                                   | Választható dal, második szóló                                                   | Választható dal, második szóló                                                   | Választható dal, második szóló                                                   | Választható dal, második szóló                                                   | Választható dal, második szóló                                                   | Választható dal, második szóló                                                   | Választható dal, második szóló                                                   | Választható dal, második szóló                                                   | Választható dal, második szóló                                                   | Választható dal, második szóló                                                   | Választható dal, második szóló                                                   | Választható dal, második szóló                                                   | Választható dal, második szóló                                                   | Választható dal, második szóló                                                   | Választható dal, második szóló                                                   | Választható dal, második szóló                                                   | Választható dal, második szóló                                                   | Választható dal, második szóló                                                   | Választható dal, második szóló                                                   | Választható dal, második szóló                                                   | Választható dal, második szóló                                                   | Választható dal, második szóló                                                   | Választható dal, második szóló                                                   | Választható dal, második szóló                                                   | Választható dal, második szóló                                                   | Választható dal, második szóló                                                   | Választható dal, második szóló                                                   | Választható dal, második szóló                                                   | Választható dal, második szóló                                                   | Választható dal, második szóló                                                   | Választható dal, második szóló                                                   | Választható dal, második szóló                                                   | Választható dal, második szóló                                                   | Választható dal, második szóló                                                   | Választható dal, második szóló                                                   | Választható dal, második szóló                                                   | Választható dal, második szóló                                                   | Választható dal, második szóló                                                   | Választható dal, második szóló                                                   | Választható dal, második szóló                                                   | Választható dal, második szóló                                                   | Választható dal, második szóló                                                   | Választható dal, második szóló                                                   | Választható dal, második szóló                                                   | Választható dal, második szóló                                                   | Választható dal, második szóló                                                   | Választható dal, második szóló                                                   | Választható dal, második szóló                                                   | Választható dal, második szóló                                                   | Választható dal, második szóló                                                   | Választható dal, második szóló                                                   | Választható dal, második szóló                                                   | Választható dal, második szóló                                                   | Választható dal, második szóló                                                   | Választható dal, második szóló                                                   | Választható dal, második szóló                                                   | Választható dal, második szóló                                                   | Választható dal, második szóló                                                   | Választható dal, második szóló                                                   | Választható dal, második szóló                                                   | Választható dal, második szóló                                                   | Választható dal, második szóló                                                   | Választható dal, második szóló                                                   | Választható dal, második szóló                                                   | Választható dal, második szóló                                                   | Választható dal, második szóló                                                   | Választható dal, második szóló                                                   | Választható dal, második szóló                                                   | Választható dal, második szóló                                                   | Választható dal, második szóló                                                   | Választható dal, második szóló                                                   | Választható dal, második szóló                                                   | Választható dal, második szóló                                                   | Választható dal, második szóló                                                   | Választható dal, második szóló                                                   | Választható dal, második szóló                                                   | Választható dal, második szóló                                                   | Választható dal, második szóló                                                   | Választható dal, második szóló                                                   | Választható dal, második szóló                                                   | Választható dal, második szóló                                                   | Választható dal, második szóló                                                   | Választható dal, második szóló                                                   | Választható dal, második szóló                                                   | Választható dal, második szóló                                                   | Választható dal, második szóló                                                   | Választható dal, második szóló                                                   | Választható dal, második szóló                                                   | Választható dal, második szóló                                                   | Választható dal, második szóló                                                   | Választható dal, második szóló                                                   | Választható dal, második szóló                                                   | Believe                                         | Believe                                         | Believe                                         | Believe                                         | Believe                                         | Believe                                         | Believe                                         | Believe                                         | Believe                                         | Believe                                         | Believe                                         | Believe                                         | Believe                                         | Believe                                         | Believe                                         | Believe                                         | Believe                                         | Believe                                         | Believe                                         | Believe                                         | Believe                                         | Believe                                         | Believe                                         | Believe                                         | Believe                                         | Believe                                         | Believe                                         | Believe                                         | Believe                                         | Believe                                         | Believe                                         | Believe                                         | Believe                                         | Believe                                         | Believe                                         | Believe                                         | Believe                                         | Believe                                         | Believe                                         | Believe                                         | Believe                                         | Believe                                         | Believe                                         | Believe                                         | Believe                                         | Believe                                         | Believe                                         | Believe                                         | Believe                                         | Believe                                         | Believe                                         | Believe                                         | Believe                                         | Believe                                         | Believe                                         | Believe                                         | Believe                                         | Believe                                         | Believe                                         | Believe                                         | Believe                                         | Believe                                         | Believe                                         | Believe                                         | Believe                                         | Believe                                         | Believe                                         | Believe                                         | Believe                                         | Believe                                         | Believe                                         | Believe                                         | Believe                                         | Believe                                         | Believe                                         | Believe                                         | Believe                                         | Believe                                         | Believe                                         | Believe                                         | Believe                                         | Believe                                         | Believe                                         | Believe                                         | Believe                                         | Believe                                         | Believe                                         | Believe                                         | Believe                                         | Believe                                         | Believe                                         | Believe                                         | Believe                                         | Believe                                         | Believe                                         | Believe                                         | Believe                                         | Believe                                         | Believe                                         | Believe                                         | Cher                                              | Cher                                              | Cher                                              | Cher                                              | Cher                                              | Cher                                              | Cher                                              | Cher                                              | Cher                                              | Cher                                              | Cher                                              | Cher                                              | Cher                                              | Cher                                              | Cher                                              | Cher                                              | Cher                                              | Cher                                              | Cher                                              | Cher                                              | Cher                                              | Cher                                              | Cher                                              | Cher                                              | Cher                                              | Cher                                              | Cher                                              | Cher                                              | Cher                                              | Cher                                              | Cher                                              | Cher                                              | Cher                                              | Cher                                              | Cher                                              | Cher                                              | Cher                                              | Cher                                              | Cher                                              | Cher                                              | Cher                                              | Cher                                              | Cher                                              | Cher                                              | Cher                                              | Cher                                              | Cher                                              | Cher                                              | Cher                                              | Cher                                              | Cher                                              | Cher                                              | Cher                                              | Cher                                              | Cher                                              | Cher                                              | Cher                                              | Cher                                              | Cher                                              | Cher                                              | Cher                                              | Cher                                              | Cher                                              | Cher                                              | Cher                                              | Cher                                              | Cher                                              | Cher                                              | Cher                                              | Cher                                              | Cher                                              | Cher                                              | Cher                                              | Cher                                              | Cher                                              | Cher                                              | Cher                                              | Cher                                              | Cher                                              | Cher                                              | Cher                                              | Cher                                              | Cher                                              | Cher                                              | Cher                                              | Cher                                              | Cher                                              | Cher                                              | Cher                                              | Cher                                              | Cher                                              | Cher                                              | Cher                                              | Cher                                              | Cher                                              | Cher                                              | Cher                                              | Cher                                              | Cher                                              | Cher                                              |
| Top 36/2. elődöntő | Top 36/2. elődöntő | Top 36/2. elődöntő | Top 36/2. elődöntő | Top 36/2. elődöntő | Top 36/2. elődöntő | Top 36/2. elődöntő | Top 36/2. elődöntő | Top 36/2. elődöntő | Top 36/2. elődöntő | Top 36/2. elődöntő | Top 36/2. elődöntő | Top 36/2. elődöntő | Top 36/2. elődöntő | Top 36/2. elődöntő | Top 36/2. elődöntő | Top 36/2. elődöntő | Top 36/2. elődöntő | Top 36/2. elődöntő | Top 36/2. elődöntő | Top 36/2. elődöntő | Top 36/2. elődöntő | Top 36/2. elődöntő | Top 36/2. elődöntő | Top 36/2. elődöntő | Top 36/2. elődöntő | Top 36/2. elődöntő | Top 36/2. elődöntő | Top 36/2. elődöntő | Top 36/2. elődöntő | Top 36/2. elődöntő | Top 36/2. elődöntő | Top 36/2. elődöntő | Top 36/2. elődöntő | Top 36/2. elődöntő | Top 36/2. elődöntő | Top 36/2. elődöntő | Top 36/2. elődöntő | Top 36/2. elődöntő | Top 36/2. elődöntő | Top 36/2. elődöntő | Top 36/2. elődöntő | Top 36/2. elődöntő | Top 36/2. elődöntő | Top 36/2. elődöntő | Top 36/2. elődöntő | Top 36/2. elődöntő | Top 36/2. elődöntő | Top 36/2. elődöntő | Top 36/2. elődöntő | Top 36/2. elődöntő | Top 36/2. elődöntő | Top 36/2. elődöntő | Top 36/2. elődöntő | Top 36/2. elődöntő | Top 36/2. elődöntő | Top 36/2. elődöntő | Top 36/2. elődöntő | Top 36/2. elődöntő | Top 36/2. elődöntő | Top 36/2. elődöntő | Top 36/2. elődöntő | Top 36/2. elődöntő | Top 36/2. elődöntő | Top 36/2. elődöntő | Top 36/2. elődöntő | Top 36/2. elődöntő | Top 36/2. elődöntő | Top 36/2. elődöntő | Top 36/2. elődöntő | Top 36/2. elődöntő | Top 36/2. elődöntő | Top 36/2. elődöntő | Top 36/2. elődöntő | Top 36/2. elődöntő | Top 36/2. elődöntő | Top 36/2. elődöntő | Top 36/2. elődöntő | Top 36/2. elődöntő | Top 36/2. elődöntő | Top 36/2. elődöntő | Top 36/2. elődöntő | Top 36/2. elődöntő | Top 36/2. elődöntő | Top 36/2. elődöntő | Top 36/2. elődöntő | Top 36/2. elődöntő | Top 36/2. elődöntő | Top 36/2. elődöntő | Top 36/2. elődöntő | Top 36/2. elődöntő | Top 36/2. elődöntő | Top 36/2. elődöntő | Top 36/2. elődöntő | Top 36/2. elődöntő | Top 36/2. elődöntő | Top 36/2. elődöntő | Top 36/2. elődöntő | Top 36/2. elődöntő | Top 36/2. elődöntő | Billboard Hot 100 Örökzöldek                                                     | Billboard Hot 100 Örökzöldek                                                     | Billboard Hot 100 Örökzöldek                                                     | Billboard Hot 100 Örökzöldek                                                     | Billboard Hot 100 Örökzöldek                                                     | Billboard Hot 100 Örökzöldek                                                     | Billboard Hot 100 Örökzöldek                                                     | Billboard Hot 100 Örökzöldek                                                     | Billboard Hot 100 Örökzöldek                                                     | Billboard Hot 100 Örökzöldek                                                     | Billboard Hot 100 Örökzöldek                                                     | Billboard Hot 100 Örökzöldek                                                     | Billboard Hot 100 Örökzöldek                                                     | Billboard Hot 100 Örökzöldek                                                     | Billboard Hot 100 Örökzöldek                                                     | Billboard Hot 100 Örökzöldek                                                     | Billboard Hot 100 Örökzöldek                                                     | Billboard Hot 100 Örökzöldek                                                     | Billboard Hot 100 Örökzöldek                                                     | Billboard Hot 100 Örökzöldek                                                     | Billboard Hot 100 Örökzöldek                                                     | Billboard Hot 100 Örökzöldek                                                     | Billboard Hot 100 Örökzöldek                                                     | Billboard Hot 100 Örökzöldek                                                     | Billboard Hot 100 Örökzöldek                                                     | Billboard Hot 100 Örökzöldek                                                     | Billboard Hot 100 Örökzöldek                                                     | Billboard Hot 100 Örökzöldek                                                     | Billboard Hot 100 Örökzöldek                                                     | Billboard Hot 100 Örökzöldek                                                     | Billboard Hot 100 Örökzöldek                                                     | Billboard Hot 100 Örökzöldek                                                     | Billboard Hot 100 Örökzöldek                                                     | Billboard Hot 100 Örökzöldek                                                     | Billboard Hot 100 Örökzöldek                                                     | Billboard Hot 100 Örökzöldek                                                     | Billboard Hot 100 Örökzöldek                                                     | Billboard Hot 100 Örökzöldek                                                     | Billboard Hot 100 Örökzöldek                                                     | Billboard Hot 100 Örökzöldek                                                     | Billboard Hot 100 Örökzöldek                                                     | Billboard Hot 100 Örökzöldek                                                     | Billboard Hot 100 Örökzöldek                                                     | Billboard Hot 100 Örökzöldek                                                     | Billboard Hot 100 Örökzöldek                                                     | Billboard Hot 100 Örökzöldek                                                     | Billboard Hot 100 Örökzöldek                                                     | Billboard Hot 100 Örökzöldek                                                     | Billboard Hot 100 Örökzöldek                                                     | Billboard Hot 100 Örökzöldek                                                     | Billboard Hot 100 Örökzöldek                                                     | Billboard Hot 100 Örökzöldek                                                     | Billboard Hot 100 Örökzöldek                                                     | Billboard Hot 100 Örökzöldek                                                     | Billboard Hot 100 Örökzöldek                                                     | Billboard Hot 100 Örökzöldek                                                     | Billboard Hot 100 Örökzöldek                                                     | Billboard Hot 100 Örökzöldek                                                     | Billboard Hot 100 Örökzöldek                                                     | Billboard Hot 100 Örökzöldek                                                     | Billboard Hot 100 Örökzöldek                                                     | Billboard Hot 100 Örökzöldek                                                     | Billboard Hot 100 Örökzöldek                                                     | Billboard Hot 100 Örökzöldek                                                     | Billboard Hot 100 Örökzöldek                                                     | Billboard Hot 100 Örökzöldek                                                     | Billboard Hot 100 Örökzöldek                                                     | Billboard Hot 100 Örökzöldek                                                     | Billboard Hot 100 Örökzöldek                                                     | Billboard Hot 100 Örökzöldek                                                     | Billboard Hot 100 Örökzöldek                                                     | Billboard Hot 100 Örökzöldek                                                     | Billboard Hot 100 Örökzöldek                                                     | Billboard Hot 100 Örökzöldek                                                     | Billboard Hot 100 Örökzöldek                                                     | Billboard Hot 100 Örökzöldek                                                     | Billboard Hot 100 Örökzöldek                                                     | Billboard Hot 100 Örökzöldek                                                     | Billboard Hot 100 Örökzöldek                                                     | Billboard Hot 100 Örökzöldek                                                     | Billboard Hot 100 Örökzöldek                                                     | Billboard Hot 100 Örökzöldek                                                     | Billboard Hot 100 Örökzöldek                                                     | Billboard Hot 100 Örökzöldek                                                     | Billboard Hot 100 Örökzöldek                                                     | Billboard Hot 100 Örökzöldek                                                     | Billboard Hot 100 Örökzöldek                                                     | Billboard Hot 100 Örökzöldek                                                     | Billboard Hot 100 Örökzöldek                                                     | Billboard Hot 100 Örökzöldek                                                     | Billboard Hot 100 Örökzöldek                                                     | Billboard Hot 100 Örökzöldek                                                     | Billboard Hot 100 Örökzöldek                                                     | Billboard Hot 100 Örökzöldek                                                     | Billboard Hot 100 Örökzöldek                                                     | Billboard Hot 100 Örökzöldek                                                     | Billboard Hot 100 Örökzöldek                                                     | Billboard Hot 100 Örökzöldek                                                     | Billboard Hot 100 Örökzöldek                                                     | Billboard Hot 100 Örökzöldek                                                     | (I Can’t Get No) Satisfaction                   | (I Can’t Get No) Satisfaction                   | (I Can’t Get No) Satisfaction                   | (I Can’t Get No) Satisfaction                   | (I Can’t Get No) Satisfaction                   | (I Can’t Get No) Satisfaction                   | (I Can’t Get No) Satisfaction                   | (I Can’t Get No) Satisfaction                   | (I Can’t Get No) Satisfaction                   | (I Can’t Get No) Satisfaction                   | (I Can’t Get No) Satisfaction                   | (I Can’t Get No) Satisfaction                   | (I Can’t Get No) Satisfaction                   | (I Can’t Get No) Satisfaction                   | (I Can’t Get No) Satisfaction                   | (I Can’t Get No) Satisfaction                   | (I Can’t Get No) Satisfaction                   | (I Can’t Get No) Satisfaction                   | (I Can’t Get No) Satisfaction                   | (I Can’t Get No) Satisfaction                   | (I Can’t Get No) Satisfaction                   | (I Can’t Get No) Satisfaction                   | (I Can’t Get No) Satisfaction                   | (I Can’t Get No) Satisfaction                   | (I Can’t Get No) Satisfaction                   | (I Can’t Get No) Satisfaction                   | (I Can’t Get No) Satisfaction                   | (I Can’t Get No) Satisfaction                   | (I Can’t Get No) Satisfaction                   | (I Can’t Get No) Satisfaction                   | (I Can’t Get No) Satisfaction                   | (I Can’t Get No) Satisfaction                   | (I Can’t Get No) Satisfaction                   | (I Can’t Get No) Satisfaction                   | (I Can’t Get No) Satisfaction                   | (I Can’t Get No) Satisfaction                   | (I Can’t Get No) Satisfaction                   | (I Can’t Get No) Satisfaction                   | (I Can’t Get No) Satisfaction                   | (I Can’t Get No) Satisfaction                   | (I Can’t Get No) Satisfaction                   | (I Can’t Get No) Satisfaction                   | (I Can’t Get No) Satisfaction                   | (I Can’t Get No) Satisfaction                   | (I Can’t Get No) Satisfaction                   | (I Can’t Get No) Satisfaction                   | (I Can’t Get No) Satisfaction                   | (I Can’t Get No) Satisfaction                   | (I Can’t Get No) Satisfaction                   | (I Can’t Get No) Satisfaction                   | (I Can’t Get No) Satisfaction                   | (I Can’t Get No) Satisfaction                   | (I Can’t Get No) Satisfaction                   | (I Can’t Get No) Satisfaction                   | (I Can’t Get No) Satisfaction                   | (I Can’t Get No) Satisfaction                   | (I Can’t Get No) Satisfaction                   | (I Can’t Get No) Satisfaction                   | (I Can’t Get No) Satisfaction                   | (I Can’t Get No) Satisfaction                   | (I Can’t Get No) Satisfaction                   | (I Can’t Get No) Satisfaction                   | (I Can’t Get No) Satisfaction                   | (I Can’t Get No) Satisfaction                   | (I Can’t Get No) Satisfaction                   | (I Can’t Get No) Satisfaction                   | (I Can’t Get No) Satisfaction                   | (I Can’t Get No) Satisfaction                   | (I Can’t Get No) Satisfaction                   | (I Can’t Get No) Satisfaction                   | (I Can’t Get No) Satisfaction                   | (I Can’t Get No) Satisfaction                   | (I Can’t Get No) Satisfaction                   | (I Can’t Get No) Satisfaction                   | (I Can’t Get No) Satisfaction                   | (I Can’t Get No) Satisfaction                   | (I Can’t Get No) Satisfaction                   | (I Can’t Get No) Satisfaction                   | (I Can’t Get No) Satisfaction                   | (I Can’t Get No) Satisfaction                   | (I Can’t Get No) Satisfaction                   | (I Can’t Get No) Satisfaction                   | (I Can’t Get No) Satisfaction                   | (I Can’t Get No) Satisfaction                   | (I Can’t Get No) Satisfaction                   | (I Can’t Get No) Satisfaction                   | (I Can’t Get No) Satisfaction                   | (I Can’t Get No) Satisfaction                   | (I Can’t Get No) Satisfaction                   | (I Can’t Get No) Satisfaction                   | (I Can’t Get No) Satisfaction                   | (I Can’t Get No) Satisfaction                   | (I Can’t Get No) Satisfaction                   | (I Can’t Get No) Satisfaction                   | (I Can’t Get No) Satisfaction                   | (I Can’t Get No) Satisfaction                   | (I Can’t Get No) Satisfaction                   | (I Can’t Get No) Satisfaction                   | (I Can’t Get No) Satisfaction                   | (I Can’t Get No) Satisfaction                   | The Rolling Stones                                | The Rolling Stones                                | The Rolling Stones                                | The Rolling Stones                                | The Rolling Stones                                | The Rolling Stones                                | The Rolling Stones                                | The Rolling Stones                                | The Rolling Stones                                | The Rolling Stones                                | The Rolling Stones                                | The Rolling Stones                                | The Rolling Stones                                | The Rolling Stones                                | The Rolling Stones                                | The Rolling Stones                                | The Rolling Stones                                | The Rolling Stones                                | The Rolling Stones                                | The Rolling Stones                                | The Rolling Stones                                | The Rolling Stones                                | The Rolling Stones                                | The Rolling Stones                                | The Rolling Stones                                | The Rolling Stones                                | The Rolling Stones                                | The Rolling Stones                                | The Rolling Stones                                | The Rolling Stones                                | The Rolling Stones                                | The Rolling Stones                                | The Rolling Stones                                | The Rolling Stones                                | The Rolling Stones                                | The Rolling Stones                                | The Rolling Stones                                | The Rolling Stones                                | The Rolling Stones                                | The Rolling Stones                                | The Rolling Stones                                | The Rolling Stones                                | The Rolling Stones                                | The Rolling Stones                                | The Rolling Stones                                | The Rolling Stones                                | The Rolling Stones                                | The Rolling Stones                                | The Rolling Stones                                | The Rolling Stones                                | The Rolling Stones                                | The Rolling Stones                                | The Rolling Stones                                | The Rolling Stones                                | The Rolling Stones                                | The Rolling Stones                                | The Rolling Stones                                | The Rolling Stones                                | The Rolling Stones                                | The Rolling Stones                                | The Rolling Stones                                | The Rolling Stones                                | The Rolling Stones                                | The Rolling Stones                                | The Rolling Stones                                | The Rolling Stones                                | The Rolling Stones                                | The Rolling Stones                                | The Rolling Stones                                | The Rolling Stones                                | The Rolling Stones                                | The Rolling Stones                                | The Rolling Stones                                | The Rolling Stones                                | The Rolling Stones                                | The Rolling Stones                                | The Rolling Stones                                | The Rolling Stones                                | The Rolling Stones                                | The Rolling Stones                                | The Rolling Stones                                | The Rolling Stones                                | The Rolling Stones                                | The Rolling Stones                                | The Rolling Stones                                | The Rolling Stones                                | The Rolling Stones                                | The Rolling Stones                                | The Rolling Stones                                | The Rolling Stones                                | The Rolling Stones                                | The Rolling Stones                                | The Rolling Stones                                | The Rolling Stones                                | The Rolling Stones                                | The Rolling Stones                                | The Rolling Stones                                | The Rolling Stones                                | The Rolling Stones                                | The Rolling Stones                                |
| Top 13             | Top 13             | Top 13             | Top 13             | Top 13             | Top 13             | Top 13             | Top 13             | Top 13             | Top 13             | Top 13             | Top 13             | Top 13             | Top 13             | Top 13             | Top 13             | Top 13             | Top 13             | Top 13             | Top 13             | Top 13             | Top 13             | Top 13             | Top 13             | Top 13             | Top 13             | Top 13             | Top 13             | Top 13             | Top 13             | Top 13             | Top 13             | Top 13             | Top 13             | Top 13             | Top 13             | Top 13             | Top 13             | Top 13             | Top 13             | Top 13             | Top 13             | Top 13             | Top 13             | Top 13             | Top 13             | Top 13             | Top 13             | Top 13             | Top 13             | Top 13             | Top 13             | Top 13             | Top 13             | Top 13             | Top 13             | Top 13             | Top 13             | Top 13             | Top 13             | Top 13             | Top 13             | Top 13             | Top 13             | Top 13             | Top 13             | Top 13             | Top 13             | Top 13             | Top 13             | Top 13             | Top 13             | Top 13             | Top 13             | Top 13             | Top 13             | Top 13             | Top 13             | Top 13             | Top 13             | Top 13             | Top 13             | Top 13             | Top 13             | Top 13             | Top 13             | Top 13             | Top 13             | Top 13             | Top 13             | Top 13             | Top 13             | Top 13             | Top 13             | Top 13             | Top 13             | Top 13             | Top 13             | Top 13             | Top 13             | Michael Jackson                                                                  | Michael Jackson                                                                  | Michael Jackson                                                                  | Michael Jackson                                                                  | Michael Jackson                                                                  | Michael Jackson                                                                  | Michael Jackson                                                                  | Michael Jackson                                                                  | Michael Jackson                                                                  | Michael Jackson                                                                  | Michael Jackson                                                                  | Michael Jackson                                                                  | Michael Jackson                                                                  | Michael Jackson                                                                  | Michael Jackson                                                                  | Michael Jackson                                                                  | Michael Jackson                                                                  | Michael Jackson                                                                  | Michael Jackson                                                                  | Michael Jackson                                                                  | Michael Jackson                                                                  | Michael Jackson                                                                  | Michael Jackson                                                                  | Michael Jackson                                                                  | Michael Jackson                                                                  | Michael Jackson                                                                  | Michael Jackson                                                                  | Michael Jackson                                                                  | Michael Jackson                                                                  | Michael Jackson                                                                  | Michael Jackson                                                                  | Michael Jackson                                                                  | Michael Jackson                                                                  | Michael Jackson                                                                  | Michael Jackson                                                                  | Michael Jackson                                                                  | Michael Jackson                                                                  | Michael Jackson                                                                  | Michael Jackson                                                                  | Michael Jackson                                                                  | Michael Jackson                                                                  | Michael Jackson                                                                  | Michael Jackson                                                                  | Michael Jackson                                                                  | Michael Jackson                                                                  | Michael Jackson                                                                  | Michael Jackson                                                                  | Michael Jackson                                                                  | Michael Jackson                                                                  | Michael Jackson                                                                  | Michael Jackson                                                                  | Michael Jackson                                                                  | Michael Jackson                                                                  | Michael Jackson                                                                  | Michael Jackson                                                                  | Michael Jackson                                                                  | Michael Jackson                                                                  | Michael Jackson                                                                  | Michael Jackson                                                                  | Michael Jackson                                                                  | Michael Jackson                                                                  | Michael Jackson                                                                  | Michael Jackson                                                                  | Michael Jackson                                                                  | Michael Jackson                                                                  | Michael Jackson                                                                  | Michael Jackson                                                                  | Michael Jackson                                                                  | Michael Jackson                                                                  | Michael Jackson                                                                  | Michael Jackson                                                                  | Michael Jackson                                                                  | Michael Jackson                                                                  | Michael Jackson                                                                  | Michael Jackson                                                                  | Michael Jackson                                                                  | Michael Jackson                                                                  | Michael Jackson                                                                  | Michael Jackson                                                                  | Michael Jackson                                                                  | Michael Jackson                                                                  | Michael Jackson                                                                  | Michael Jackson                                                                  | Michael Jackson                                                                  | Michael Jackson                                                                  | Michael Jackson                                                                  | Michael Jackson                                                                  | Michael Jackson                                                                  | Michael Jackson                                                                  | Michael Jackson                                                                  | Michael Jackson                                                                  | Michael Jackson                                                                  | Michael Jackson                                                                  | Michael Jackson                                                                  | Michael Jackson                                                                  | Michael Jackson                                                                  | Michael Jackson                                                                  | Michael Jackson                                                                  | Michael Jackson                                                                  | Michael Jackson                                                                  | Black or White                                  | Black or White                                  | Black or White                                  | Black or White                                  | Black or White                                  | Black or White                                  | Black or White                                  | Black or White                                  | Black or White                                  | Black or White                                  | Black or White                                  | Black or White                                  | Black or White                                  | Black or White                                  | Black or White                                  | Black or White                                  | Black or White                                  | Black or White                                  | Black or White                                  | Black or White                                  | Black or White                                  | Black or White                                  | Black or White                                  | Black or White                                  | Black or White                                  | Black or White                                  | Black or White                                  | Black or White                                  | Black or White                                  | Black or White                                  | Black or White                                  | Black or White                                  | Black or White                                  | Black or White                                  | Black or White                                  | Black or White                                  | Black or White                                  | Black or White                                  | Black or White                                  | Black or White                                  | Black or White                                  | Black or White                                  | Black or White                                  | Black or White                                  | Black or White                                  | Black or White                                  | Black or White                                  | Black or White                                  | Black or White                                  | Black or White                                  | Black or White                                  | Black or White                                  | Black or White                                  | Black or White                                  | Black or White                                  | Black or White                                  | Black or White                                  | Black or White                                  | Black or White                                  | Black or White                                  | Black or White                                  | Black or White                                  | Black or White                                  | Black or White                                  | Black or White                                  | Black or White                                  | Black or White                                  | Black or White                                  | Black or White                                  | Black or White                                  | Black or White                                  | Black or White                                  | Black or White                                  | Black or White                                  | Black or White                                  | Black or White                                  | Black or White                                  | Black or White                                  | Black or White                                  | Black or White                                  | Black or White                                  | Black or White                                  | Black or White                                  | Black or White                                  | Black or White                                  | Black or White                                  | Black or White                                  | Black or White                                  | Black or White                                  | Black or White                                  | Black or White                                  | Black or White                                  | Black or White                                  | Black or White                                  | Black or White                                  | Black or White                                  | Black or White                                  | Black or White                                  | Black or White                                  | Black or White                                  | Michael Jackson                                   | Michael Jackson                                   | Michael Jackson                                   | Michael Jackson                                   | Michael Jackson                                   | Michael Jackson                                   | Michael Jackson                                   | Michael Jackson                                   | Michael Jackson                                   | Michael Jackson                                   | Michael Jackson                                   | Michael Jackson                                   | Michael Jackson                                   | Michael Jackson                                   | Michael Jackson                                   | Michael Jackson                                   | Michael Jackson                                   | Michael Jackson                                   | Michael Jackson                                   | Michael Jackson                                   | Michael Jackson                                   | Michael Jackson                                   | Michael Jackson                                   | Michael Jackson                                   | Michael Jackson                                   | Michael Jackson                                   | Michael Jackson                                   | Michael Jackson                                   | Michael Jackson                                   | Michael Jackson                                   | Michael Jackson                                   | Michael Jackson                                   | Michael Jackson                                   | Michael Jackson                                   | Michael Jackson                                   | Michael Jackson                                   | Michael Jackson                                   | Michael Jackson                                   | Michael Jackson                                   | Michael Jackson                                   | Michael Jackson                                   | Michael Jackson                                   | Michael Jackson                                   | Michael Jackson                                   | Michael Jackson                                   | Michael Jackson                                   | Michael Jackson                                   | Michael Jackson                                   | Michael Jackson                                   | Michael Jackson                                   | Michael Jackson                                   | Michael Jackson                                   | Michael Jackson                                   | Michael Jackson                                   | Michael Jackson                                   | Michael Jackson                                   | Michael Jackson                                   | Michael Jackson                                   | Michael Jackson                                   | Michael Jackson                                   | Michael Jackson                                   | Michael Jackson                                   | Michael Jackson                                   | Michael Jackson                                   | Michael Jackson                                   | Michael Jackson                                   | Michael Jackson                                   | Michael Jackson                                   | Michael Jackson                                   | Michael Jackson                                   | Michael Jackson                                   | Michael Jackson                                   | Michael Jackson                                   | Michael Jackson                                   | Michael Jackson                                   | Michael Jackson                                   | Michael Jackson                                   | Michael Jackson                                   | Michael Jackson                                   | Michael Jackson                                   | Michael Jackson                                   | Michael Jackson                                   | Michael Jackson                                   | Michael Jackson                                   | Michael Jackson                                   | Michael Jackson                                   | Michael Jackson                                   | Michael Jackson                                   | Michael Jackson                                   | Michael Jackson                                   | Michael Jackson                                   | Michael Jackson                                   | Michael Jackson                                   | Michael Jackson                                   | Michael Jackson                                   | Michael Jackson                                   | Michael Jackson                                   | Michael Jackson                                   | Michael Jackson                                   | Michael Jackson                                   |
| Top 11             | Top 11             | Top 11             | Top 11             | Top 11             | Top 11             | Top 11             | Top 11             | Top 11             | Top 11             | Top 11             | Top 11             | Top 11             | Top 11             | Top 11             | Top 11             | Top 11             | Top 11             | Top 11             | Top 11             | Top 11             | Top 11             | Top 11             | Top 11             | Top 11             | Top 11             | Top 11             | Top 11             | Top 11             | Top 11             | Top 11             | Top 11             | Top 11             | Top 11             | Top 11             | Top 11             | Top 11             | Top 11             | Top 11             | Top 11             | Top 11             | Top 11             | Top 11             | Top 11             | Top 11             | Top 11             | Top 11             | Top 11             | Top 11             | Top 11             | Top 11             | Top 11             | Top 11             | Top 11             | Top 11             | Top 11             | Top 11             | Top 11             | Top 11             | Top 11             | Top 11             | Top 11             | Top 11             | Top 11             | Top 11             | Top 11             | Top 11             | Top 11             | Top 11             | Top 11             | Top 11             | Top 11             | Top 11             | Top 11             | Top 11             | Top 11             | Top 11             | Top 11             | Top 11             | Top 11             | Top 11             | Top 11             | Top 11             | Top 11             | Top 11             | Top 11             | Top 11             | Top 11             | Top 11             | Top 11             | Top 11             | Top 11             | Top 11             | Top 11             | Top 11             | Top 11             | Top 11             | Top 11             | Top 11             | Top 11             | Grand Ole Opry                                                                   | Grand Ole Opry                                                                   | Grand Ole Opry                                                                   | Grand Ole Opry                                                                   | Grand Ole Opry                                                                   | Grand Ole Opry                                                                   | Grand Ole Opry                                                                   | Grand Ole Opry                                                                   | Grand Ole Opry                                                                   | Grand Ole Opry                                                                   | Grand Ole Opry                                                                   | Grand Ole Opry                                                                   | Grand Ole Opry                                                                   | Grand Ole Opry                                                                   | Grand Ole Opry                                                                   | Grand Ole Opry                                                                   | Grand Ole Opry                                                                   | Grand Ole Opry                                                                   | Grand Ole Opry                                                                   | Grand Ole Opry                                                                   | Grand Ole Opry                                                                   | Grand Ole Opry                                                                   | Grand Ole Opry                                                                   | Grand Ole Opry                                                                   | Grand Ole Opry                                                                   | Grand Ole Opry                                                                   | Grand Ole Opry                                                                   | Grand Ole Opry                                                                   | Grand Ole Opry                                                                   | Grand Ole Opry                                                                   | Grand Ole Opry                                                                   | Grand Ole Opry                                                                   | Grand Ole Opry                                                                   | Grand Ole Opry                                                                   | Grand Ole Opry                                                                   | Grand Ole Opry                                                                   | Grand Ole Opry                                                                   | Grand Ole Opry                                                                   | Grand Ole Opry                                                                   | Grand Ole Opry                                                                   | Grand Ole Opry                                                                   | Grand Ole Opry                                                                   | Grand Ole Opry                                                                   | Grand Ole Opry                                                                   | Grand Ole Opry                                                                   | Grand Ole Opry                                                                   | Grand Ole Opry                                                                   | Grand Ole Opry                                                                   | Grand Ole Opry                                                                   | Grand Ole Opry                                                                   | Grand Ole Opry                                                                   | Grand Ole Opry                                                                   | Grand Ole Opry                                                                   | Grand Ole Opry                                                                   | Grand Ole Opry                                                                   | Grand Ole Opry                                                                   | Grand Ole Opry                                                                   | Grand Ole Opry                                                                   | Grand Ole Opry                                                                   | Grand Ole Opry                                                                   | Grand Ole Opry                                                                   | Grand Ole Opry                                                                   | Grand Ole Opry                                                                   | Grand Ole Opry                                                                   | Grand Ole Opry                                                                   | Grand Ole Opry                                                                   | Grand Ole Opry                                                                   | Grand Ole Opry                                                                   | Grand Ole Opry                                                                   | Grand Ole Opry                                                                   | Grand Ole Opry                                                                   | Grand Ole Opry                                                                   | Grand Ole Opry                                                                   | Grand Ole Opry                                                                   | Grand Ole Opry                                                                   | Grand Ole Opry                                                                   | Grand Ole Opry                                                                   | Grand Ole Opry                                                                   | Grand Ole Opry                                                                   | Grand Ole Opry                                                                   | Grand Ole Opry                                                                   | Grand Ole Opry                                                                   | Grand Ole Opry                                                                   | Grand Ole Opry                                                                   | Grand Ole Opry                                                                   | Grand Ole Opry                                                                   | Grand Ole Opry                                                                   | Grand Ole Opry                                                                   | Grand Ole Opry                                                                   | Grand Ole Opry                                                                   | Grand Ole Opry                                                                   | Grand Ole Opry                                                                   | Grand Ole Opry                                                                   | Grand Ole Opry                                                                   | Grand Ole Opry                                                                   | Grand Ole Opry                                                                   | Grand Ole Opry                                                                   | Grand Ole Opry                                                                   | Grand Ole Opry                                                                   | Grand Ole Opry                                                                   | Ring of Fire                                    | Ring of Fire                                    | Ring of Fire                                    | Ring of Fire                                    | Ring of Fire                                    | Ring of Fire                                    | Ring of Fire                                    | Ring of Fire                                    | Ring of Fire                                    | Ring of Fire                                    | Ring of Fire                                    | Ring of Fire                                    | Ring of Fire                                    | Ring of Fire                                    | Ring of Fire                                    | Ring of Fire                                    | Ring of Fire                                    | Ring of Fire                                    | Ring of Fire                                    | Ring of Fire                                    | Ring of Fire                                    | Ring of Fire                                    | Ring of Fire                                    | Ring of Fire                                    | Ring of Fire                                    | Ring of Fire                                    | Ring of Fire                                    | Ring of Fire                                    | Ring of Fire                                    | Ring of Fire                                    | Ring of Fire                                    | Ring of Fire                                    | Ring of Fire                                    | Ring of Fire                                    | Ring of Fire                                    | Ring of Fire                                    | Ring of Fire                                    | Ring of Fire                                    | Ring of Fire                                    | Ring of Fire                                    | Ring of Fire                                    | Ring of Fire                                    | Ring of Fire                                    | Ring of Fire                                    | Ring of Fire                                    | Ring of Fire                                    | Ring of Fire                                    | Ring of Fire                                    | Ring of Fire                                    | Ring of Fire                                    | Ring of Fire                                    | Ring of Fire                                    | Ring of Fire                                    | Ring of Fire                                    | Ring of Fire                                    | Ring of Fire                                    | Ring of Fire                                    | Ring of Fire                                    | Ring of Fire                                    | Ring of Fire                                    | Ring of Fire                                    | Ring of Fire                                    | Ring of Fire                                    | Ring of Fire                                    | Ring of Fire                                    | Ring of Fire                                    | Ring of Fire                                    | Ring of Fire                                    | Ring of Fire                                    | Ring of Fire                                    | Ring of Fire                                    | Ring of Fire                                    | Ring of Fire                                    | Ring of Fire                                    | Ring of Fire                                    | Ring of Fire                                    | Ring of Fire                                    | Ring of Fire                                    | Ring of Fire                                    | Ring of Fire                                    | Ring of Fire                                    | Ring of Fire                                    | Ring of Fire                                    | Ring of Fire                                    | Ring of Fire                                    | Ring of Fire                                    | Ring of Fire                                    | Ring of Fire                                    | Ring of Fire                                    | Ring of Fire                                    | Ring of Fire                                    | Ring of Fire                                    | Ring of Fire                                    | Ring of Fire                                    | Ring of Fire                                    | Ring of Fire                                    | Ring of Fire                                    | Ring of Fire                                    | Ring of Fire                                    | Ring of Fire                                    | Anita Carter                                      | Anita Carter                                      | Anita Carter                                      | Anita Carter                                      | Anita Carter                                      | Anita Carter                                      | Anita Carter                                      | Anita Carter                                      | Anita Carter                                      | Anita Carter                                      | Anita Carter                                      | Anita Carter                                      | Anita Carter                                      | Anita Carter                                      | Anita Carter                                      | Anita Carter                                      | Anita Carter                                      | Anita Carter                                      | Anita Carter                                      | Anita Carter                                      | Anita Carter                                      | Anita Carter                                      | Anita Carter                                      | Anita Carter                                      | Anita Carter                                      | Anita Carter                                      | Anita Carter                                      | Anita Carter                                      | Anita Carter                                      | Anita Carter                                      | Anita Carter                                      | Anita Carter                                      | Anita Carter                                      | Anita Carter                                      | Anita Carter                                      | Anita Carter                                      | Anita Carter                                      | Anita Carter                                      | Anita Carter                                      | Anita Carter                                      | Anita Carter                                      | Anita Carter                                      | Anita Carter                                      | Anita Carter                                      | Anita Carter                                      | Anita Carter                                      | Anita Carter                                      | Anita Carter                                      | Anita Carter                                      | Anita Carter                                      | Anita Carter                                      | Anita Carter                                      | Anita Carter                                      | Anita Carter                                      | Anita Carter                                      | Anita Carter                                      | Anita Carter                                      | Anita Carter                                      | Anita Carter                                      | Anita Carter                                      | Anita Carter                                      | Anita Carter                                      | Anita Carter                                      | Anita Carter                                      | Anita Carter                                      | Anita Carter                                      | Anita Carter                                      | Anita Carter                                      | Anita Carter                                      | Anita Carter                                      | Anita Carter                                      | Anita Carter                                      | Anita Carter                                      | Anita Carter                                      | Anita Carter                                      | Anita Carter                                      | Anita Carter                                      | Anita Carter                                      | Anita Carter                                      | Anita Carter                                      | Anita Carter                                      | Anita Carter                                      | Anita Carter                                      | Anita Carter                                      | Anita Carter                                      | Anita Carter                                      | Anita Carter                                      | Anita Carter                                      | Anita Carter                                      | Anita Carter                                      | Anita Carter                                      | Anita Carter                                      | Anita Carter                                      | Anita Carter                                      | Anita Carter                                      | Anita Carter                                      | Anita Carter                                      | Anita Carter                                      | Anita Carter                                      | Anita Carter                                      |
| Top 10             | Top 10             | Top 10             | Top 10             | Top 10             | Top 10             | Top 10             | Top 10             | Top 10             | Top 10             | Top 10             | Top 10             | Top 10             | Top 10             | Top 10             | Top 10             | Top 10             | Top 10             | Top 10             | Top 10             | Top 10             | Top 10             | Top 10             | Top 10             | Top 10             | Top 10             | Top 10             | Top 10             | Top 10             | Top 10             | Top 10             | Top 10             | Top 10             | Top 10             | Top 10             | Top 10             | Top 10             | Top 10             | Top 10             | Top 10             | Top 10             | Top 10             | Top 10             | Top 10             | Top 10             | Top 10             | Top 10             | Top 10             | Top 10             | Top 10             | Top 10             | Top 10             | Top 10             | Top 10             | Top 10             | Top 10             | Top 10             | Top 10             | Top 10             | Top 10             | Top 10             | Top 10             | Top 10             | Top 10             | Top 10             | Top 10             | Top 10             | Top 10             | Top 10             | Top 10             | Top 10             | Top 10             | Top 10             | Top 10             | Top 10             | Top 10             | Top 10             | Top 10             | Top 10             | Top 10             | Top 10             | Top 10             | Top 10             | Top 10             | Top 10             | Top 10             | Top 10             | Top 10             | Top 10             | Top 10             | Top 10             | Top 10             | Top 10             | Top 10             | Top 10             | Top 10             | Top 10             | Top 10             | Top 10             | Top 10             | Motown                                                                           | Motown                                                                           | Motown                                                                           | Motown                                                                           | Motown                                                                           | Motown                                                                           | Motown                                                                           | Motown                                                                           | Motown                                                                           | Motown                                                                           | Motown                                                                           | Motown                                                                           | Motown                                                                           | Motown                                                                           | Motown                                                                           | Motown                                                                           | Motown                                                                           | Motown                                                                           | Motown                                                                           | Motown                                                                           | Motown                                                                           | Motown                                                                           | Motown                                                                           | Motown                                                                           | Motown                                                                           | Motown                                                                           | Motown                                                                           | Motown                                                                           | Motown                                                                           | Motown                                                                           | Motown                                                                           | Motown                                                                           | Motown                                                                           | Motown                                                                           | Motown                                                                           | Motown                                                                           | Motown                                                                           | Motown                                                                           | Motown                                                                           | Motown                                                                           | Motown                                                                           | Motown                                                                           | Motown                                                                           | Motown                                                                           | Motown                                                                           | Motown                                                                           | Motown                                                                           | Motown                                                                           | Motown                                                                           | Motown                                                                           | Motown                                                                           | Motown                                                                           | Motown                                                                           | Motown                                                                           | Motown                                                                           | Motown                                                                           | Motown                                                                           | Motown                                                                           | Motown                                                                           | Motown                                                                           | Motown                                                                           | Motown                                                                           | Motown                                                                           | Motown                                                                           | Motown                                                                           | Motown                                                                           | Motown                                                                           | Motown                                                                           | Motown                                                                           | Motown                                                                           | Motown                                                                           | Motown                                                                           | Motown                                                                           | Motown                                                                           | Motown                                                                           | Motown                                                                           | Motown                                                                           | Motown                                                                           | Motown                                                                           | Motown                                                                           | Motown                                                                           | Motown                                                                           | Motown                                                                           | Motown                                                                           | Motown                                                                           | Motown                                                                           | Motown                                                                           | Motown                                                                           | Motown                                                                           | Motown                                                                           | Motown                                                                           | Motown                                                                           | Motown                                                                           | Motown                                                                           | Motown                                                                           | Motown                                                                           | Motown                                                                           | Motown                                                                           | Motown                                                                           | Motown                                                                           | The Tracks of My Tears                          | The Tracks of My Tears                          | The Tracks of My Tears                          | The Tracks of My Tears                          | The Tracks of My Tears                          | The Tracks of My Tears                          | The Tracks of My Tears                          | The Tracks of My Tears                          | The Tracks of My Tears                          | The Tracks of My Tears                          | The Tracks of My Tears                          | The Tracks of My Tears                          | The Tracks of My Tears                          | The Tracks of My Tears                          | The Tracks of My Tears                          | The Tracks of My Tears                          | The Tracks of My Tears                          | The Tracks of My Tears                          | The Tracks of My Tears                          | The Tracks of My Tears                          | The Tracks of My Tears                          | The Tracks of My Tears                          | The Tracks of My Tears                          | The Tracks of My Tears                          | The Tracks of My Tears                          | The Tracks of My Tears                          | The Tracks of My Tears                          | The Tracks of My Tears                          | The Tracks of My Tears                          | The Tracks of My Tears                          | The Tracks of My Tears                          | The Tracks of My Tears                          | The Tracks of My Tears                          | The Tracks of My Tears                          | The Tracks of My Tears                          | The Tracks of My Tears                          | The Tracks of My Tears                          | The Tracks of My Tears                          | The Tracks of My Tears                          | The Tracks of My Tears                          | The Tracks of My Tears                          | The Tracks of My Tears                          | The Tracks of My Tears                          | The Tracks of My Tears                          | The Tracks of My Tears                          | The Tracks of My Tears                          | The Tracks of My Tears                          | The Tracks of My Tears                          | The Tracks of My Tears                          | The Tracks of My Tears                          | The Tracks of My Tears                          | The Tracks of My Tears                          | The Tracks of My Tears                          | The Tracks of My Tears                          | The Tracks of My Tears                          | The Tracks of My Tears                          | The Tracks of My Tears                          | The Tracks of My Tears                          | The Tracks of My Tears                          | The Tracks of My Tears                          | The Tracks of My Tears                          | The Tracks of My Tears                          | The Tracks of My Tears                          | The Tracks of My Tears                          | The Tracks of My Tears                          | The Tracks of My Tears                          | The Tracks of My Tears                          | The Tracks of My Tears                          | The Tracks of My Tears                          | The Tracks of My Tears                          | The Tracks of My Tears                          | The Tracks of My Tears                          | The Tracks of My Tears                          | The Tracks of My Tears                          | The Tracks of My Tears                          | The Tracks of My Tears                          | The Tracks of My Tears                          | The Tracks of My Tears                          | The Tracks of My Tears                          | The Tracks of My Tears                          | The Tracks of My Tears                          | The Tracks of My Tears                          | The Tracks of My Tears                          | The Tracks of My Tears                          | The Tracks of My Tears                          | The Tracks of My Tears                          | The Tracks of My Tears                          | The Tracks of My Tears                          | The Tracks of My Tears                          | The Tracks of My Tears                          | The Tracks of My Tears                          | The Tracks of My Tears                          | The Tracks of My Tears                          | The Tracks of My Tears                          | The Tracks of My Tears                          | The Tracks of My Tears                          | The Tracks of My Tears                          | The Tracks of My Tears                          | The Tracks of My Tears                          | The Tracks of My Tears                          | The Miracles                                      | The Miracles                                      | The Miracles                                      | The Miracles                                      | The Miracles                                      | The Miracles                                      | The Miracles                                      | The Miracles                                      | The Miracles                                      | The Miracles                                      | The Miracles                                      | The Miracles                                      | The Miracles                                      | The Miracles                                      | The Miracles                                      | The Miracles                                      | The Miracles                                      | The Miracles                                      | The Miracles                                      | The Miracles                                      | The Miracles                                      | The Miracles                                      | The Miracles                                      | The Miracles                                      | The Miracles                                      | The Miracles                                      | The Miracles                                      | The Miracles                                      | The Miracles                                      | The Miracles                                      | The Miracles                                      | The Miracles                                      | The Miracles                                      | The Miracles                                      | The Miracles                                      | The Miracles                                      | The Miracles                                      | The Miracles                                      | The Miracles                                      | The Miracles                                      | The Miracles                                      | The Miracles                                      | The Miracles                                      | The Miracles                                      | The Miracles                                      | The Miracles                                      | The Miracles                                      | The Miracles                                      | The Miracles                                      | The Miracles                                      | The Miracles                                      | The Miracles                                      | The Miracles                                      | The Miracles                                      | The Miracles                                      | The Miracles                                      | The Miracles                                      | The Miracles                                      | The Miracles                                      | The Miracles                                      | The Miracles                                      | The Miracles                                      | The Miracles                                      | The Miracles                                      | The Miracles                                      | The Miracles                                      | The Miracles                                      | The Miracles                                      | The Miracles                                      | The Miracles                                      | The Miracles                                      | The Miracles                                      | The Miracles                                      | The Miracles                                      | The Miracles                                      | The Miracles                                      | The Miracles                                      | The Miracles                                      | The Miracles                                      | The Miracles                                      | The Miracles                                      | The Miracles                                      | The Miracles                                      | The Miracles                                      | The Miracles                                      | The Miracles                                      | The Miracles                                      | The Miracles                                      | The Miracles                                      | The Miracles                                      | The Miracles                                      | The Miracles                                      | The Miracles                                      | The Miracles                                      | The Miracles                                      | The Miracles                                      | The Miracles                                      | The Miracles                                      | The Miracles                                      | The Miracles                                      |
| Top 9              | Top 9              | Top 9              | Top 9              | Top 9              | Top 9              | Top 9              | Top 9              | Top 9              | Top 9              | Top 9              | Top 9              | Top 9              | Top 9              | Top 9              | Top 9              | Top 9              | Top 9              | Top 9              | Top 9              | Top 9              | Top 9              | Top 9              | Top 9              | Top 9              | Top 9              | Top 9              | Top 9              | Top 9              | Top 9              | Top 9              | Top 9              | Top 9              | Top 9              | Top 9              | Top 9              | Top 9              | Top 9              | Top 9              | Top 9              | Top 9              | Top 9              | Top 9              | Top 9              | Top 9              | Top 9              | Top 9              | Top 9              | Top 9              | Top 9              | Top 9              | Top 9              | Top 9              | Top 9              | Top 9              | Top 9              | Top 9              | Top 9              | Top 9              | Top 9              | Top 9              | Top 9              | Top 9              | Top 9              | Top 9              | Top 9              | Top 9              | Top 9              | Top 9              | Top 9              | Top 9              | Top 9              | Top 9              | Top 9              | Top 9              | Top 9              | Top 9              | Top 9              | Top 9              | Top 9              | Top 9              | Top 9              | Top 9              | Top 9              | Top 9              | Top 9              | Top 9              | Top 9              | Top 9              | Top 9              | Top 9              | Top 9              | Top 9              | Top 9              | Top 9              | Top 9              | Top 9              | Top 9              | Top 9              | Top 9              | Top letöltések                                                                   | Top letöltések                                                                   | Top letöltések                                                                   | Top letöltések                                                                   | Top letöltések                                                                   | Top letöltések                                                                   | Top letöltések                                                                   | Top letöltések                                                                   | Top letöltések                                                                   | Top letöltések                                                                   | Top letöltések                                                                   | Top letöltések                                                                   | Top letöltések                                                                   | Top letöltések                                                                   | Top letöltések                                                                   | Top letöltések                                                                   | Top letöltések                                                                   | Top letöltések                                                                   | Top letöltések                                                                   | Top letöltések                                                                   | Top letöltések                                                                   | Top letöltések                                                                   | Top letöltések                                                                   | Top letöltések                                                                   | Top letöltések                                                                   | Top letöltések                                                                   | Top letöltések                                                                   | Top letöltések                                                                   | Top letöltések                                                                   | Top letöltések                                                                   | Top letöltések                                                                   | Top letöltések                                                                   | Top letöltések                                                                   | Top letöltések                                                                   | Top letöltések                                                                   | Top letöltések                                                                   | Top letöltések                                                                   | Top letöltések                                                                   | Top letöltések                                                                   | Top letöltések                                                                   | Top letöltések                                                                   | Top letöltések                                                                   | Top letöltések                                                                   | Top letöltések                                                                   | Top letöltések                                                                   | Top letöltések                                                                   | Top letöltések                                                                   | Top letöltések                                                                   | Top letöltések                                                                   | Top letöltések                                                                   | Top letöltések                                                                   | Top letöltések                                                                   | Top letöltések                                                                   | Top letöltések                                                                   | Top letöltések                                                                   | Top letöltések                                                                   | Top letöltések                                                                   | Top letöltések                                                                   | Top letöltések                                                                   | Top letöltések                                                                   | Top letöltések                                                                   | Top letöltések                                                                   | Top letöltések                                                                   | Top letöltések                                                                   | Top letöltések                                                                   | Top letöltések                                                                   | Top letöltések                                                                   | Top letöltések                                                                   | Top letöltések                                                                   | Top letöltések                                                                   | Top letöltések                                                                   | Top letöltések                                                                   | Top letöltések                                                                   | Top letöltések                                                                   | Top letöltések                                                                   | Top letöltések                                                                   | Top letöltések                                                                   | Top letöltések                                                                   | Top letöltések                                                                   | Top letöltések                                                                   | Top letöltések                                                                   | Top letöltések                                                                   | Top letöltések                                                                   | Top letöltések                                                                   | Top letöltések                                                                   | Top letöltések                                                                   | Top letöltések                                                                   | Top letöltések                                                                   | Top letöltések                                                                   | Top letöltések                                                                   | Top letöltések                                                                   | Top letöltések                                                                   | Top letöltések                                                                   | Top letöltések                                                                   | Top letöltések                                                                   | Top letöltések                                                                   | Top letöltések                                                                   | Top letöltések                                                                   | Top letöltések                                                                   | Top letöltések                                                                   | Play That Funky Music                           | Play That Funky Music                           | Play That Funky Music                           | Play That Funky Music                           | Play That Funky Music                           | Play That Funky Music                           | Play That Funky Music                           | Play That Funky Music                           | Play That Funky Music                           | Play That Funky Music                           | Play That Funky Music                           | Play That Funky Music                           | Play That Funky Music                           | Play That Funky Music                           | Play That Funky Music                           | Play That Funky Music                           | Play That Funky Music                           | Play That Funky Music                           | Play That Funky Music                           | Play That Funky Music                           | Play That Funky Music                           | Play That Funky Music                           | Play That Funky Music                           | Play That Funky Music                           | Play That Funky Music                           | Play That Funky Music                           | Play That Funky Music                           | Play That Funky Music                           | Play That Funky Music                           | Play That Funky Music                           | Play That Funky Music                           | Play That Funky Music                           | Play That Funky Music                           | Play That Funky Music                           | Play That Funky Music                           | Play That Funky Music                           | Play That Funky Music                           | Play That Funky Music                           | Play That Funky Music                           | Play That Funky Music                           | Play That Funky Music                           | Play That Funky Music                           | Play That Funky Music                           | Play That Funky Music                           | Play That Funky Music                           | Play That Funky Music                           | Play That Funky Music                           | Play That Funky Music                           | Play That Funky Music                           | Play That Funky Music                           | Play That Funky Music                           | Play That Funky Music                           | Play That Funky Music                           | Play That Funky Music                           | Play That Funky Music                           | Play That Funky Music                           | Play That Funky Music                           | Play That Funky Music                           | Play That Funky Music                           | Play That Funky Music                           | Play That Funky Music                           | Play That Funky Music                           | Play That Funky Music                           | Play That Funky Music                           | Play That Funky Music                           | Play That Funky Music                           | Play That Funky Music                           | Play That Funky Music                           | Play That Funky Music                           | Play That Funky Music                           | Play That Funky Music                           | Play That Funky Music                           | Play That Funky Music                           | Play That Funky Music                           | Play That Funky Music                           | Play That Funky Music                           | Play That Funky Music                           | Play That Funky Music                           | Play That Funky Music                           | Play That Funky Music                           | Play That Funky Music                           | Play That Funky Music                           | Play That Funky Music                           | Play That Funky Music                           | Play That Funky Music                           | Play That Funky Music                           | Play That Funky Music                           | Play That Funky Music                           | Play That Funky Music                           | Play That Funky Music                           | Play That Funky Music                           | Play That Funky Music                           | Play That Funky Music                           | Play That Funky Music                           | Play That Funky Music                           | Play That Funky Music                           | Play That Funky Music                           | Play That Funky Music                           | Play That Funky Music                           | Play That Funky Music                           | Wild Cherry                                       | Wild Cherry                                       | Wild Cherry                                       | Wild Cherry                                       | Wild Cherry                                       | Wild Cherry                                       | Wild Cherry                                       | Wild Cherry                                       | Wild Cherry                                       | Wild Cherry                                       | Wild Cherry                                       | Wild Cherry                                       | Wild Cherry                                       | Wild Cherry                                       | Wild Cherry                                       | Wild Cherry                                       | Wild Cherry                                       | Wild Cherry                                       | Wild Cherry                                       | Wild Cherry                                       | Wild Cherry                                       | Wild Cherry                                       | Wild Cherry                                       | Wild Cherry                                       | Wild Cherry                                       | Wild Cherry                                       | Wild Cherry                                       | Wild Cherry                                       | Wild Cherry                                       | Wild Cherry                                       | Wild Cherry                                       | Wild Cherry                                       | Wild Cherry                                       | Wild Cherry                                       | Wild Cherry                                       | Wild Cherry                                       | Wild Cherry                                       | Wild Cherry                                       | Wild Cherry                                       | Wild Cherry                                       | Wild Cherry                                       | Wild Cherry                                       | Wild Cherry                                       | Wild Cherry                                       | Wild Cherry                                       | Wild Cherry                                       | Wild Cherry                                       | Wild Cherry                                       | Wild Cherry                                       | Wild Cherry                                       | Wild Cherry                                       | Wild Cherry                                       | Wild Cherry                                       | Wild Cherry                                       | Wild Cherry                                       | Wild Cherry                                       | Wild Cherry                                       | Wild Cherry                                       | Wild Cherry                                       | Wild Cherry                                       | Wild Cherry                                       | Wild Cherry                                       | Wild Cherry                                       | Wild Cherry                                       | Wild Cherry                                       | Wild Cherry                                       | Wild Cherry                                       | Wild Cherry                                       | Wild Cherry                                       | Wild Cherry                                       | Wild Cherry                                       | Wild Cherry                                       | Wild Cherry                                       | Wild Cherry                                       | Wild Cherry                                       | Wild Cherry                                       | Wild Cherry                                       | Wild Cherry                                       | Wild Cherry                                       | Wild Cherry                                       | Wild Cherry                                       | Wild Cherry                                       | Wild Cherry                                       | Wild Cherry                                       | Wild Cherry                                       | Wild Cherry                                       | Wild Cherry                                       | Wild Cherry                                       | Wild Cherry                                       | Wild Cherry                                       | Wild Cherry                                       | Wild Cherry                                       | Wild Cherry                                       | Wild Cherry                                       | Wild Cherry                                       | Wild Cherry                                       | Wild Cherry                                       | Wild Cherry                                       | Wild Cherry                                       | Wild Cherry                                       |
| Top 8              | Top 8              | Top 8              | Top 8              | Top 8              | Top 8              | Top 8              | Top 8              | Top 8              | Top 8              | Top 8              | Top 8              | Top 8              | Top 8              | Top 8              | Top 8              | Top 8              | Top 8              | Top 8              | Top 8              | Top 8              | Top 8              | Top 8              | Top 8              | Top 8              | Top 8              | Top 8              | Top 8              | Top 8              | Top 8              | Top 8              | Top 8              | Top 8              | Top 8              | Top 8              | Top 8              | Top 8              | Top 8              | Top 8              | Top 8              | Top 8              | Top 8              | Top 8              | Top 8              | Top 8              | Top 8              | Top 8              | Top 8              | Top 8              | Top 8              | Top 8              | Top 8              | Top 8              | Top 8              | Top 8              | Top 8              | Top 8              | Top 8              | Top 8              | Top 8              | Top 8              | Top 8              | Top 8              | Top 8              | Top 8              | Top 8              | Top 8              | Top 8              | Top 8              | Top 8              | Top 8              | Top 8              | Top 8              | Top 8              | Top 8              | Top 8              | Top 8              | Top 8              | Top 8              | Top 8              | Top 8              | Top 8              | Top 8              | Top 8              | Top 8              | Top 8              | Top 8              | Top 8              | Top 8              | Top 8              | Top 8              | Top 8              | Top 8              | Top 8              | Top 8              | Top 8              | Top 8              | Top 8              | Top 8              | Top 8              | Saját születési év                                                               | Saját születési év                                                               | Saját születési év                                                               | Saját születési év                                                               | Saját születési év                                                               | Saját születési év                                                               | Saját születési év                                                               | Saját születési év                                                               | Saját születési év                                                               | Saját születési év                                                               | Saját születési év                                                               | Saját születési év                                                               | Saját születési év                                                               | Saját születési év                                                               | Saját születési év                                                               | Saját születési év                                                               | Saját születési év                                                               | Saját születési év                                                               | Saját születési év                                                               | Saját születési év                                                               | Saját születési év                                                               | Saját születési év                                                               | Saját születési év                                                               | Saját születési év                                                               | Saját születési év                                                               | Saját születési év                                                               | Saját születési év                                                               | Saját születési év                                                               | Saját születési év                                                               | Saját születési év                                                               | Saját születési év                                                               | Saját születési év                                                               | Saját születési év                                                               | Saját születési év                                                               | Saját születési év                                                               | Saját születési év                                                               | Saját születési év                                                               | Saját születési év                                                               | Saját születési év                                                               | Saját születési év                                                               | Saját születési év                                                               | Saját születési év                                                               | Saját születési év                                                               | Saját születési év                                                               | Saját születési év                                                               | Saját születési év                                                               | Saját születési év                                                               | Saját születési év                                                               | Saját születési év                                                               | Saját születési év                                                               | Saját születési év                                                               | Saját születési év                                                               | Saját születési év                                                               | Saját születési év                                                               | Saját születési év                                                               | Saját születési év                                                               | Saját születési év                                                               | Saját születési év                                                               | Saját születési év                                                               | Saját születési év                                                               | Saját születési év                                                               | Saját születési év                                                               | Saját születési év                                                               | Saját születési év                                                               | Saját születési év                                                               | Saját születési év                                                               | Saját születési év                                                               | Saját születési év                                                               | Saját születési év                                                               | Saját születési év                                                               | Saját születési év                                                               | Saját születési év                                                               | Saját születési év                                                               | Saját születési év                                                               | Saját születési év                                                               | Saját születési év                                                               | Saját születési év                                                               | Saját születési év                                                               | Saját születési év                                                               | Saját születési év                                                               | Saját születési év                                                               | Saját születési év                                                               | Saját születési év                                                               | Saját születési év                                                               | Saját születési év                                                               | Saját születési év                                                               | Saját születési év                                                               | Saját születési év                                                               | Saját születési év                                                               | Saját születési év                                                               | Saját születési év                                                               | Saját születési év                                                               | Saját születési év                                                               | Saját születési év                                                               | Saját születési év                                                               | Saját születési év                                                               | Saját születési év                                                               | Saját születési év                                                               | Saját születési év                                                               | Saját születési év                                                               | Mad World                                       | Mad World                                       | Mad World                                       | Mad World                                       | Mad World                                       | Mad World                                       | Mad World                                       | Mad World                                       | Mad World                                       | Mad World                                       | Mad World                                       | Mad World                                       | Mad World                                       | Mad World                                       | Mad World                                       | Mad World                                       | Mad World                                       | Mad World                                       | Mad World                                       | Mad World                                       | Mad World                                       | Mad World                                       | Mad World                                       | Mad World                                       | Mad World                                       | Mad World                                       | Mad World                                       | Mad World                                       | Mad World                                       | Mad World                                       | Mad World                                       | Mad World                                       | Mad World                                       | Mad World                                       | Mad World                                       | Mad World                                       | Mad World                                       | Mad World                                       | Mad World                                       | Mad World                                       | Mad World                                       | Mad World                                       | Mad World                                       | Mad World                                       | Mad World                                       | Mad World                                       | Mad World                                       | Mad World                                       | Mad World                                       | Mad World                                       | Mad World                                       | Mad World                                       | Mad World                                       | Mad World                                       | Mad World                                       | Mad World                                       | Mad World                                       | Mad World                                       | Mad World                                       | Mad World                                       | Mad World                                       | Mad World                                       | Mad World                                       | Mad World                                       | Mad World                                       | Mad World                                       | Mad World                                       | Mad World                                       | Mad World                                       | Mad World                                       | Mad World                                       | Mad World                                       | Mad World                                       | Mad World                                       | Mad World                                       | Mad World                                       | Mad World                                       | Mad World                                       | Mad World                                       | Mad World                                       | Mad World                                       | Mad World                                       | Mad World                                       | Mad World                                       | Mad World                                       | Mad World                                       | Mad World                                       | Mad World                                       | Mad World                                       | Mad World                                       | Mad World                                       | Mad World                                       | Mad World                                       | Mad World                                       | Mad World                                       | Mad World                                       | Mad World                                       | Mad World                                       | Mad World                                       | Mad World                                       | Tears for Fears                                   | Tears for Fears                                   | Tears for Fears                                   | Tears for Fears                                   | Tears for Fears                                   | Tears for Fears                                   | Tears for Fears                                   | Tears for Fears                                   | Tears for Fears                                   | Tears for Fears                                   | Tears for Fears                                   | Tears for Fears                                   | Tears for Fears                                   | Tears for Fears                                   | Tears for Fears                                   | Tears for Fears                                   | Tears for Fears                                   | Tears for Fears                                   | Tears for Fears                                   | Tears for Fears                                   | Tears for Fears                                   | Tears for Fears                                   | Tears for Fears                                   | Tears for Fears                                   | Tears for Fears                                   | Tears for Fears                                   | Tears for Fears                                   | Tears for Fears                                   | Tears for Fears                                   | Tears for Fears                                   | Tears for Fears                                   | Tears for Fears                                   | Tears for Fears                                   | Tears for Fears                                   | Tears for Fears                                   | Tears for Fears                                   | Tears for Fears                                   | Tears for Fears                                   | Tears for Fears                                   | Tears for Fears                                   | Tears for Fears                                   | Tears for Fears                                   | Tears for Fears                                   | Tears for Fears                                   | Tears for Fears                                   | Tears for Fears                                   | Tears for Fears                                   | Tears for Fears                                   | Tears for Fears                                   | Tears for Fears                                   | Tears for Fears                                   | Tears for Fears                                   | Tears for Fears                                   | Tears for Fears                                   | Tears for Fears                                   | Tears for Fears                                   | Tears for Fears                                   | Tears for Fears                                   | Tears for Fears                                   | Tears for Fears                                   | Tears for Fears                                   | Tears for Fears                                   | Tears for Fears                                   | Tears for Fears                                   | Tears for Fears                                   | Tears for Fears                                   | Tears for Fears                                   | Tears for Fears                                   | Tears for Fears                                   | Tears for Fears                                   | Tears for Fears                                   | Tears for Fears                                   | Tears for Fears                                   | Tears for Fears                                   | Tears for Fears                                   | Tears for Fears                                   | Tears for Fears                                   | Tears for Fears                                   | Tears for Fears                                   | Tears for Fears                                   | Tears for Fears                                   | Tears for Fears                                   | Tears for Fears                                   | Tears for Fears                                   | Tears for Fears                                   | Tears for Fears                                   | Tears for Fears                                   | Tears for Fears                                   | Tears for Fears                                   | Tears for Fears                                   | Tears for Fears                                   | Tears for Fears                                   | Tears for Fears                                   | Tears for Fears                                   | Tears for Fears                                   | Tears for Fears                                   | Tears for Fears                                   | Tears for Fears                                   | Tears for Fears                                   | Tears for Fears                                   |
| Top 7              | Top 7              | Top 7              | Top 7              | Top 7              | Top 7              | Top 7              | Top 7              | Top 7              | Top 7              | Top 7              | Top 7              | Top 7              | Top 7              | Top 7              | Top 7              | Top 7              | Top 7              | Top 7              | Top 7              | Top 7              | Top 7              | Top 7              | Top 7              | Top 7              | Top 7              | Top 7              | Top 7              | Top 7              | Top 7              | Top 7              | Top 7              | Top 7              | Top 7              | Top 7              | Top 7              | Top 7              | Top 7              | Top 7              | Top 7              | Top 7              | Top 7              | Top 7              | Top 7              | Top 7              | Top 7              | Top 7              | Top 7              | Top 7              | Top 7              | Top 7              | Top 7              | Top 7              | Top 7              | Top 7              | Top 7              | Top 7              | Top 7              | Top 7              | Top 7              | Top 7              | Top 7              | Top 7              | Top 7              | Top 7              | Top 7              | Top 7              | Top 7              | Top 7              | Top 7              | Top 7              | Top 7              | Top 7              | Top 7              | Top 7              | Top 7              | Top 7              | Top 7              | Top 7              | Top 7              | Top 7              | Top 7              | Top 7              | Top 7              | Top 7              | Top 7              | Top 7              | Top 7              | Top 7              | Top 7              | Top 7              | Top 7              | Top 7              | Top 7              | Top 7              | Top 7              | Top 7              | Top 7              | Top 7              | Top 7              | Filmzenék                                                                        | Filmzenék                                                                        | Filmzenék                                                                        | Filmzenék                                                                        | Filmzenék                                                                        | Filmzenék                                                                        | Filmzenék                                                                        | Filmzenék                                                                        | Filmzenék                                                                        | Filmzenék                                                                        | Filmzenék                                                                        | Filmzenék                                                                        | Filmzenék                                                                        | Filmzenék                                                                        | Filmzenék                                                                        | Filmzenék                                                                        | Filmzenék                                                                        | Filmzenék                                                                        | Filmzenék                                                                        | Filmzenék                                                                        | Filmzenék                                                                        | Filmzenék                                                                        | Filmzenék                                                                        | Filmzenék                                                                        | Filmzenék                                                                        | Filmzenék                                                                        | Filmzenék                                                                        | Filmzenék                                                                        | Filmzenék                                                                        | Filmzenék                                                                        | Filmzenék                                                                        | Filmzenék                                                                        | Filmzenék                                                                        | Filmzenék                                                                        | Filmzenék                                                                        | Filmzenék                                                                        | Filmzenék                                                                        | Filmzenék                                                                        | Filmzenék                                                                        | Filmzenék                                                                        | Filmzenék                                                                        | Filmzenék                                                                        | Filmzenék                                                                        | Filmzenék                                                                        | Filmzenék                                                                        | Filmzenék                                                                        | Filmzenék                                                                        | Filmzenék                                                                        | Filmzenék                                                                        | Filmzenék                                                                        | Filmzenék                                                                        | Filmzenék                                                                        | Filmzenék                                                                        | Filmzenék                                                                        | Filmzenék                                                                        | Filmzenék                                                                        | Filmzenék                                                                        | Filmzenék                                                                        | Filmzenék                                                                        | Filmzenék                                                                        | Filmzenék                                                                        | Filmzenék                                                                        | Filmzenék                                                                        | Filmzenék                                                                        | Filmzenék                                                                        | Filmzenék                                                                        | Filmzenék                                                                        | Filmzenék                                                                        | Filmzenék                                                                        | Filmzenék                                                                        | Filmzenék                                                                        | Filmzenék                                                                        | Filmzenék                                                                        | Filmzenék                                                                        | Filmzenék                                                                        | Filmzenék                                                                        | Filmzenék                                                                        | Filmzenék                                                                        | Filmzenék                                                                        | Filmzenék                                                                        | Filmzenék                                                                        | Filmzenék                                                                        | Filmzenék                                                                        | Filmzenék                                                                        | Filmzenék                                                                        | Filmzenék                                                                        | Filmzenék                                                                        | Filmzenék                                                                        | Filmzenék                                                                        | Filmzenék                                                                        | Filmzenék                                                                        | Filmzenék                                                                        | Filmzenék                                                                        | Filmzenék                                                                        | Filmzenék                                                                        | Filmzenék                                                                        | Filmzenék                                                                        | Filmzenék                                                                        | Filmzenék                                                                        | Filmzenék                                                                        | Born to Be Wild                                 | Born to Be Wild                                 | Born to Be Wild                                 | Born to Be Wild                                 | Born to Be Wild                                 | Born to Be Wild                                 | Born to Be Wild                                 | Born to Be Wild                                 | Born to Be Wild                                 | Born to Be Wild                                 | Born to Be Wild                                 | Born to Be Wild                                 | Born to Be Wild                                 | Born to Be Wild                                 | Born to Be Wild                                 | Born to Be Wild                                 | Born to Be Wild                                 | Born to Be Wild                                 | Born to Be Wild                                 | Born to Be Wild                                 | Born to Be Wild                                 | Born to Be Wild                                 | Born to Be Wild                                 | Born to Be Wild                                 | Born to Be Wild                                 | Born to Be Wild                                 | Born to Be Wild                                 | Born to Be Wild                                 | Born to Be Wild                                 | Born to Be Wild                                 | Born to Be Wild                                 | Born to Be Wild                                 | Born to Be Wild                                 | Born to Be Wild                                 | Born to Be Wild                                 | Born to Be Wild                                 | Born to Be Wild                                 | Born to Be Wild                                 | Born to Be Wild                                 | Born to Be Wild                                 | Born to Be Wild                                 | Born to Be Wild                                 | Born to Be Wild                                 | Born to Be Wild                                 | Born to Be Wild                                 | Born to Be Wild                                 | Born to Be Wild                                 | Born to Be Wild                                 | Born to Be Wild                                 | Born to Be Wild                                 | Born to Be Wild                                 | Born to Be Wild                                 | Born to Be Wild                                 | Born to Be Wild                                 | Born to Be Wild                                 | Born to Be Wild                                 | Born to Be Wild                                 | Born to Be Wild                                 | Born to Be Wild                                 | Born to Be Wild                                 | Born to Be Wild                                 | Born to Be Wild                                 | Born to Be Wild                                 | Born to Be Wild                                 | Born to Be Wild                                 | Born to Be Wild                                 | Born to Be Wild                                 | Born to Be Wild                                 | Born to Be Wild                                 | Born to Be Wild                                 | Born to Be Wild                                 | Born to Be Wild                                 | Born to Be Wild                                 | Born to Be Wild                                 | Born to Be Wild                                 | Born to Be Wild                                 | Born to Be Wild                                 | Born to Be Wild                                 | Born to Be Wild                                 | Born to Be Wild                                 | Born to Be Wild                                 | Born to Be Wild                                 | Born to Be Wild                                 | Born to Be Wild                                 | Born to Be Wild                                 | Born to Be Wild                                 | Born to Be Wild                                 | Born to Be Wild                                 | Born to Be Wild                                 | Born to Be Wild                                 | Born to Be Wild                                 | Born to Be Wild                                 | Born to Be Wild                                 | Born to Be Wild                                 | Born to Be Wild                                 | Born to Be Wild                                 | Born to Be Wild                                 | Born to Be Wild                                 | Born to Be Wild                                 | Born to Be Wild                                 | Steppenwolf                                       | Steppenwolf                                       | Steppenwolf                                       | Steppenwolf                                       | Steppenwolf                                       | Steppenwolf                                       | Steppenwolf                                       | Steppenwolf                                       | Steppenwolf                                       | Steppenwolf                                       | Steppenwolf                                       | Steppenwolf                                       | Steppenwolf                                       | Steppenwolf                                       | Steppenwolf                                       | Steppenwolf                                       | Steppenwolf                                       | Steppenwolf                                       | Steppenwolf                                       | Steppenwolf                                       | Steppenwolf                                       | Steppenwolf                                       | Steppenwolf                                       | Steppenwolf                                       | Steppenwolf                                       | Steppenwolf                                       | Steppenwolf                                       | Steppenwolf                                       | Steppenwolf                                       | Steppenwolf                                       | Steppenwolf                                       | Steppenwolf                                       | Steppenwolf                                       | Steppenwolf                                       | Steppenwolf                                       | Steppenwolf                                       | Steppenwolf                                       | Steppenwolf                                       | Steppenwolf                                       | Steppenwolf                                       | Steppenwolf                                       | Steppenwolf                                       | Steppenwolf                                       | Steppenwolf                                       | Steppenwolf                                       | Steppenwolf                                       | Steppenwolf                                       | Steppenwolf                                       | Steppenwolf                                       | Steppenwolf                                       | Steppenwolf                                       | Steppenwolf                                       | Steppenwolf                                       | Steppenwolf                                       | Steppenwolf                                       | Steppenwolf                                       | Steppenwolf                                       | Steppenwolf                                       | Steppenwolf                                       | Steppenwolf                                       | Steppenwolf                                       | Steppenwolf                                       | Steppenwolf                                       | Steppenwolf                                       | Steppenwolf                                       | Steppenwolf                                       | Steppenwolf                                       | Steppenwolf                                       | Steppenwolf                                       | Steppenwolf                                       | Steppenwolf                                       | Steppenwolf                                       | Steppenwolf                                       | Steppenwolf                                       | Steppenwolf                                       | Steppenwolf                                       | Steppenwolf                                       | Steppenwolf                                       | Steppenwolf                                       | Steppenwolf                                       | Steppenwolf                                       | Steppenwolf                                       | Steppenwolf                                       | Steppenwolf                                       | Steppenwolf                                       | Steppenwolf                                       | Steppenwolf                                       | Steppenwolf                                       | Steppenwolf                                       | Steppenwolf                                       | Steppenwolf                                       | Steppenwolf                                       | Steppenwolf                                       | Steppenwolf                                       | Steppenwolf                                       | Steppenwolf                                       | Steppenwolf                                       | Steppenwolf                                       | Steppenwolf                                       | Steppenwolf                                       |
| Top 7              | Top 7              | Top 7              | Top 7              | Top 7              | Top 7              | Top 7              | Top 7              | Top 7              | Top 7              | Top 7              | Top 7              | Top 7              | Top 7              | Top 7              | Top 7              | Top 7              | Top 7              | Top 7              | Top 7              | Top 7              | Top 7              | Top 7              | Top 7              | Top 7              | Top 7              | Top 7              | Top 7              | Top 7              | Top 7              | Top 7              | Top 7              | Top 7              | Top 7              | Top 7              | Top 7              | Top 7              | Top 7              | Top 7              | Top 7              | Top 7              | Top 7              | Top 7              | Top 7              | Top 7              | Top 7              | Top 7              | Top 7              | Top 7              | Top 7              | Top 7              | Top 7              | Top 7              | Top 7              | Top 7              | Top 7              | Top 7              | Top 7              | Top 7              | Top 7              | Top 7              | Top 7              | Top 7              | Top 7              | Top 7              | Top 7              | Top 7              | Top 7              | Top 7              | Top 7              | Top 7              | Top 7              | Top 7              | Top 7              | Top 7              | Top 7              | Top 7              | Top 7              | Top 7              | Top 7              | Top 7              | Top 7              | Top 7              | Top 7              | Top 7              | Top 7              | Top 7              | Top 7              | Top 7              | Top 7              | Top 7              | Top 7              | Top 7              | Top 7              | Top 7              | Top 7              | Top 7              | Top 7              | Top 7              | Top 7              | Diszkó                                                                           | Diszkó                                                                           | Diszkó                                                                           | Diszkó                                                                           | Diszkó                                                                           | Diszkó                                                                           | Diszkó                                                                           | Diszkó                                                                           | Diszkó                                                                           | Diszkó                                                                           | Diszkó                                                                           | Diszkó                                                                           | Diszkó                                                                           | Diszkó                                                                           | Diszkó                                                                           | Diszkó                                                                           | Diszkó                                                                           | Diszkó                                                                           | Diszkó                                                                           | Diszkó                                                                           | Diszkó                                                                           | Diszkó                                                                           | Diszkó                                                                           | Diszkó                                                                           | Diszkó                                                                           | Diszkó                                                                           | Diszkó                                                                           | Diszkó                                                                           | Diszkó                                                                           | Diszkó                                                                           | Diszkó                                                                           | Diszkó                                                                           | Diszkó                                                                           | Diszkó                                                                           | Diszkó                                                                           | Diszkó                                                                           | Diszkó                                                                           | Diszkó                                                                           | Diszkó                                                                           | Diszkó                                                                           | Diszkó                                                                           | Diszkó                                                                           | Diszkó                                                                           | Diszkó                                                                           | Diszkó                                                                           | Diszkó                                                                           | Diszkó                                                                           | Diszkó                                                                           | Diszkó                                                                           | Diszkó                                                                           | Diszkó                                                                           | Diszkó                                                                           | Diszkó                                                                           | Diszkó                                                                           | Diszkó                                                                           | Diszkó                                                                           | Diszkó                                                                           | Diszkó                                                                           | Diszkó                                                                           | Diszkó                                                                           | Diszkó                                                                           | Diszkó                                                                           | Diszkó                                                                           | Diszkó                                                                           | Diszkó                                                                           | Diszkó                                                                           | Diszkó                                                                           | Diszkó                                                                           | Diszkó                                                                           | Diszkó                                                                           | Diszkó                                                                           | Diszkó                                                                           | Diszkó                                                                           | Diszkó                                                                           | Diszkó                                                                           | Diszkó                                                                           | Diszkó                                                                           | Diszkó                                                                           | Diszkó                                                                           | Diszkó                                                                           | Diszkó                                                                           | Diszkó                                                                           | Diszkó                                                                           | Diszkó                                                                           | Diszkó                                                                           | Diszkó                                                                           | Diszkó                                                                           | Diszkó                                                                           | Diszkó                                                                           | Diszkó                                                                           | Diszkó                                                                           | Diszkó                                                                           | Diszkó                                                                           | Diszkó                                                                           | Diszkó                                                                           | Diszkó                                                                           | Diszkó                                                                           | Diszkó                                                                           | Diszkó                                                                           | Diszkó                                                                           | If I Can’t Have You                             | If I Can’t Have You                             | If I Can’t Have You                             | If I Can’t Have You                             | If I Can’t Have You                             | If I Can’t Have You                             | If I Can’t Have You                             | If I Can’t Have You                             | If I Can’t Have You                             | If I Can’t Have You                             | If I Can’t Have You                             | If I Can’t Have You                             | If I Can’t Have You                             | If I Can’t Have You                             | If I Can’t Have You                             | If I Can’t Have You                             | If I Can’t Have You                             | If I Can’t Have You                             | If I Can’t Have You                             | If I Can’t Have You                             | If I Can’t Have You                             | If I Can’t Have You                             | If I Can’t Have You                             | If I Can’t Have You                             | If I Can’t Have You                             | If I Can’t Have You                             | If I Can’t Have You                             | If I Can’t Have You                             | If I Can’t Have You                             | If I Can’t Have You                             | If I Can’t Have You                             | If I Can’t Have You                             | If I Can’t Have You                             | If I Can’t Have You                             | If I Can’t Have You                             | If I Can’t Have You                             | If I Can’t Have You                             | If I Can’t Have You                             | If I Can’t Have You                             | If I Can’t Have You                             | If I Can’t Have You                             | If I Can’t Have You                             | If I Can’t Have You                             | If I Can’t Have You                             | If I Can’t Have You                             | If I Can’t Have You                             | If I Can’t Have You                             | If I Can’t Have You                             | If I Can’t Have You                             | If I Can’t Have You                             | If I Can’t Have You                             | If I Can’t Have You                             | If I Can’t Have You                             | If I Can’t Have You                             | If I Can’t Have You                             | If I Can’t Have You                             | If I Can’t Have You                             | If I Can’t Have You                             | If I Can’t Have You                             | If I Can’t Have You                             | If I Can’t Have You                             | If I Can’t Have You                             | If I Can’t Have You                             | If I Can’t Have You                             | If I Can’t Have You                             | If I Can’t Have You                             | If I Can’t Have You                             | If I Can’t Have You                             | If I Can’t Have You                             | If I Can’t Have You                             | If I Can’t Have You                             | If I Can’t Have You                             | If I Can’t Have You                             | If I Can’t Have You                             | If I Can’t Have You                             | If I Can’t Have You                             | If I Can’t Have You                             | If I Can’t Have You                             | If I Can’t Have You                             | If I Can’t Have You                             | If I Can’t Have You                             | If I Can’t Have You                             | If I Can’t Have You                             | If I Can’t Have You                             | If I Can’t Have You                             | If I Can’t Have You                             | If I Can’t Have You                             | If I Can’t Have You                             | If I Can’t Have You                             | If I Can’t Have You                             | If I Can’t Have You                             | If I Can’t Have You                             | If I Can’t Have You                             | If I Can’t Have You                             | If I Can’t Have You                             | If I Can’t Have You                             | If I Can’t Have You                             | If I Can’t Have You                             | If I Can’t Have You                             | If I Can’t Have You                             | Yvonne Elliman                                    | Yvonne Elliman                                    | Yvonne Elliman                                    | Yvonne Elliman                                    | Yvonne Elliman                                    | Yvonne Elliman                                    | Yvonne Elliman                                    | Yvonne Elliman                                    | Yvonne Elliman                                    | Yvonne Elliman                                    | Yvonne Elliman                                    | Yvonne Elliman                                    | Yvonne Elliman                                    | Yvonne Elliman                                    | Yvonne Elliman                                    | Yvonne Elliman                                    | Yvonne Elliman                                    | Yvonne Elliman                                    | Yvonne Elliman                                    | Yvonne Elliman                                    | Yvonne Elliman                                    | Yvonne Elliman                                    | Yvonne Elliman                                    | Yvonne Elliman                                    | Yvonne Elliman                                    | Yvonne Elliman                                    | Yvonne Elliman                                    | Yvonne Elliman                                    | Yvonne Elliman                                    | Yvonne Elliman                                    | Yvonne Elliman                                    | Yvonne Elliman                                    | Yvonne Elliman                                    | Yvonne Elliman                                    | Yvonne Elliman                                    | Yvonne Elliman                                    | Yvonne Elliman                                    | Yvonne Elliman                                    | Yvonne Elliman                                    | Yvonne Elliman                                    | Yvonne Elliman                                    | Yvonne Elliman                                    | Yvonne Elliman                                    | Yvonne Elliman                                    | Yvonne Elliman                                    | Yvonne Elliman                                    | Yvonne Elliman                                    | Yvonne Elliman                                    | Yvonne Elliman                                    | Yvonne Elliman                                    | Yvonne Elliman                                    | Yvonne Elliman                                    | Yvonne Elliman                                    | Yvonne Elliman                                    | Yvonne Elliman                                    | Yvonne Elliman                                    | Yvonne Elliman                                    | Yvonne Elliman                                    | Yvonne Elliman                                    | Yvonne Elliman                                    | Yvonne Elliman                                    | Yvonne Elliman                                    | Yvonne Elliman                                    | Yvonne Elliman                                    | Yvonne Elliman                                    | Yvonne Elliman                                    | Yvonne Elliman                                    | Yvonne Elliman                                    | Yvonne Elliman                                    | Yvonne Elliman                                    | Yvonne Elliman                                    | Yvonne Elliman                                    | Yvonne Elliman                                    | Yvonne Elliman                                    | Yvonne Elliman                                    | Yvonne Elliman                                    | Yvonne Elliman                                    | Yvonne Elliman                                    | Yvonne Elliman                                    | Yvonne Elliman                                    | Yvonne Elliman                                    | Yvonne Elliman                                    | Yvonne Elliman                                    | Yvonne Elliman                                    | Yvonne Elliman                                    | Yvonne Elliman                                    | Yvonne Elliman                                    | Yvonne Elliman                                    | Yvonne Elliman                                    | Yvonne Elliman                                    | Yvonne Elliman                                    | Yvonne Elliman                                    | Yvonne Elliman                                    | Yvonne Elliman                                    | Yvonne Elliman                                    | Yvonne Elliman                                    | Yvonne Elliman                                    | Yvonne Elliman                                    | Yvonne Elliman                                    | Yvonne Elliman                                    |
| Top 5              | Top 5              | Top 5              | Top 5              | Top 5              | Top 5              | Top 5              | Top 5              | Top 5              | Top 5              | Top 5              | Top 5              | Top 5              | Top 5              | Top 5              | Top 5              | Top 5              | Top 5              | Top 5              | Top 5              | Top 5              | Top 5              | Top 5              | Top 5              | Top 5              | Top 5              | Top 5              | Top 5              | Top 5              | Top 5              | Top 5              | Top 5              | Top 5              | Top 5              | Top 5              | Top 5              | Top 5              | Top 5              | Top 5              | Top 5              | Top 5              | Top 5              | Top 5              | Top 5              | Top 5              | Top 5              | Top 5              | Top 5              | Top 5              | Top 5              | Top 5              | Top 5              | Top 5              | Top 5              | Top 5              | Top 5              | Top 5              | Top 5              | Top 5              | Top 5              | Top 5              | Top 5              | Top 5              | Top 5              | Top 5              | Top 5              | Top 5              | Top 5              | Top 5              | Top 5              | Top 5              | Top 5              | Top 5              | Top 5              | Top 5              | Top 5              | Top 5              | Top 5              | Top 5              | Top 5              | Top 5              | Top 5              | Top 5              | Top 5              | Top 5              | Top 5              | Top 5              | Top 5              | Top 5              | Top 5              | Top 5              | Top 5              | Top 5              | Top 5              | Top 5              | Top 5              | Top 5              | Top 5              | Top 5              | Top 5              | Rat Pack standardok                                                              | Rat Pack standardok                                                              | Rat Pack standardok                                                              | Rat Pack standardok                                                              | Rat Pack standardok                                                              | Rat Pack standardok                                                              | Rat Pack standardok                                                              | Rat Pack standardok                                                              | Rat Pack standardok                                                              | Rat Pack standardok                                                              | Rat Pack standardok                                                              | Rat Pack standardok                                                              | Rat Pack standardok                                                              | Rat Pack standardok                                                              | Rat Pack standardok                                                              | Rat Pack standardok                                                              | Rat Pack standardok                                                              | Rat Pack standardok                                                              | Rat Pack standardok                                                              | Rat Pack standardok                                                              | Rat Pack standardok                                                              | Rat Pack standardok                                                              | Rat Pack standardok                                                              | Rat Pack standardok                                                              | Rat Pack standardok                                                              | Rat Pack standardok                                                              | Rat Pack standardok                                                              | Rat Pack standardok                                                              | Rat Pack standardok                                                              | Rat Pack standardok                                                              | Rat Pack standardok                                                              | Rat Pack standardok                                                              | Rat Pack standardok                                                              | Rat Pack standardok                                                              | Rat Pack standardok                                                              | Rat Pack standardok                                                              | Rat Pack standardok                                                              | Rat Pack standardok                                                              | Rat Pack standardok                                                              | Rat Pack standardok                                                              | Rat Pack standardok                                                              | Rat Pack standardok                                                              | Rat Pack standardok                                                              | Rat Pack standardok                                                              | Rat Pack standardok                                                              | Rat Pack standardok                                                              | Rat Pack standardok                                                              | Rat Pack standardok                                                              | Rat Pack standardok                                                              | Rat Pack standardok                                                              | Rat Pack standardok                                                              | Rat Pack standardok                                                              | Rat Pack standardok                                                              | Rat Pack standardok                                                              | Rat Pack standardok                                                              | Rat Pack standardok                                                              | Rat Pack standardok                                                              | Rat Pack standardok                                                              | Rat Pack standardok                                                              | Rat Pack standardok                                                              | Rat Pack standardok                                                              | Rat Pack standardok                                                              | Rat Pack standardok                                                              | Rat Pack standardok                                                              | Rat Pack standardok                                                              | Rat Pack standardok                                                              | Rat Pack standardok                                                              | Rat Pack standardok                                                              | Rat Pack standardok                                                              | Rat Pack standardok                                                              | Rat Pack standardok                                                              | Rat Pack standardok                                                              | Rat Pack standardok                                                              | Rat Pack standardok                                                              | Rat Pack standardok                                                              | Rat Pack standardok                                                              | Rat Pack standardok                                                              | Rat Pack standardok                                                              | Rat Pack standardok                                                              | Rat Pack standardok                                                              | Rat Pack standardok                                                              | Rat Pack standardok                                                              | Rat Pack standardok                                                              | Rat Pack standardok                                                              | Rat Pack standardok                                                              | Rat Pack standardok                                                              | Rat Pack standardok                                                              | Rat Pack standardok                                                              | Rat Pack standardok                                                              | Rat Pack standardok                                                              | Rat Pack standardok                                                              | Rat Pack standardok                                                              | Rat Pack standardok                                                              | Rat Pack standardok                                                              | Rat Pack standardok                                                              | Rat Pack standardok                                                              | Rat Pack standardok                                                              | Rat Pack standardok                                                              | Rat Pack standardok                                                              | Rat Pack standardok                                                              | Feelin' Good                                    | Feelin' Good                                    | Feelin' Good                                    | Feelin' Good                                    | Feelin' Good                                    | Feelin' Good                                    | Feelin' Good                                    | Feelin' Good                                    | Feelin' Good                                    | Feelin' Good                                    | Feelin' Good                                    | Feelin' Good                                    | Feelin' Good                                    | Feelin' Good                                    | Feelin' Good                                    | Feelin' Good                                    | Feelin' Good                                    | Feelin' Good                                    | Feelin' Good                                    | Feelin' Good                                    | Feelin' Good                                    | Feelin' Good                                    | Feelin' Good                                    | Feelin' Good                                    | Feelin' Good                                    | Feelin' Good                                    | Feelin' Good                                    | Feelin' Good                                    | Feelin' Good                                    | Feelin' Good                                    | Feelin' Good                                    | Feelin' Good                                    | Feelin' Good                                    | Feelin' Good                                    | Feelin' Good                                    | Feelin' Good                                    | Feelin' Good                                    | Feelin' Good                                    | Feelin' Good                                    | Feelin' Good                                    | Feelin' Good                                    | Feelin' Good                                    | Feelin' Good                                    | Feelin' Good                                    | Feelin' Good                                    | Feelin' Good                                    | Feelin' Good                                    | Feelin' Good                                    | Feelin' Good                                    | Feelin' Good                                    | Feelin' Good                                    | Feelin' Good                                    | Feelin' Good                                    | Feelin' Good                                    | Feelin' Good                                    | Feelin' Good                                    | Feelin' Good                                    | Feelin' Good                                    | Feelin' Good                                    | Feelin' Good                                    | Feelin' Good                                    | Feelin' Good                                    | Feelin' Good                                    | Feelin' Good                                    | Feelin' Good                                    | Feelin' Good                                    | Feelin' Good                                    | Feelin' Good                                    | Feelin' Good                                    | Feelin' Good                                    | Feelin' Good                                    | Feelin' Good                                    | Feelin' Good                                    | Feelin' Good                                    | Feelin' Good                                    | Feelin' Good                                    | Feelin' Good                                    | Feelin' Good                                    | Feelin' Good                                    | Feelin' Good                                    | Feelin' Good                                    | Feelin' Good                                    | Feelin' Good                                    | Feelin' Good                                    | Feelin' Good                                    | Feelin' Good                                    | Feelin' Good                                    | Feelin' Good                                    | Feelin' Good                                    | Feelin' Good                                    | Feelin' Good                                    | Feelin' Good                                    | Feelin' Good                                    | Feelin' Good                                    | Feelin' Good                                    | Feelin' Good                                    | Feelin' Good                                    | Feelin' Good                                    | Feelin' Good                                    | Feelin' Good                                    | Sammy Davis, Jr.                                  | Sammy Davis, Jr.                                  | Sammy Davis, Jr.                                  | Sammy Davis, Jr.                                  | Sammy Davis, Jr.                                  | Sammy Davis, Jr.                                  | Sammy Davis, Jr.                                  | Sammy Davis, Jr.                                  | Sammy Davis, Jr.                                  | Sammy Davis, Jr.                                  | Sammy Davis, Jr.                                  | Sammy Davis, Jr.                                  | Sammy Davis, Jr.                                  | Sammy Davis, Jr.                                  | Sammy Davis, Jr.                                  | Sammy Davis, Jr.                                  | Sammy Davis, Jr.                                  | Sammy Davis, Jr.                                  | Sammy Davis, Jr.                                  | Sammy Davis, Jr.                                  | Sammy Davis, Jr.                                  | Sammy Davis, Jr.                                  | Sammy Davis, Jr.                                  | Sammy Davis, Jr.                                  | Sammy Davis, Jr.                                  | Sammy Davis, Jr.                                  | Sammy Davis, Jr.                                  | Sammy Davis, Jr.                                  | Sammy Davis, Jr.                                  | Sammy Davis, Jr.                                  | Sammy Davis, Jr.                                  | Sammy Davis, Jr.                                  | Sammy Davis, Jr.                                  | Sammy Davis, Jr.                                  | Sammy Davis, Jr.                                  | Sammy Davis, Jr.                                  | Sammy Davis, Jr.                                  | Sammy Davis, Jr.                                  | Sammy Davis, Jr.                                  | Sammy Davis, Jr.                                  | Sammy Davis, Jr.                                  | Sammy Davis, Jr.                                  | Sammy Davis, Jr.                                  | Sammy Davis, Jr.                                  | Sammy Davis, Jr.                                  | Sammy Davis, Jr.                                  | Sammy Davis, Jr.                                  | Sammy Davis, Jr.                                  | Sammy Davis, Jr.                                  | Sammy Davis, Jr.                                  | Sammy Davis, Jr.                                  | Sammy Davis, Jr.                                  | Sammy Davis, Jr.                                  | Sammy Davis, Jr.                                  | Sammy Davis, Jr.                                  | Sammy Davis, Jr.                                  | Sammy Davis, Jr.                                  | Sammy Davis, Jr.                                  | Sammy Davis, Jr.                                  | Sammy Davis, Jr.                                  | Sammy Davis, Jr.                                  | Sammy Davis, Jr.                                  | Sammy Davis, Jr.                                  | Sammy Davis, Jr.                                  | Sammy Davis, Jr.                                  | Sammy Davis, Jr.                                  | Sammy Davis, Jr.                                  | Sammy Davis, Jr.                                  | Sammy Davis, Jr.                                  | Sammy Davis, Jr.                                  | Sammy Davis, Jr.                                  | Sammy Davis, Jr.                                  | Sammy Davis, Jr.                                  | Sammy Davis, Jr.                                  | Sammy Davis, Jr.                                  | Sammy Davis, Jr.                                  | Sammy Davis, Jr.                                  | Sammy Davis, Jr.                                  | Sammy Davis, Jr.                                  | Sammy Davis, Jr.                                  | Sammy Davis, Jr.                                  | Sammy Davis, Jr.                                  | Sammy Davis, Jr.                                  | Sammy Davis, Jr.                                  | Sammy Davis, Jr.                                  | Sammy Davis, Jr.                                  | Sammy Davis, Jr.                                  | Sammy Davis, Jr.                                  | Sammy Davis, Jr.                                  | Sammy Davis, Jr.                                  | Sammy Davis, Jr.                                  | Sammy Davis, Jr.                                  | Sammy Davis, Jr.                                  | Sammy Davis, Jr.                                  | Sammy Davis, Jr.                                  | Sammy Davis, Jr.                                  | Sammy Davis, Jr.                                  | Sammy Davis, Jr.                                  | Sammy Davis, Jr.                                  | Sammy Davis, Jr.                                  |
| Top 4              | Top 4              | Top 4              | Top 4              | Top 4              | Top 4              | Top 4              | Top 4              | Top 4              | Top 4              | Top 4              | Top 4              | Top 4              | Top 4              | Top 4              | Top 4              | Top 4              | Top 4              | Top 4              | Top 4              | Top 4              | Top 4              | Top 4              | Top 4              | Top 4              | Top 4              | Top 4              | Top 4              | Top 4              | Top 4              | Top 4              | Top 4              | Top 4              | Top 4              | Top 4              | Top 4              | Top 4              | Top 4              | Top 4              | Top 4              | Top 4              | Top 4              | Top 4              | Top 4              | Top 4              | Top 4              | Top 4              | Top 4              | Top 4              | Top 4              | Top 4              | Top 4              | Top 4              | Top 4              | Top 4              | Top 4              | Top 4              | Top 4              | Top 4              | Top 4              | Top 4              | Top 4              | Top 4              | Top 4              | Top 4              | Top 4              | Top 4              | Top 4              | Top 4              | Top 4              | Top 4              | Top 4              | Top 4              | Top 4              | Top 4              | Top 4              | Top 4              | Top 4              | Top 4              | Top 4              | Top 4              | Top 4              | Top 4              | Top 4              | Top 4              | Top 4              | Top 4              | Top 4              | Top 4              | Top 4              | Top 4              | Top 4              | Top 4              | Top 4              | Top 4              | Top 4              | Top 4              | Top 4              | Top 4              | Top 4              | Rock and roll Duett                                                              | Rock and roll Duett                                                              | Rock and roll Duett                                                              | Rock and roll Duett                                                              | Rock and roll Duett                                                              | Rock and roll Duett                                                              | Rock and roll Duett                                                              | Rock and roll Duett                                                              | Rock and roll Duett                                                              | Rock and roll Duett                                                              | Rock and roll Duett                                                              | Rock and roll Duett                                                              | Rock and roll Duett                                                              | Rock and roll Duett                                                              | Rock and roll Duett                                                              | Rock and roll Duett                                                              | Rock and roll Duett                                                              | Rock and roll Duett                                                              | Rock and roll Duett                                                              | Rock and roll Duett                                                              | Rock and roll Duett                                                              | Rock and roll Duett                                                              | Rock and roll Duett                                                              | Rock and roll Duett                                                              | Rock and roll Duett                                                              | Rock and roll Duett                                                              | Rock and roll Duett                                                              | Rock and roll Duett                                                              | Rock and roll Duett                                                              | Rock and roll Duett                                                              | Rock and roll Duett                                                              | Rock and roll Duett                                                              | Rock and roll Duett                                                              | Rock and roll Duett                                                              | Rock and roll Duett                                                              | Rock and roll Duett                                                              | Rock and roll Duett                                                              | Rock and roll Duett                                                              | Rock and roll Duett                                                              | Rock and roll Duett                                                              | Rock and roll Duett                                                              | Rock and roll Duett                                                              | Rock and roll Duett                                                              | Rock and roll Duett                                                              | Rock and roll Duett                                                              | Rock and roll Duett                                                              | Rock and roll Duett                                                              | Rock and roll Duett                                                              | Rock and roll Duett                                                              | Rock and roll Duett                                                              | Rock and roll Duett                                                              | Rock and roll Duett                                                              | Rock and roll Duett                                                              | Rock and roll Duett                                                              | Rock and roll Duett                                                              | Rock and roll Duett                                                              | Rock and roll Duett                                                              | Rock and roll Duett                                                              | Rock and roll Duett                                                              | Rock and roll Duett                                                              | Rock and roll Duett                                                              | Rock and roll Duett                                                              | Rock and roll Duett                                                              | Rock and roll Duett                                                              | Rock and roll Duett                                                              | Rock and roll Duett                                                              | Rock and roll Duett                                                              | Rock and roll Duett                                                              | Rock and roll Duett                                                              | Rock and roll Duett                                                              | Rock and roll Duett                                                              | Rock and roll Duett                                                              | Rock and roll Duett                                                              | Rock and roll Duett                                                              | Rock and roll Duett                                                              | Rock and roll Duett                                                              | Rock and roll Duett                                                              | Rock and roll Duett                                                              | Rock and roll Duett                                                              | Rock and roll Duett                                                              | Rock and roll Duett                                                              | Rock and roll Duett                                                              | Rock and roll Duett                                                              | Rock and roll Duett                                                              | Rock and roll Duett                                                              | Rock and roll Duett                                                              | Rock and roll Duett                                                              | Rock and roll Duett                                                              | Rock and roll Duett                                                              | Rock and roll Duett                                                              | Rock and roll Duett                                                              | Rock and roll Duett                                                              | Rock and roll Duett                                                              | Rock and roll Duett                                                              | Rock and roll Duett                                                              | Rock and roll Duett                                                              | Rock and roll Duett                                                              | Rock and roll Duett                                                              | Rock and roll Duett                                                              | Rock and roll Duett                                                              | Whole Lotta Love Slow Ride (Allison Irahetával) | Whole Lotta Love Slow Ride (Allison Irahetával) | Whole Lotta Love Slow Ride (Allison Irahetával) | Whole Lotta Love Slow Ride (Allison Irahetával) | Whole Lotta Love Slow Ride (Allison Irahetával) | Whole Lotta Love Slow Ride (Allison Irahetával) | Whole Lotta Love Slow Ride (Allison Irahetával) | Whole Lotta Love Slow Ride (Allison Irahetával) | Whole Lotta Love Slow Ride (Allison Irahetával) | Whole Lotta Love Slow Ride (Allison Irahetával) | Whole Lotta Love Slow Ride (Allison Irahetával) | Whole Lotta Love Slow Ride (Allison Irahetával) | Whole Lotta Love Slow Ride (Allison Irahetával) | Whole Lotta Love Slow Ride (Allison Irahetával) | Whole Lotta Love Slow Ride (Allison Irahetával) | Whole Lotta Love Slow Ride (Allison Irahetával) | Whole Lotta Love Slow Ride (Allison Irahetával) | Whole Lotta Love Slow Ride (Allison Irahetával) | Whole Lotta Love Slow Ride (Allison Irahetával) | Whole Lotta Love Slow Ride (Allison Irahetával) | Whole Lotta Love Slow Ride (Allison Irahetával) | Whole Lotta Love Slow Ride (Allison Irahetával) | Whole Lotta Love Slow Ride (Allison Irahetával) | Whole Lotta Love Slow Ride (Allison Irahetával) | Whole Lotta Love Slow Ride (Allison Irahetával) | Whole Lotta Love Slow Ride (Allison Irahetával) | Whole Lotta Love Slow Ride (Allison Irahetával) | Whole Lotta Love Slow Ride (Allison Irahetával) | Whole Lotta Love Slow Ride (Allison Irahetával) | Whole Lotta Love Slow Ride (Allison Irahetával) | Whole Lotta Love Slow Ride (Allison Irahetával) | Whole Lotta Love Slow Ride (Allison Irahetával) | Whole Lotta Love Slow Ride (Allison Irahetával) | Whole Lotta Love Slow Ride (Allison Irahetával) | Whole Lotta Love Slow Ride (Allison Irahetával) | Whole Lotta Love Slow Ride (Allison Irahetával) | Whole Lotta Love Slow Ride (Allison Irahetával) | Whole Lotta Love Slow Ride (Allison Irahetával) | Whole Lotta Love Slow Ride (Allison Irahetával) | Whole Lotta Love Slow Ride (Allison Irahetával) | Whole Lotta Love Slow Ride (Allison Irahetával) | Whole Lotta Love Slow Ride (Allison Irahetával) | Whole Lotta Love Slow Ride (Allison Irahetával) | Whole Lotta Love Slow Ride (Allison Irahetával) | Whole Lotta Love Slow Ride (Allison Irahetával) | Whole Lotta Love Slow Ride (Allison Irahetával) | Whole Lotta Love Slow Ride (Allison Irahetával) | Whole Lotta Love Slow Ride (Allison Irahetával) | Whole Lotta Love Slow Ride (Allison Irahetával) | Whole Lotta Love Slow Ride (Allison Irahetával) | Whole Lotta Love Slow Ride (Allison Irahetával) | Whole Lotta Love Slow Ride (Allison Irahetával) | Whole Lotta Love Slow Ride (Allison Irahetával) | Whole Lotta Love Slow Ride (Allison Irahetával) | Whole Lotta Love Slow Ride (Allison Irahetával) | Whole Lotta Love Slow Ride (Allison Irahetával) | Whole Lotta Love Slow Ride (Allison Irahetával) | Whole Lotta Love Slow Ride (Allison Irahetával) | Whole Lotta Love Slow Ride (Allison Irahetával) | Whole Lotta Love Slow Ride (Allison Irahetával) | Whole Lotta Love Slow Ride (Allison Irahetával) | Whole Lotta Love Slow Ride (Allison Irahetával) | Whole Lotta Love Slow Ride (Allison Irahetával) | Whole Lotta Love Slow Ride (Allison Irahetával) | Whole Lotta Love Slow Ride (Allison Irahetával) | Whole Lotta Love Slow Ride (Allison Irahetával) | Whole Lotta Love Slow Ride (Allison Irahetával) | Whole Lotta Love Slow Ride (Allison Irahetával) | Whole Lotta Love Slow Ride (Allison Irahetával) | Whole Lotta Love Slow Ride (Allison Irahetával) | Whole Lotta Love Slow Ride (Allison Irahetával) | Whole Lotta Love Slow Ride (Allison Irahetával) | Whole Lotta Love Slow Ride (Allison Irahetával) | Whole Lotta Love Slow Ride (Allison Irahetával) | Whole Lotta Love Slow Ride (Allison Irahetával) | Whole Lotta Love Slow Ride (Allison Irahetával) | Whole Lotta Love Slow Ride (Allison Irahetával) | Whole Lotta Love Slow Ride (Allison Irahetával) | Whole Lotta Love Slow Ride (Allison Irahetával) | Whole Lotta Love Slow Ride (Allison Irahetával) | Whole Lotta Love Slow Ride (Allison Irahetával) | Whole Lotta Love Slow Ride (Allison Irahetával) | Whole Lotta Love Slow Ride (Allison Irahetával) | Whole Lotta Love Slow Ride (Allison Irahetával) | Whole Lotta Love Slow Ride (Allison Irahetával) | Whole Lotta Love Slow Ride (Allison Irahetával) | Whole Lotta Love Slow Ride (Allison Irahetával) | Whole Lotta Love Slow Ride (Allison Irahetával) | Whole Lotta Love Slow Ride (Allison Irahetával) | Whole Lotta Love Slow Ride (Allison Irahetával) | Whole Lotta Love Slow Ride (Allison Irahetával) | Whole Lotta Love Slow Ride (Allison Irahetával) | Whole Lotta Love Slow Ride (Allison Irahetával) | Whole Lotta Love Slow Ride (Allison Irahetával) | Whole Lotta Love Slow Ride (Allison Irahetával) | Whole Lotta Love Slow Ride (Allison Irahetával) | Whole Lotta Love Slow Ride (Allison Irahetával) | Whole Lotta Love Slow Ride (Allison Irahetával) | Whole Lotta Love Slow Ride (Allison Irahetával) | Whole Lotta Love Slow Ride (Allison Irahetával) | Led Zeppelin Foghat                               | Led Zeppelin Foghat                               | Led Zeppelin Foghat                               | Led Zeppelin Foghat                               | Led Zeppelin Foghat                               | Led Zeppelin Foghat                               | Led Zeppelin Foghat                               | Led Zeppelin Foghat                               | Led Zeppelin Foghat                               | Led Zeppelin Foghat                               | Led Zeppelin Foghat                               | Led Zeppelin Foghat                               | Led Zeppelin Foghat                               | Led Zeppelin Foghat                               | Led Zeppelin Foghat                               | Led Zeppelin Foghat                               | Led Zeppelin Foghat                               | Led Zeppelin Foghat                               | Led Zeppelin Foghat                               | Led Zeppelin Foghat                               | Led Zeppelin Foghat                               | Led Zeppelin Foghat                               | Led Zeppelin Foghat                               | Led Zeppelin Foghat                               | Led Zeppelin Foghat                               | Led Zeppelin Foghat                               | Led Zeppelin Foghat                               | Led Zeppelin Foghat                               | Led Zeppelin Foghat                               | Led Zeppelin Foghat                               | Led Zeppelin Foghat                               | Led Zeppelin Foghat                               | Led Zeppelin Foghat                               | Led Zeppelin Foghat                               | Led Zeppelin Foghat                               | Led Zeppelin Foghat                               | Led Zeppelin Foghat                               | Led Zeppelin Foghat                               | Led Zeppelin Foghat                               | Led Zeppelin Foghat                               | Led Zeppelin Foghat                               | Led Zeppelin Foghat                               | Led Zeppelin Foghat                               | Led Zeppelin Foghat                               | Led Zeppelin Foghat                               | Led Zeppelin Foghat                               | Led Zeppelin Foghat                               | Led Zeppelin Foghat                               | Led Zeppelin Foghat                               | Led Zeppelin Foghat                               | Led Zeppelin Foghat                               | Led Zeppelin Foghat                               | Led Zeppelin Foghat                               | Led Zeppelin Foghat                               | Led Zeppelin Foghat                               | Led Zeppelin Foghat                               | Led Zeppelin Foghat                               | Led Zeppelin Foghat                               | Led Zeppelin Foghat                               | Led Zeppelin Foghat                               | Led Zeppelin Foghat                               | Led Zeppelin Foghat                               | Led Zeppelin Foghat                               | Led Zeppelin Foghat                               | Led Zeppelin Foghat                               | Led Zeppelin Foghat                               | Led Zeppelin Foghat                               | Led Zeppelin Foghat                               | Led Zeppelin Foghat                               | Led Zeppelin Foghat                               | Led Zeppelin Foghat                               | Led Zeppelin Foghat                               | Led Zeppelin Foghat                               | Led Zeppelin Foghat                               | Led Zeppelin Foghat                               | Led Zeppelin Foghat                               | Led Zeppelin Foghat                               | Led Zeppelin Foghat                               | Led Zeppelin Foghat                               | Led Zeppelin Foghat                               | Led Zeppelin Foghat                               | Led Zeppelin Foghat                               | Led Zeppelin Foghat                               | Led Zeppelin Foghat                               | Led Zeppelin Foghat                               | Led Zeppelin Foghat                               | Led Zeppelin Foghat                               | Led Zeppelin Foghat                               | Led Zeppelin Foghat                               | Led Zeppelin Foghat                               | Led Zeppelin Foghat                               | Led Zeppelin Foghat                               | Led Zeppelin Foghat                               | Led Zeppelin Foghat                               | Led Zeppelin Foghat                               | Led Zeppelin Foghat                               | Led Zeppelin Foghat                               | Led Zeppelin Foghat                               | Led Zeppelin Foghat                               | Led Zeppelin Foghat                               |
| Top 3              | Top 3              | Top 3              | Top 3              | Top 3              | Top 3              | Top 3              | Top 3              | Top 3              | Top 3              | Top 3              | Top 3              | Top 3              | Top 3              | Top 3              | Top 3              | Top 3              | Top 3              | Top 3              | Top 3              | Top 3              | Top 3              | Top 3              | Top 3              | Top 3              | Top 3              | Top 3              | Top 3              | Top 3              | Top 3              | Top 3              | Top 3              | Top 3              | Top 3              | Top 3              | Top 3              | Top 3              | Top 3              | Top 3              | Top 3              | Top 3              | Top 3              | Top 3              | Top 3              | Top 3              | Top 3              | Top 3              | Top 3              | Top 3              | Top 3              | Top 3              | Top 3              | Top 3              | Top 3              | Top 3              | Top 3              | Top 3              | Top 3              | Top 3              | Top 3              | Top 3              | Top 3              | Top 3              | Top 3              | Top 3              | Top 3              | Top 3              | Top 3              | Top 3              | Top 3              | Top 3              | Top 3              | Top 3              | Top 3              | Top 3              | Top 3              | Top 3              | Top 3              | Top 3              | Top 3              | Top 3              | Top 3              | Top 3              | Top 3              | Top 3              | Top 3              | Top 3              | Top 3              | Top 3              | Top 3              | Top 3              | Top 3              | Top 3              | Top 3              | Top 3              | Top 3              | Top 3              | Top 3              | Top 3              | Top 3              | Zsűritag által választott dal (Simon Cowell) Versenyző által választott dal      | Zsűritag által választott dal (Simon Cowell) Versenyző által választott dal      | Zsűritag által választott dal (Simon Cowell) Versenyző által választott dal      | Zsűritag által választott dal (Simon Cowell) Versenyző által választott dal      | Zsűritag által választott dal (Simon Cowell) Versenyző által választott dal      | Zsűritag által választott dal (Simon Cowell) Versenyző által választott dal      | Zsűritag által választott dal (Simon Cowell) Versenyző által választott dal      | Zsűritag által választott dal (Simon Cowell) Versenyző által választott dal      | Zsűritag által választott dal (Simon Cowell) Versenyző által választott dal      | Zsűritag által választott dal (Simon Cowell) Versenyző által választott dal      | Zsűritag által választott dal (Simon Cowell) Versenyző által választott dal      | Zsűritag által választott dal (Simon Cowell) Versenyző által választott dal      | Zsűritag által választott dal (Simon Cowell) Versenyző által választott dal      | Zsűritag által választott dal (Simon Cowell) Versenyző által választott dal      | Zsűritag által választott dal (Simon Cowell) Versenyző által választott dal      | Zsűritag által választott dal (Simon Cowell) Versenyző által választott dal      | Zsűritag által választott dal (Simon Cowell) Versenyző által választott dal      | Zsűritag által választott dal (Simon Cowell) Versenyző által választott dal      | Zsűritag által választott dal (Simon Cowell) Versenyző által választott dal      | Zsűritag által választott dal (Simon Cowell) Versenyző által választott dal      | Zsűritag által választott dal (Simon Cowell) Versenyző által választott dal      | Zsűritag által választott dal (Simon Cowell) Versenyző által választott dal      | Zsűritag által választott dal (Simon Cowell) Versenyző által választott dal      | Zsűritag által választott dal (Simon Cowell) Versenyző által választott dal      | Zsűritag által választott dal (Simon Cowell) Versenyző által választott dal      | Zsűritag által választott dal (Simon Cowell) Versenyző által választott dal      | Zsűritag által választott dal (Simon Cowell) Versenyző által választott dal      | Zsűritag által választott dal (Simon Cowell) Versenyző által választott dal      | Zsűritag által választott dal (Simon Cowell) Versenyző által választott dal      | Zsűritag által választott dal (Simon Cowell) Versenyző által választott dal      | Zsűritag által választott dal (Simon Cowell) Versenyző által választott dal      | Zsűritag által választott dal (Simon Cowell) Versenyző által választott dal      | Zsűritag által választott dal (Simon Cowell) Versenyző által választott dal      | Zsűritag által választott dal (Simon Cowell) Versenyző által választott dal      | Zsűritag által választott dal (Simon Cowell) Versenyző által választott dal      | Zsűritag által választott dal (Simon Cowell) Versenyző által választott dal      | Zsűritag által választott dal (Simon Cowell) Versenyző által választott dal      | Zsűritag által választott dal (Simon Cowell) Versenyző által választott dal      | Zsűritag által választott dal (Simon Cowell) Versenyző által választott dal      | Zsűritag által választott dal (Simon Cowell) Versenyző által választott dal      | Zsűritag által választott dal (Simon Cowell) Versenyző által választott dal      | Zsűritag által választott dal (Simon Cowell) Versenyző által választott dal      | Zsűritag által választott dal (Simon Cowell) Versenyző által választott dal      | Zsűritag által választott dal (Simon Cowell) Versenyző által választott dal      | Zsűritag által választott dal (Simon Cowell) Versenyző által választott dal      | Zsűritag által választott dal (Simon Cowell) Versenyző által választott dal      | Zsűritag által választott dal (Simon Cowell) Versenyző által választott dal      | Zsűritag által választott dal (Simon Cowell) Versenyző által választott dal      | Zsűritag által választott dal (Simon Cowell) Versenyző által választott dal      | Zsűritag által választott dal (Simon Cowell) Versenyző által választott dal      | Zsűritag által választott dal (Simon Cowell) Versenyző által választott dal      | Zsűritag által választott dal (Simon Cowell) Versenyző által választott dal      | Zsűritag által választott dal (Simon Cowell) Versenyző által választott dal      | Zsűritag által választott dal (Simon Cowell) Versenyző által választott dal      | Zsűritag által választott dal (Simon Cowell) Versenyző által választott dal      | Zsűritag által választott dal (Simon Cowell) Versenyző által választott dal      | Zsűritag által választott dal (Simon Cowell) Versenyző által választott dal      | Zsűritag által választott dal (Simon Cowell) Versenyző által választott dal      | Zsűritag által választott dal (Simon Cowell) Versenyző által választott dal      | Zsűritag által választott dal (Simon Cowell) Versenyző által választott dal      | Zsűritag által választott dal (Simon Cowell) Versenyző által választott dal      | Zsűritag által választott dal (Simon Cowell) Versenyző által választott dal      | Zsűritag által választott dal (Simon Cowell) Versenyző által választott dal      | Zsűritag által választott dal (Simon Cowell) Versenyző által választott dal      | Zsűritag által választott dal (Simon Cowell) Versenyző által választott dal      | Zsűritag által választott dal (Simon Cowell) Versenyző által választott dal      | Zsűritag által választott dal (Simon Cowell) Versenyző által választott dal      | Zsűritag által választott dal (Simon Cowell) Versenyző által választott dal      | Zsűritag által választott dal (Simon Cowell) Versenyző által választott dal      | Zsűritag által választott dal (Simon Cowell) Versenyző által választott dal      | Zsűritag által választott dal (Simon Cowell) Versenyző által választott dal      | Zsűritag által választott dal (Simon Cowell) Versenyző által választott dal      | Zsűritag által választott dal (Simon Cowell) Versenyző által választott dal      | Zsűritag által választott dal (Simon Cowell) Versenyző által választott dal      | Zsűritag által választott dal (Simon Cowell) Versenyző által választott dal      | Zsűritag által választott dal (Simon Cowell) Versenyző által választott dal      | Zsűritag által választott dal (Simon Cowell) Versenyző által választott dal      | Zsűritag által választott dal (Simon Cowell) Versenyző által választott dal      | Zsűritag által választott dal (Simon Cowell) Versenyző által választott dal      | Zsűritag által választott dal (Simon Cowell) Versenyző által választott dal      | Zsűritag által választott dal (Simon Cowell) Versenyző által választott dal      | Zsűritag által választott dal (Simon Cowell) Versenyző által választott dal      | Zsűritag által választott dal (Simon Cowell) Versenyző által választott dal      | Zsűritag által választott dal (Simon Cowell) Versenyző által választott dal      | Zsűritag által választott dal (Simon Cowell) Versenyző által választott dal      | Zsűritag által választott dal (Simon Cowell) Versenyző által választott dal      | Zsűritag által választott dal (Simon Cowell) Versenyző által választott dal      | Zsűritag által választott dal (Simon Cowell) Versenyző által választott dal      | Zsűritag által választott dal (Simon Cowell) Versenyző által választott dal      | Zsűritag által választott dal (Simon Cowell) Versenyző által választott dal      | Zsűritag által választott dal (Simon Cowell) Versenyző által választott dal      | Zsűritag által választott dal (Simon Cowell) Versenyző által választott dal      | Zsűritag által választott dal (Simon Cowell) Versenyző által választott dal      | Zsűritag által választott dal (Simon Cowell) Versenyző által választott dal      | Zsűritag által választott dal (Simon Cowell) Versenyző által választott dal      | Zsűritag által választott dal (Simon Cowell) Versenyző által választott dal      | Zsűritag által választott dal (Simon Cowell) Versenyző által választott dal      | Zsűritag által választott dal (Simon Cowell) Versenyző által választott dal      | Zsűritag által választott dal (Simon Cowell) Versenyző által választott dal      | Zsűritag által választott dal (Simon Cowell) Versenyző által választott dal      | One Cryin’                                      | One Cryin’                                      | One Cryin’                                      | One Cryin’                                      | One Cryin’                                      | One Cryin’                                      | One Cryin’                                      | One Cryin’                                      | One Cryin’                                      | One Cryin’                                      | One Cryin’                                      | One Cryin’                                      | One Cryin’                                      | One Cryin’                                      | One Cryin’                                      | One Cryin’                                      | One Cryin’                                      | One Cryin’                                      | One Cryin’                                      | One Cryin’                                      | One Cryin’                                      | One Cryin’                                      | One Cryin’                                      | One Cryin’                                      | One Cryin’                                      | One Cryin’                                      | One Cryin’                                      | One Cryin’                                      | One Cryin’                                      | One Cryin’                                      | One Cryin’                                      | One Cryin’                                      | One Cryin’                                      | One Cryin’                                      | One Cryin’                                      | One Cryin’                                      | One Cryin’                                      | One Cryin’                                      | One Cryin’                                      | One Cryin’                                      | One Cryin’                                      | One Cryin’                                      | One Cryin’                                      | One Cryin’                                      | One Cryin’                                      | One Cryin’                                      | One Cryin’                                      | One Cryin’                                      | One Cryin’                                      | One Cryin’                                      | One Cryin’                                      | One Cryin’                                      | One Cryin’                                      | One Cryin’                                      | One Cryin’                                      | One Cryin’                                      | One Cryin’                                      | One Cryin’                                      | One Cryin’                                      | One Cryin’                                      | One Cryin’                                      | One Cryin’                                      | One Cryin’                                      | One Cryin’                                      | One Cryin’                                      | One Cryin’                                      | One Cryin’                                      | One Cryin’                                      | One Cryin’                                      | One Cryin’                                      | One Cryin’                                      | One Cryin’                                      | One Cryin’                                      | One Cryin’                                      | One Cryin’                                      | One Cryin’                                      | One Cryin’                                      | One Cryin’                                      | One Cryin’                                      | One Cryin’                                      | One Cryin’                                      | One Cryin’                                      | One Cryin’                                      | One Cryin’                                      | One Cryin’                                      | One Cryin’                                      | One Cryin’                                      | One Cryin’                                      | One Cryin’                                      | One Cryin’                                      | One Cryin’                                      | One Cryin’                                      | One Cryin’                                      | One Cryin’                                      | One Cryin’                                      | One Cryin’                                      | One Cryin’                                      | One Cryin’                                      | One Cryin’                                      | One Cryin’                                      | U2 Aerosmith                                      | U2 Aerosmith                                      | U2 Aerosmith                                      | U2 Aerosmith                                      | U2 Aerosmith                                      | U2 Aerosmith                                      | U2 Aerosmith                                      | U2 Aerosmith                                      | U2 Aerosmith                                      | U2 Aerosmith                                      | U2 Aerosmith                                      | U2 Aerosmith                                      | U2 Aerosmith                                      | U2 Aerosmith                                      | U2 Aerosmith                                      | U2 Aerosmith                                      | U2 Aerosmith                                      | U2 Aerosmith                                      | U2 Aerosmith                                      | U2 Aerosmith                                      | U2 Aerosmith                                      | U2 Aerosmith                                      | U2 Aerosmith                                      | U2 Aerosmith                                      | U2 Aerosmith                                      | U2 Aerosmith                                      | U2 Aerosmith                                      | U2 Aerosmith                                      | U2 Aerosmith                                      | U2 Aerosmith                                      | U2 Aerosmith                                      | U2 Aerosmith                                      | U2 Aerosmith                                      | U2 Aerosmith                                      | U2 Aerosmith                                      | U2 Aerosmith                                      | U2 Aerosmith                                      | U2 Aerosmith                                      | U2 Aerosmith                                      | U2 Aerosmith                                      | U2 Aerosmith                                      | U2 Aerosmith                                      | U2 Aerosmith                                      | U2 Aerosmith                                      | U2 Aerosmith                                      | U2 Aerosmith                                      | U2 Aerosmith                                      | U2 Aerosmith                                      | U2 Aerosmith                                      | U2 Aerosmith                                      | U2 Aerosmith                                      | U2 Aerosmith                                      | U2 Aerosmith                                      | U2 Aerosmith                                      | U2 Aerosmith                                      | U2 Aerosmith                                      | U2 Aerosmith                                      | U2 Aerosmith                                      | U2 Aerosmith                                      | U2 Aerosmith                                      | U2 Aerosmith                                      | U2 Aerosmith                                      | U2 Aerosmith                                      | U2 Aerosmith                                      | U2 Aerosmith                                      | U2 Aerosmith                                      | U2 Aerosmith                                      | U2 Aerosmith                                      | U2 Aerosmith                                      | U2 Aerosmith                                      | U2 Aerosmith                                      | U2 Aerosmith                                      | U2 Aerosmith                                      | U2 Aerosmith                                      | U2 Aerosmith                                      | U2 Aerosmith                                      | U2 Aerosmith                                      | U2 Aerosmith                                      | U2 Aerosmith                                      | U2 Aerosmith                                      | U2 Aerosmith                                      | U2 Aerosmith                                      | U2 Aerosmith                                      | U2 Aerosmith                                      | U2 Aerosmith                                      | U2 Aerosmith                                      | U2 Aerosmith                                      | U2 Aerosmith                                      | U2 Aerosmith                                      | U2 Aerosmith                                      | U2 Aerosmith                                      | U2 Aerosmith                                      | U2 Aerosmith                                      | U2 Aerosmith                                      | U2 Aerosmith                                      | U2 Aerosmith                                      | U2 Aerosmith                                      | U2 Aerosmith                                      | U2 Aerosmith                                      | U2 Aerosmith                                      |
| Top 2              | Top 2              | Top 2              | Top 2              | Top 2              | Top 2              | Top 2              | Top 2              | Top 2              | Top 2              | Top 2              | Top 2              | Top 2              | Top 2              | Top 2              | Top 2              | Top 2              | Top 2              | Top 2              | Top 2              | Top 2              | Top 2              | Top 2              | Top 2              | Top 2              | Top 2              | Top 2              | Top 2              | Top 2              | Top 2              | Top 2              | Top 2              | Top 2              | Top 2              | Top 2              | Top 2              | Top 2              | Top 2              | Top 2              | Top 2              | Top 2              | Top 2              | Top 2              | Top 2              | Top 2              | Top 2              | Top 2              | Top 2              | Top 2              | Top 2              | Top 2              | Top 2              | Top 2              | Top 2              | Top 2              | Top 2              | Top 2              | Top 2              | Top 2              | Top 2              | Top 2              | Top 2              | Top 2              | Top 2              | Top 2              | Top 2              | Top 2              | Top 2              | Top 2              | Top 2              | Top 2              | Top 2              | Top 2              | Top 2              | Top 2              | Top 2              | Top 2              | Top 2              | Top 2              | Top 2              | Top 2              | Top 2              | Top 2              | Top 2              | Top 2              | Top 2              | Top 2              | Top 2              | Top 2              | Top 2              | Top 2              | Top 2              | Top 2              | Top 2              | Top 2              | Top 2              | Top 2              | Top 2              | Top 2              | Top 2              | Versenyző által választott dal Simon Fuller által választott dal Megkoronázó dal | Versenyző által választott dal Simon Fuller által választott dal Megkoronázó dal | Versenyző által választott dal Simon Fuller által választott dal Megkoronázó dal | Versenyző által választott dal Simon Fuller által választott dal Megkoronázó dal | Versenyző által választott dal Simon Fuller által választott dal Megkoronázó dal | Versenyző által választott dal Simon Fuller által választott dal Megkoronázó dal | Versenyző által választott dal Simon Fuller által választott dal Megkoronázó dal | Versenyző által választott dal Simon Fuller által választott dal Megkoronázó dal | Versenyző által választott dal Simon Fuller által választott dal Megkoronázó dal | Versenyző által választott dal Simon Fuller által választott dal Megkoronázó dal | Versenyző által választott dal Simon Fuller által választott dal Megkoronázó dal | Versenyző által választott dal Simon Fuller által választott dal Megkoronázó dal | Versenyző által választott dal Simon Fuller által választott dal Megkoronázó dal | Versenyző által választott dal Simon Fuller által választott dal Megkoronázó dal | Versenyző által választott dal Simon Fuller által választott dal Megkoronázó dal | Versenyző által választott dal Simon Fuller által választott dal Megkoronázó dal | Versenyző által választott dal Simon Fuller által választott dal Megkoronázó dal | Versenyző által választott dal Simon Fuller által választott dal Megkoronázó dal | Versenyző által választott dal Simon Fuller által választott dal Megkoronázó dal | Versenyző által választott dal Simon Fuller által választott dal Megkoronázó dal | Versenyző által választott dal Simon Fuller által választott dal Megkoronázó dal | Versenyző által választott dal Simon Fuller által választott dal Megkoronázó dal | Versenyző által választott dal Simon Fuller által választott dal Megkoronázó dal | Versenyző által választott dal Simon Fuller által választott dal Megkoronázó dal | Versenyző által választott dal Simon Fuller által választott dal Megkoronázó dal | Versenyző által választott dal Simon Fuller által választott dal Megkoronázó dal | Versenyző által választott dal Simon Fuller által választott dal Megkoronázó dal | Versenyző által választott dal Simon Fuller által választott dal Megkoronázó dal | Versenyző által választott dal Simon Fuller által választott dal Megkoronázó dal | Versenyző által választott dal Simon Fuller által választott dal Megkoronázó dal | Versenyző által választott dal Simon Fuller által választott dal Megkoronázó dal | Versenyző által választott dal Simon Fuller által választott dal Megkoronázó dal | Versenyző által választott dal Simon Fuller által választott dal Megkoronázó dal | Versenyző által választott dal Simon Fuller által választott dal Megkoronázó dal | Versenyző által választott dal Simon Fuller által választott dal Megkoronázó dal | Versenyző által választott dal Simon Fuller által választott dal Megkoronázó dal | Versenyző által választott dal Simon Fuller által választott dal Megkoronázó dal | Versenyző által választott dal Simon Fuller által választott dal Megkoronázó dal | Versenyző által választott dal Simon Fuller által választott dal Megkoronázó dal | Versenyző által választott dal Simon Fuller által választott dal Megkoronázó dal | Versenyző által választott dal Simon Fuller által választott dal Megkoronázó dal | Versenyző által választott dal Simon Fuller által választott dal Megkoronázó dal | Versenyző által választott dal Simon Fuller által választott dal Megkoronázó dal | Versenyző által választott dal Simon Fuller által választott dal Megkoronázó dal | Versenyző által választott dal Simon Fuller által választott dal Megkoronázó dal | Versenyző által választott dal Simon Fuller által választott dal Megkoronázó dal | Versenyző által választott dal Simon Fuller által választott dal Megkoronázó dal | Versenyző által választott dal Simon Fuller által választott dal Megkoronázó dal | Versenyző által választott dal Simon Fuller által választott dal Megkoronázó dal | Versenyző által választott dal Simon Fuller által választott dal Megkoronázó dal | Versenyző által választott dal Simon Fuller által választott dal Megkoronázó dal | Versenyző által választott dal Simon Fuller által választott dal Megkoronázó dal | Versenyző által választott dal Simon Fuller által választott dal Megkoronázó dal | Versenyző által választott dal Simon Fuller által választott dal Megkoronázó dal | Versenyző által választott dal Simon Fuller által választott dal Megkoronázó dal | Versenyző által választott dal Simon Fuller által választott dal Megkoronázó dal | Versenyző által választott dal Simon Fuller által választott dal Megkoronázó dal | Versenyző által választott dal Simon Fuller által választott dal Megkoronázó dal | Versenyző által választott dal Simon Fuller által választott dal Megkoronázó dal | Versenyző által választott dal Simon Fuller által választott dal Megkoronázó dal | Versenyző által választott dal Simon Fuller által választott dal Megkoronázó dal | Versenyző által választott dal Simon Fuller által választott dal Megkoronázó dal | Versenyző által választott dal Simon Fuller által választott dal Megkoronázó dal | Versenyző által választott dal Simon Fuller által választott dal Megkoronázó dal | Versenyző által választott dal Simon Fuller által választott dal Megkoronázó dal | Versenyző által választott dal Simon Fuller által választott dal Megkoronázó dal | Versenyző által választott dal Simon Fuller által választott dal Megkoronázó dal | Versenyző által választott dal Simon Fuller által választott dal Megkoronázó dal | Versenyző által választott dal Simon Fuller által választott dal Megkoronázó dal | Versenyző által választott dal Simon Fuller által választott dal Megkoronázó dal | Versenyző által választott dal Simon Fuller által választott dal Megkoronázó dal | Versenyző által választott dal Simon Fuller által választott dal Megkoronázó dal | Versenyző által választott dal Simon Fuller által választott dal Megkoronázó dal | Versenyző által választott dal Simon Fuller által választott dal Megkoronázó dal | Versenyző által választott dal Simon Fuller által választott dal Megkoronázó dal | Versenyző által választott dal Simon Fuller által választott dal Megkoronázó dal | Versenyző által választott dal Simon Fuller által választott dal Megkoronázó dal | Versenyző által választott dal Simon Fuller által választott dal Megkoronázó dal | Versenyző által választott dal Simon Fuller által választott dal Megkoronázó dal | Versenyző által választott dal Simon Fuller által választott dal Megkoronázó dal | Versenyző által választott dal Simon Fuller által választott dal Megkoronázó dal | Versenyző által választott dal Simon Fuller által választott dal Megkoronázó dal | Versenyző által választott dal Simon Fuller által választott dal Megkoronázó dal | Versenyző által választott dal Simon Fuller által választott dal Megkoronázó dal | Versenyző által választott dal Simon Fuller által választott dal Megkoronázó dal | Versenyző által választott dal Simon Fuller által választott dal Megkoronázó dal | Versenyző által választott dal Simon Fuller által választott dal Megkoronázó dal | Versenyző által választott dal Simon Fuller által választott dal Megkoronázó dal | Versenyző által választott dal Simon Fuller által választott dal Megkoronázó dal | Versenyző által választott dal Simon Fuller által választott dal Megkoronázó dal | Versenyző által választott dal Simon Fuller által választott dal Megkoronázó dal | Versenyző által választott dal Simon Fuller által választott dal Megkoronázó dal | Versenyző által választott dal Simon Fuller által választott dal Megkoronázó dal | Versenyző által választott dal Simon Fuller által választott dal Megkoronázó dal | Versenyző által választott dal Simon Fuller által választott dal Megkoronázó dal | Versenyző által választott dal Simon Fuller által választott dal Megkoronázó dal | Versenyző által választott dal Simon Fuller által választott dal Megkoronázó dal | Versenyző által választott dal Simon Fuller által választott dal Megkoronázó dal | Versenyző által választott dal Simon Fuller által választott dal Megkoronázó dal | Versenyző által választott dal Simon Fuller által választott dal Megkoronázó dal | Mad World A Change Is Gonna Come No Boundaries  | Mad World A Change Is Gonna Come No Boundaries  | Mad World A Change Is Gonna Come No Boundaries  | Mad World A Change Is Gonna Come No Boundaries  | Mad World A Change Is Gonna Come No Boundaries  | Mad World A Change Is Gonna Come No Boundaries  | Mad World A Change Is Gonna Come No Boundaries  | Mad World A Change Is Gonna Come No Boundaries  | Mad World A Change Is Gonna Come No Boundaries  | Mad World A Change Is Gonna Come No Boundaries  | Mad World A Change Is Gonna Come No Boundaries  | Mad World A Change Is Gonna Come No Boundaries  | Mad World A Change Is Gonna Come No Boundaries  | Mad World A Change Is Gonna Come No Boundaries  | Mad World A Change Is Gonna Come No Boundaries  | Mad World A Change Is Gonna Come No Boundaries  | Mad World A Change Is Gonna Come No Boundaries  | Mad World A Change Is Gonna Come No Boundaries  | Mad World A Change Is Gonna Come No Boundaries  | Mad World A Change Is Gonna Come No Boundaries  | Mad World A Change Is Gonna Come No Boundaries  | Mad World A Change Is Gonna Come No Boundaries  | Mad World A Change Is Gonna Come No Boundaries  | Mad World A Change Is Gonna Come No Boundaries  | Mad World A Change Is Gonna Come No Boundaries  | Mad World A Change Is Gonna Come No Boundaries  | Mad World A Change Is Gonna Come No Boundaries  | Mad World A Change Is Gonna Come No Boundaries  | Mad World A Change Is Gonna Come No Boundaries  | Mad World A Change Is Gonna Come No Boundaries  | Mad World A Change Is Gonna Come No Boundaries  | Mad World A Change Is Gonna Come No Boundaries  | Mad World A Change Is Gonna Come No Boundaries  | Mad World A Change Is Gonna Come No Boundaries  | Mad World A Change Is Gonna Come No Boundaries  | Mad World A Change Is Gonna Come No Boundaries  | Mad World A Change Is Gonna Come No Boundaries  | Mad World A Change Is Gonna Come No Boundaries  | Mad World A Change Is Gonna Come No Boundaries  | Mad World A Change Is Gonna Come No Boundaries  | Mad World A Change Is Gonna Come No Boundaries  | Mad World A Change Is Gonna Come No Boundaries  | Mad World A Change Is Gonna Come No Boundaries  | Mad World A Change Is Gonna Come No Boundaries  | Mad World A Change Is Gonna Come No Boundaries  | Mad World A Change Is Gonna Come No Boundaries  | Mad World A Change Is Gonna Come No Boundaries  | Mad World A Change Is Gonna Come No Boundaries  | Mad World A Change Is Gonna Come No Boundaries  | Mad World A Change Is Gonna Come No Boundaries  | Mad World A Change Is Gonna Come No Boundaries  | Mad World A Change Is Gonna Come No Boundaries  | Mad World A Change Is Gonna Come No Boundaries  | Mad World A Change Is Gonna Come No Boundaries  | Mad World A Change Is Gonna Come No Boundaries  | Mad World A Change Is Gonna Come No Boundaries  | Mad World A Change Is Gonna Come No Boundaries  | Mad World A Change Is Gonna Come No Boundaries  | Mad World A Change Is Gonna Come No Boundaries  | Mad World A Change Is Gonna Come No Boundaries  | Mad World A Change Is Gonna Come No Boundaries  | Mad World A Change Is Gonna Come No Boundaries  | Mad World A Change Is Gonna Come No Boundaries  | Mad World A Change Is Gonna Come No Boundaries  | Mad World A Change Is Gonna Come No Boundaries  | Mad World A Change Is Gonna Come No Boundaries  | Mad World A Change Is Gonna Come No Boundaries  | Mad World A Change Is Gonna Come No Boundaries  | Mad World A Change Is Gonna Come No Boundaries  | Mad World A Change Is Gonna Come No Boundaries  | Mad World A Change Is Gonna Come No Boundaries  | Mad World A Change Is Gonna Come No Boundaries  | Mad World A Change Is Gonna Come No Boundaries  | Mad World A Change Is Gonna Come No Boundaries  | Mad World A Change Is Gonna Come No Boundaries  | Mad World A Change Is Gonna Come No Boundaries  | Mad World A Change Is Gonna Come No Boundaries  | Mad World A Change Is Gonna Come No Boundaries  | Mad World A Change Is Gonna Come No Boundaries  | Mad World A Change Is Gonna Come No Boundaries  | Mad World A Change Is Gonna Come No Boundaries  | Mad World A Change Is Gonna Come No Boundaries  | Mad World A Change Is Gonna Come No Boundaries  | Mad World A Change Is Gonna Come No Boundaries  | Mad World A Change Is Gonna Come No Boundaries  | Mad World A Change Is Gonna Come No Boundaries  | Mad World A Change Is Gonna Come No Boundaries  | Mad World A Change Is Gonna Come No Boundaries  | Mad World A Change Is Gonna Come No Boundaries  | Mad World A Change Is Gonna Come No Boundaries  | Mad World A Change Is Gonna Come No Boundaries  | Mad World A Change Is Gonna Come No Boundaries  | Mad World A Change Is Gonna Come No Boundaries  | Mad World A Change Is Gonna Come No Boundaries  | Mad World A Change Is Gonna Come No Boundaries  | Mad World A Change Is Gonna Come No Boundaries  | Mad World A Change Is Gonna Come No Boundaries  | Mad World A Change Is Gonna Come No Boundaries  | Mad World A Change Is Gonna Come No Boundaries  | Mad World A Change Is Gonna Come No Boundaries  | Tears for Fears Sam Cooke Kris Allen/Adam Lambert | Tears for Fears Sam Cooke Kris Allen/Adam Lambert | Tears for Fears Sam Cooke Kris Allen/Adam Lambert | Tears for Fears Sam Cooke Kris Allen/Adam Lambert | Tears for Fears Sam Cooke Kris Allen/Adam Lambert | Tears for Fears Sam Cooke Kris Allen/Adam Lambert | Tears for Fears Sam Cooke Kris Allen/Adam Lambert | Tears for Fears Sam Cooke Kris Allen/Adam Lambert | Tears for Fears Sam Cooke Kris Allen/Adam Lambert | Tears for Fears Sam Cooke Kris Allen/Adam Lambert | Tears for Fears Sam Cooke Kris Allen/Adam Lambert | Tears for Fears Sam Cooke Kris Allen/Adam Lambert | Tears for Fears Sam Cooke Kris Allen/Adam Lambert | Tears for Fears Sam Cooke Kris Allen/Adam Lambert | Tears for Fears Sam Cooke Kris Allen/Adam Lambert | Tears for Fears Sam Cooke Kris Allen/Adam Lambert | Tears for Fears Sam Cooke Kris Allen/Adam Lambert | Tears for Fears Sam Cooke Kris Allen/Adam Lambert | Tears for Fears Sam Cooke Kris Allen/Adam Lambert | Tears for Fears Sam Cooke Kris Allen/Adam Lambert | Tears for Fears Sam Cooke Kris Allen/Adam Lambert | Tears for Fears Sam Cooke Kris Allen/Adam Lambert | Tears for Fears Sam Cooke Kris Allen/Adam Lambert | Tears for Fears Sam Cooke Kris Allen/Adam Lambert | Tears for Fears Sam Cooke Kris Allen/Adam Lambert | Tears for Fears Sam Cooke Kris Allen/Adam Lambert | Tears for Fears Sam Cooke Kris Allen/Adam Lambert | Tears for Fears Sam Cooke Kris Allen/Adam Lambert | Tears for Fears Sam Cooke Kris Allen/Adam Lambert | Tears for Fears Sam Cooke Kris Allen/Adam Lambert | Tears for Fears Sam Cooke Kris Allen/Adam Lambert | Tears for Fears Sam Cooke Kris Allen/Adam Lambert | Tears for Fears Sam Cooke Kris Allen/Adam Lambert | Tears for Fears Sam Cooke Kris Allen/Adam Lambert | Tears for Fears Sam Cooke Kris Allen/Adam Lambert | Tears for Fears Sam Cooke Kris Allen/Adam Lambert | Tears for Fears Sam Cooke Kris Allen/Adam Lambert | Tears for Fears Sam Cooke Kris Allen/Adam Lambert | Tears for Fears Sam Cooke Kris Allen/Adam Lambert | Tears for Fears Sam Cooke Kris Allen/Adam Lambert | Tears for Fears Sam Cooke Kris Allen/Adam Lambert | Tears for Fears Sam Cooke Kris Allen/Adam Lambert | Tears for Fears Sam Cooke Kris Allen/Adam Lambert | Tears for Fears Sam Cooke Kris Allen/Adam Lambert | Tears for Fears Sam Cooke Kris Allen/Adam Lambert | Tears for Fears Sam Cooke Kris Allen/Adam Lambert | Tears for Fears Sam Cooke Kris Allen/Adam Lambert | Tears for Fears Sam Cooke Kris Allen/Adam Lambert | Tears for Fears Sam Cooke Kris Allen/Adam Lambert | Tears for Fears Sam Cooke Kris Allen/Adam Lambert | Tears for Fears Sam Cooke Kris Allen/Adam Lambert | Tears for Fears Sam Cooke Kris Allen/Adam Lambert | Tears for Fears Sam Cooke Kris Allen/Adam Lambert | Tears for Fears Sam Cooke Kris Allen/Adam Lambert | Tears for Fears Sam Cooke Kris Allen/Adam Lambert | Tears for Fears Sam Cooke Kris Allen/Adam Lambert | Tears for Fears Sam Cooke Kris Allen/Adam Lambert | Tears for Fears Sam Cooke Kris Allen/Adam Lambert | Tears for Fears Sam Cooke Kris Allen/Adam Lambert | Tears for Fears Sam Cooke Kris Allen/Adam Lambert | Tears for Fears Sam Cooke Kris Allen/Adam Lambert | Tears for Fears Sam Cooke Kris Allen/Adam Lambert | Tears for Fears Sam Cooke Kris Allen/Adam Lambert | Tears for Fears Sam Cooke Kris Allen/Adam Lambert | Tears for Fears Sam Cooke Kris Allen/Adam Lambert | Tears for Fears Sam Cooke Kris Allen/Adam Lambert | Tears for Fears Sam Cooke Kris Allen/Adam Lambert | Tears for Fears Sam Cooke Kris Allen/Adam Lambert | Tears for Fears Sam Cooke Kris Allen/Adam Lambert | Tears for Fears Sam Cooke Kris Allen/Adam Lambert | Tears for Fears Sam Cooke Kris Allen/Adam Lambert | Tears for Fears Sam Cooke Kris Allen/Adam Lambert | Tears for Fears Sam Cooke Kris Allen/Adam Lambert | Tears for Fears Sam Cooke Kris Allen/Adam Lambert | Tears for Fears Sam Cooke Kris Allen/Adam Lambert | Tears for Fears Sam Cooke Kris Allen/Adam Lambert | Tears for Fears Sam Cooke Kris Allen/Adam Lambert | Tears for Fears Sam Cooke Kris Allen/Adam Lambert | Tears for Fears Sam Cooke Kris Allen/Adam Lambert | Tears for Fears Sam Cooke Kris Allen/Adam Lambert | Tears for Fears Sam Cooke Kris Allen/Adam Lambert | Tears for Fears Sam Cooke Kris Allen/Adam Lambert | Tears for Fears Sam Cooke Kris Allen/Adam Lambert | Tears for Fears Sam Cooke Kris Allen/Adam Lambert | Tears for Fears Sam Cooke Kris Allen/Adam Lambert | Tears for Fears Sam Cooke Kris Allen/Adam Lambert | Tears for Fears Sam Cooke Kris Allen/Adam Lambert | Tears for Fears Sam Cooke Kris Allen/Adam Lambert | Tears for Fears Sam Cooke Kris Allen/Adam Lambert | Tears for Fears Sam Cooke Kris Allen/Adam Lambert | Tears for Fears Sam Cooke Kris Allen/Adam Lambert | Tears for Fears Sam Cooke Kris Allen/Adam Lambert | Tears for Fears Sam Cooke Kris Allen/Adam Lambert | Tears for Fears Sam Cooke Kris Allen/Adam Lambert | Tears for Fears Sam Cooke Kris Allen/Adam Lambert | Tears for Fears Sam Cooke Kris Allen/Adam Lambert | Tears for Fears Sam Cooke Kris Allen/Adam Lambert | Tears for Fears Sam Cooke Kris Allen/Adam Lambert | Tears for Fears Sam Cooke Kris Allen/Adam Lambert | Tears for Fears Sam Cooke Kris Allen/Adam Lambert |

### 2009–2011: For Your Entertainment

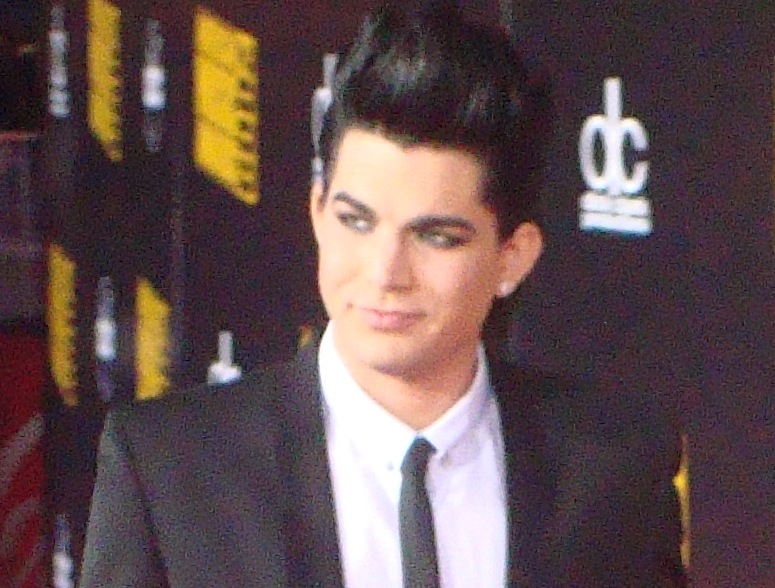
Adam Lambert 2010-ben az American Music Awardson

Az énekes a Rolling Stone címlapján tisztázta a szexualitásáról szóló pletykákat. „Azért a Rolling Stone-t választottam a »bejelentésre«, mert szerettem volna elmondani a saját nézőpontom. Hogy én mit gondolok erről az egészről, és ehhez esélyt kellett kapnom" – vallotta később. Adam Lambert első stúdióalbuma 2009. november 23-án jelent meg For Your Entertainment címmel, s már az első héten a Billboard 200-as lista harmadik helyén debütált, 198 000 eladott példánnyal. Albuma készítésében olyan hírességek működtek közre dalszövegíróként, mint Ryan Tedder, a OneRepublic frontembere, Rivers Cuomo (Weezer), Matt Bellamy (Muse), Justin Hawkins (The Darkness), Linda Perry és Pink, valamint producerként Rob Cavallo.
Lambert Idol utáni egyik első dala a 2012 című film főcímdala, a Time for Miracles volt. A számot már megjelenése és a filmpremier előtt meghallgatta Brian May, a Queen gitárosa, aki elragadtatással írt róla blogján: „Azt kell mondjam, teljesen lenyűgözött… igazán szenzációs.[…] Egyértelműen első számú sláger lesz, bármelyik bukméker megőrülne, hogy fogadhasson rá. Nem viccelek.[…] Nem olvadok el egykönnyen a férfi énekesektől… de Adam hangja magába foglal mindent, érzékenységet, mélységet, érettséget, elképesztő terjedelmet és erőt, amitől világszerte mindenkinek le fog esni az álla. Ez egy elképesztő előadás, semmi kétség. A rock világának van egy új csillaga.”
A For Your Entertainment első kislemeze az október 30-án közzétett, címadó For Your Entertainment lett, amelyet november 20-án a Whataya Want from Me, majd 2010-ben az If I Had You követett.
Lambert a For Your Entertainment-album keretein belül világ körüli turnéra indult, amely a „Glam Nation Tour” nevet kapta. A turnét hivatalosan 2010. április 28-án jelentették be Lambert hivatalos honlapján, aki így írta le elképzelését a körútról: „Remélem, a közönség ki tud majd kapcsolódni néhány órára, és egy csillogással teli, drámai és izgatott világba csöppen.” 2011 márciusában Glam Nation Live címmel CD-n és DVD-n kiadták a koncertsorozatot, amely 17 000 eladott példánnyal a SoundScan Top Music Videos listájának első helyén debütált.
2010 decemberében a Whataya Want From Me című dalával Grammy-jelölést kapott a legjobb férfi popénekes kategóriában, de a díjat végül nem ő kapta.
2011 novemberében az MTV Europe Music Awards belfasti díjátadóján fellépett a Queennel, s elénekelte a The Show Must Go On, a We Will Rock You és a We Are the Champions egyvelegét.

### 2012-2013: Trespassing
Lambert 2011 decemberében jelentette be, hogy várhatóan 2012. március 20-án adják ki második nagylemezét, a Trespassingot. Erre végül május 15-én került sor, mivel az eredetileg tervezettnél több dal került a lemezre. Az egyik számot, az Outlaws Of Love-ot azonban már 2011. július 29-én bemutatták a nagyközönségnek egy Kanadában megtartott koncerten. Az album első kislemeze a 2011 decemberében megjelent, a Billboard Hot 100-as lista 76. helyén debütáló Better Than I Know Myself volt, de a második kislemez, a Never Close Our Eyes is az album kiadása előtt, 2012 áprilisában hallható volt. A harmadik, egyben utolsó kislemez – a címadó Trespassing – októberben jelent meg.
A nagylemez a Billboard 200-as lista első helyén nyitott, viszonylag alacsonynak számító 77 000-es példányszámmal. Az Egyesült Királyságban kiadott változat a hétközi top40-es lista harmadik helyén debütált. Az executive producer maga Lambert volt, és olyan dalszövegírókkal, zenészekkel dolgozott együtt, mint Sam Sparro, Nile Rodgers, a slágergyáros Bonnie McKee, Pharrell Williams, Bruno Mars és Dr. Luke.
2012 nyarán hat előadás erejéig ismét csatlakozott a Queen együtteshez. Háromszor léptek fel Londonban, valamint egy-egy alkalommal Kijevben, Moszkvában, és Wrocławban.
2012 novemberében a VH1 bejelentette, hogy Lambert lesz a december 16-i VH1 Divas-show házigazdája, aki szívesen vállalta el a felkérést, hiszen – mint mondta – a „férfiak is lehetnek dívák”. Vendégei voltak többek között Demi Lovato, Miley Cyrus, Kelly Clarkson, Ciara és Kelly Rowland. A műsort Lambert nyitotta meg David Bowie Let’s Dance című dalával, de az est folyamán csatlakozott a Donna Summer-megemlékezéshez is, majd előadta Madonna Ray Of Light című slágerét.
2013. január 31-én a We Are Family Alapítvány New York-i jótékonysági gáláján kitüntetést vehetett át az egyenjogúság melletti munkájáért. Az eseményen Lambert – Nile Rodgersszel és Sam Sparróval – előadta a Shady című dalt, amely először hangzott el élőben hármuktól.

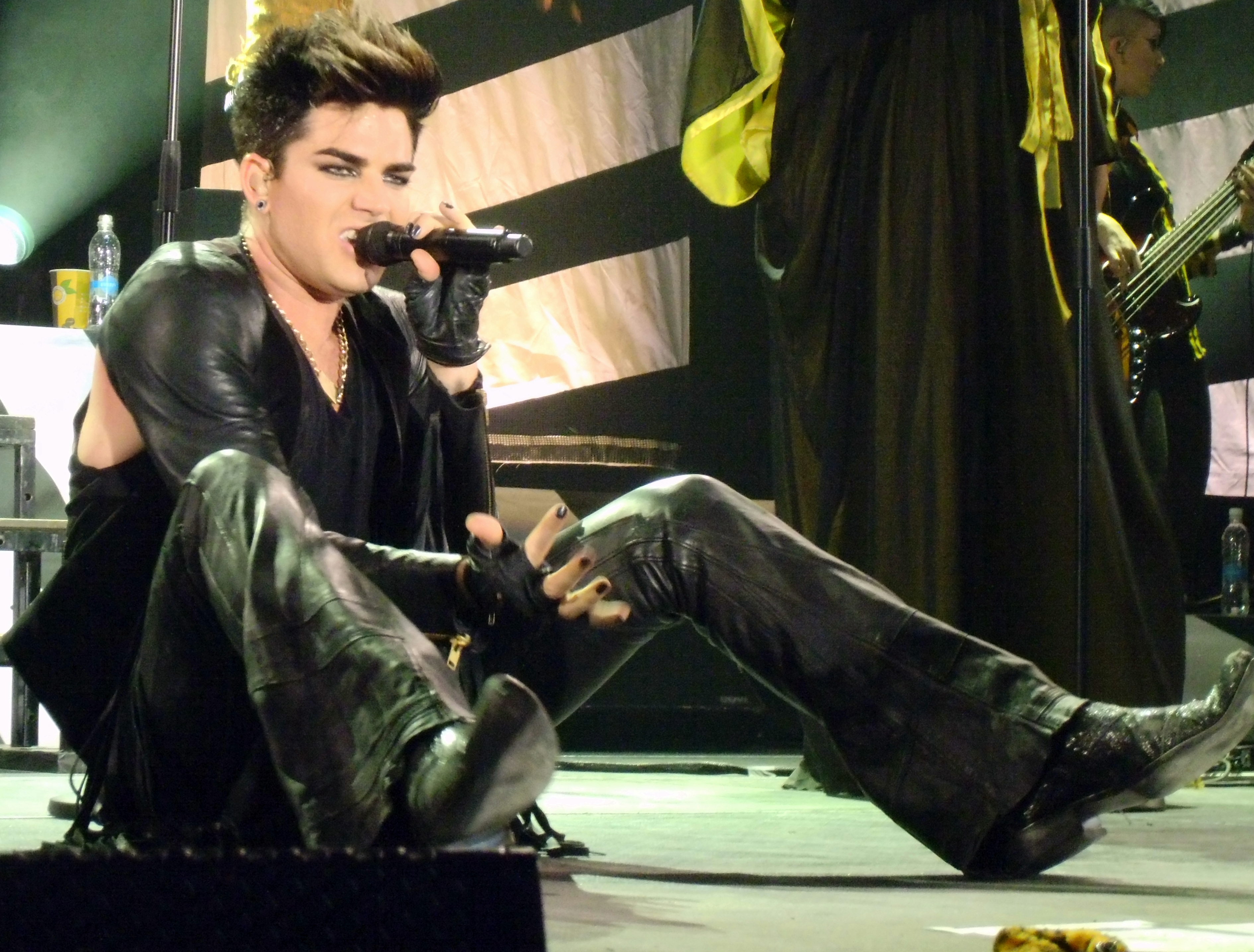
Adam Lambert a "We Are Glamily" turnén, Finnországban, 2013-ban

Február 17-én öt hétig tartó, tizenhat koncertből álló turnéra indult, amelynek állomásai főként Ázsiát érintették. A We Are Glamily fantázianévre hallgató körút Szöulban kezdődött, ahol felcsendült többek között Rihanna Stay című balladájának feldolgozása, amely egyöntetűen pozitív kritikákat kapott. A március 8-i szingapúri koncertet kellemetlenebb közjáték kísérte, miután az egyik helyi egyházi szervezet tiltakozását fejezte ki Lambert nyíltan vállalt szexuális irányultsága miatt. A szentpétervári műsor előtt pedig az amerikai nagykövetség közleményben intette fokozott óvatosságra a koncerten részt vevő amerikai állampolgárokat, mivel a helyi amerikai főkonzulátus a nézők és az előadók ellen tervezett erőszakos cselekményről szerzett tudomást. A turné március 22-én zárult Helsinkiben.
Lambert áprilisban, a Makaón megtartott 17. Kínai Zenei Díjátadón elnyerte a Kedvenc nemzetközi előadó elnevezésű különdíjat. A díjátadót a televíziós és webes közvetítésnek köszönhetően becslések szerint mintegy kétmilliárd néző követte élőben szerte a világon. Néhány nappal később Sanghajban a 80’s TalkShow-ban adott interjút, s énekelte el a Pop that Lock című dalt, majd a Chinese Idolban adta elő a Mad World egyik verzióját.
Május 11-én a 24. GLAAD Media Awards San Franciscó-i díjátadóján – Frank Oceannal megosztva – elnyerte a Kiemelkedő zenei előadó-díjat, valamint egyenjogúsági munkájáért is kitüntetést vehetett át.
Május 16-án visszatért az American Idol színpadára, ahol Angie Millerrel előadta a Titanium című slágert David Guettától. A The Hollywood Reporter "az est fénypontjának" titulálta.
Lambert május 24-én Bécsbe érkezett, hogy 25-én “Ali Baba”-ként megnyissa a LifeBall-t, amely Európa legnagyobb AIDS/HIV adománygyűjtő rendezvénye. Az “opening show”-n mintegy 60 ezer ember vett részt, és itt debütált a Love Wins Over Glamour dal Adamtől, amely erre a rendezvényre lett írva. A LifeBall idei témája az 1001 éjszaka volt.
Adam Lambertöt júniusban a városházán Los Angeles Reménységévé tüntették ki. A polgármester, Antonio Villaraigos, azt mondta az énekesről beszédében, hogy “országszerte megannyi fiatal példaképe és reménysége lehet, hiszen komoly határokat bontott le a zenei életben és megmutatta, semmi sem lehetetlen”.
A Trespassing lezárásával Lambert részt vett október 16-án a Bridegroom mozifilm premierjén, ahol elárulta, hogy egy dalt adományozott számukra. A film két fiatal férfi érzelmi utazását mutatja be, akiknek sorsa tragikus véget ért. „Szerettem volna valahogy a részese lenni ennek az egésznek, és miközben beszélgettünk Shane Bitney Crone-nal, gondolkodtam, majd felajánlottam az egyik dalomat. Ez egy gyönyörű, hozzám közelálló szám, és remélem, hogy az embereket ezáltal kicsit jobban megérinti a sztori" – árulta el Adam, majd az is kiderült, hogy a szám az Outlaws Of Love volt, amely a Trespassing nagylemezén található meg.

### 2013-2014: Queen + Adam Lambert, Glee
Július 10-én Ryan Murphy, a Glee írója, bejelentette, hogy Adam csatlakozik hozzájuk az ötödik évadra. 2012-ben ez a sorozat volt a "legnagyobb pénzcsináló".
Adam július 12-én a The Hollywood Reportnernek egy hivatalos levél keretein belül bejelentette, hogy otthagyta a kiadóját, az RCA-t, „nézeteltérések miatt a kreatív munkában". Lambert továbbá hozzátette, hogy kész tervei vannak a harmadik lemezével kapcsolatban. Pár nappal később Ryan Seacrest rádiósműsorában elárulta, hogy az új irány a "rock 'n roll" lesz.
2013 májusában rögzítette Nile Rodgersszel és Avicii-vel a Lay Me Down című dalt, amely a svéd lemezlovas új albumán, a TRUE-n kapott helyet. A megjelenési dátuma Európában 2013. szeptember 17-re esett, majd ez lett a DJ ötödik listavezető dala az albumról.
Az együttműködés olyan sikeresnek bizonyult, hogy ezután három másik dalt is készített a trió.
Lambert 2013. augusztus 15-én bejelentette, hogy visszavonult a stúdióba, hogy a saját anyagán dolgozzon. Az információt a menedzsment cége, a DMG is megerősítette – a felvételek jelenleg is folynak két városban: Los Angelesben és New Yorkban. Adam szeptember 8-án egy képet is készített a stúdióban, és felrakta az instagram-fiókjára.
2013. augusztus 19-én a "Glee" stábja közleményben kiadta, hogy Adam Lamberthöz Demi Lovato csatlakozik, Dani-t, a leszbikus lányt alakítva, és a két énekesnek több közös duettje lesz. Lambert karaktere, Elliott "Starchild" Gilbert november 7-én debütált a FOX-on, a Marry The Night feldolgozásával., ami 39.-ként debütált a Billboard Hot 200 listáján.
Adam részt vett augusztus 25-én a 30. MTV Video Music Awards-on, ahol egy díjat adott át Emeli Sandé-val.
A Queen + Adam Lambert páros részt vett az amerikai iHeartRadio fesztiválon, Las Vegasban, a MGM Grand arénában, szeptember 22-én, amelyre a jegyek 3 percen belül keltek el. A Queennek ez volt az első fellépése Lamberttel az USA-ban. A kritika a 30 perces szettről pozitív volt, a Rolling Stone szerint Lambert uralta az estét, továbbá érezhető volt a kapcsolata a közönséggel. A Billboard szintén elégedett volt, kiemelték Lambert "mágneses vonzerejét" és "karizmáját".
2013. december 18-án átvette a China's Huading Music Awards-on Legjobb Nemzetközi Férfi Előadó és a Legjobb Fanbázis: Glamberts díjat. A 2013-as évet néhány telt házas koncerttel zárta, december 29-én, az újévi WinStar World Casino shown.
A Forbes 2014-es listája szerint Adam Lambert a 3. legjobban kereső American Idol, Kelly Clarkson és Carrie Underwood után. Lambert 2013-ban 5 millió dollárt, azaz csaknem 1,3 milliárd forintnak megfelelő összeget keresett.
Lambert 2014 februárjában három jelentősebb TV-showban vett részt. Visszatért az American Idolba mint vendégmentor, Randy Jackson kétestés edzőtáborába, az Idol Workshopba, ahol néhány versenyzőt készített fel az estére. A következő héten, 24-én, zsűritag volt a RuPaul's Drage Race-ben, ami népszerű show a Logo TV-n. Glee tavaszi premierje a három hetes szünet után február 25-én volt, a Frenemies epizóddal, amelyben Lambert feldolgozott Chris Colferrel egy ikonikus rock dalt, az I Believe in a Thing Called Love-ot. Egy hét múlva, március 5-én, ismét feltűnt a sorozatban, a Trio epizódban, ahol hét dalból négyben közreműködött. Lambert utolsó Glee szereplése április 1-én volt, a New New York részben, ahol karaktere, Elliott Gilbert búcsút intett.

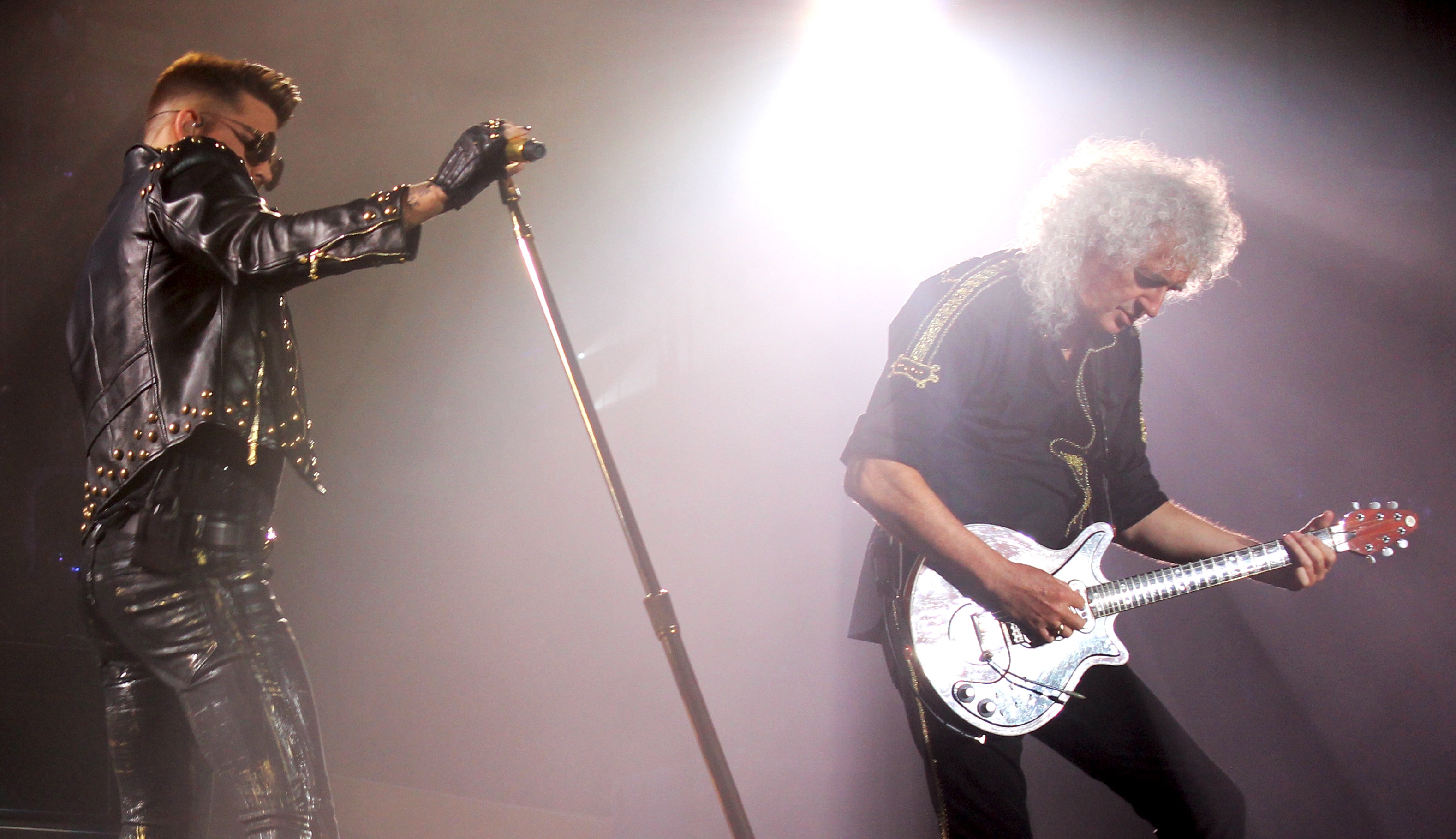
Adam Lambert és Brian May Atlantic City-ben, 2014. július 26-án

Lambert Roger Taylorral és Brian Mayjel az oldalán bejelentést tett a Good Morning America műsorban: Queen + Adam Lambert végre beveszi Észak-Amerikát egy rég várt nyári turné keretein belül, ami 2014. június 19-én kezdődik Chicagóban, és július 20-án ér véget Washington DC-ben a Merrieweather Post Pavilion stadionban, ami az egyetlen nyitott tetős koncertjük lesz a nyár során. A turné támogatója a LiveNation. A 19 dátum mellé két hónappal később két ázsiai állomást is bejelentett Brian May, így a Queen először, Adam Lamberttel az oldalán lép fel Koreában, Szöulban 2014. augusztus 14-én a Super Sonic fesztiválon. Emellett a formáció részese lesz a Summer Sonic fesztiválnak is, 2014. augusztus 17-én, Japánban, és visszatérnek Ausztráliába és Új-Zélandra is 2014 szeptemberében.
A turné sikeresen zárult, az állomások 98%-a telt házas volt. A Classic Rock blogbejegyzésben elmélkedett a rajongói támadásokról, és támogatásokról: „A banda nem demokrácia, ez egy királyság, és megtalálták az örököst. Éljen soká a Királynő" – írták.
November 4-én a 10. Classic Rock Awardson titulálták az Év bandájaként a Queen + Adam Lambert formációt, Los Angelesben, amin Brian May és Lambert is tiszteletét tette. Időközben bejelentették az európai Queen + Adam Lambert turnét, ami 26 dátumot tartogatott, érintve az Egyesült-Királyság legfontosabb városait és arénáit.
A turnét és a megjelent Queen Forever albumát a német Helene Fischer műsorban és az angol X-factorban népszerűsítették, ahol egy-egy számot adott elő a banda. Az évet a legnézettebb brit műsorban, a BBC televíziós adásában zárták, ahol az újévet és a Big Ben tűzijátékot egyórás szettel várták, szórakoztatva a jelenlévőket és a nézőket. A fellépés során felcsendült a Don't Stop Me Now, az I Want To Break Free, a Somebody to Love, az Another One Bites the Dust, az Under Pressure, a Fat Bottomed Girls, a Radio Ga Ga, az I Want It All, a Crazy Little Thing Called Love, a The Show Must Go On, a Bohemian Rhapsody, a Killer Queen, a We Will Rock You és We Are The Champions. A show a Queen + Adam Lambert Rock Big Ben Live címet kapta.

### 2015-től napjainkig: The Original High
2015. január 15-én Adam Lambert megtörte a csendet a három éve készülő nagylemeze körül, és a sajtóközleményben azt is elárulta, melyik kiadónál folytatja tovább a zenei pályáját. A Billboard exkluzív interjújából kiderült, hogy a Warner Bros. Records még 2013-ban megkereste a közös munka reményében. „Miután megjelent a közlemény, hogy otthagyom az RCA-t, nem tudtam, hogy lesz tovább. Azonban, másnap, a Warner Bros. felkeresett minket, amit nagyszerűnek és egyben megnyugtatónak találtam” – kezdi Lambert. Ijesztő volt megosztani a világgal a hírt az egykori kiadómmal kapcsolatban.
A változásokkal kapcsolatban a kiadó vezérigazgatója, Cameron Strang is megszólalt. „Úgy gondolom, ő potenciálisan egy globális szupersztár. Rajongói vannak az egész világon. A világ egyik legnagyszerűbb hangját birtokolja a torkában, és abszolút őszinte, mint ember és mint férfi. Elfogadta magát és a művészi látásmódját, és azt hiszem, ez bizalmat és szabadságot eredményez arra, hogy több, mint egy felvételt készítsünk.”
A harmadik stúdióalbumának címét 33. születésnapján, 2015. január 29-én jelentette be, Twitter-fiókján keresztül. „Izgatottan osztom meg veletek, hogy a közelgő albumom címe: THE ORIGINAL HIGH. A lemezt Max Martin és Shellback producálta, az első kislemez pedig áprilisban érkezik” – csipogta az énekes.
Max Martin Grammy-díjas dalszövegíróval és producerrel még az első nagylemezén, a For Your Entertainmenten dolgozott együtt; neki köszönhető a Whataya Want From Me és az If I Had You sláger. „Találkozót egyeztettünk Max Martinnal és Shellbackkel. Beszélgettünk az életről, politikáról, divatról, és egyéb apróságokról. Azt mondták, »másnak tűnsz, Adam«. Azt feleltem, hogy »másképp is érzem magam«. Majd megkértem, hogy segítsenek. (...) Jó emlékek fűznek hozzájuk. Egyszerű, alázatos és egyenhullám van közöttünk, amikor a stúdióban vagyunk, és ez az, amit keresek és amire vágyom. Lejátszottam nekik a dalokat, ami felspannolta őket. Hallhatták a személyes fejlődésemet, mind hangzás, mind dalszöveg terén, azt, amiket nem tudok szavakkal elmondani. Hosszú sztori, de a lényeg az, hogy felajánlottak nekem egy szerződést, miszerint producálnák ők a teljes lemezemet, amit hatalmas előrelépésnek éreztem” – folytatta Lambert az interjút, akitől Max Martin vette át a szót. „Shellback és én még 2009-ben állapítottuk meg, hogy ilyen hang és tehetség, amit Adam Lambert birtokol, nem mindennapi. Imádtuk a közös felfedezést, és nagyon reméltük, hogy az utunk keresztezi még a másikét. Amikor Adam megkeresett minket, azonnal igent mondtuk, majd felajánlottunk számára egy kicsivel nagyobb elkötelezettséget is, amivel esélyünk nyílhatott arra, hogy meghatározzuk a lemezének hangzását és világát. A csapatunk partnere a Warner testvérek, így nagyon izgatottak vagyunk amiatt, hogy mindenki hallhassa a dinamikus albumot. Nagyon büszkék vagyunk rá, és reméljük, legalább annyira fog tetszeni a közönségnek, mint amennyire nekünk.”
Az énekes első kislemeze a lemezről 2015. április 21-én jelent meg, Ghost Town néven, mint Madonna dala. Az azonos című felvételekből nem lett probléma, hiszen a kiadók elmondása szerint teljesen más műfajt képviselnek, így mindkettő megállja a helyét a piacon. A Max Martin által producált dal hangzása drasztikusan eltért az eddigiektől, amit Lambert kibocsájtott, sokkal erősebben befolyásolta a house és EDM-vonal. Lambert elmondása szerint ez csak egy színfoltja az albumnak, amivel levetkőzte a színházat, és rátért a valós érzelmekre. „Ez megalapozottabb és nem is próbálja túlerőltetni a dolgokat. Nem azt mondom, hogy az előző munkám túlzás lett volna, de szándékosan emelkedett, stilizált és színházi volt. Ez szándékos volt, ezt akartam csinálni. Ezután éreztem úgy, hogy végeztem ezzel. Szerettem volna kanyart venni és egy más helyre kerülni" – nyilatkozta a Los Angeles Timesnak.
A Ghost Town hamar az amerikai toplisták kedvence lett, bekerülve a Top 40 slágerlistába. A The Original High 2015. június 15-én jelent meg Európában, így Magyarországon is. A lemez standard verziója előzetesen, június 9-től meghallgatható volt az Amazon.com-on, így felfedezésre került a lemez két együttműködése is, Brian May-jel (Lucy) és Tove Lo (Rumors) svéd énekesnővel.

## Hang, stílus és inspirációk

### Hangi adottságok
A kritikusok, celebek és munkatársai sorra dicsérik Lambert vokális képességét. Kathie Bretches-Urban, a társalapítóa a Metropolitan Educational Theatre Network-nek, ahol Adam kiskorában fellépett, a következőket mondta róla: "Adam Lambert az egész életét a zenének és fellépésnek szentelte... Egyszerűen csak feljött a színpadra, és odatette magát". 2009-ben, Bernard Telsey, aki visszahívta őt az Idol meghallgatására, így nyilatkozott: "Oh, Istenem, ez a srác lesz a legnagyobb mind közül". Rob Cavallo, zenei producer szerint, Lambert hangja korlátlan tartományban dolgozik. David Stroud énektanár készítette fel Adamet a Glam Nation turnéra, ahol 113 showt nyomott végig bármilyen vokális nehézség nélkül. Stroud mondja: "Adamnek olyan tehetsége van a zenében, amelyre a legtöbb mai énekes valószínűleg soha nem lesz képes". 2012 márciusában Meat Loaf, rockénekes, áradozott Adamről, konkrétan "Adam Lambert-őrültnek" nevezte magát, majd Whitney Houston és Aretha Franklinhez hasonlította őt.
2011-ben az a megtiszteltetés érte, hogy ideiglenes frontembereként felléphetett a Queennel az EMA-n. Brian May elmondta, hogy 2009 óta odáig van érte, többek között ezért vett részt az American Idolban is – hogy vele zenélhessen. "A hangja gyengéd, mély, érett és végtelen" – Roger Taylor hozzátette: "A legprofibb vokál, amit valaha hallottam".
A Trespassing munkálatai során együtt dolgozott Pharrell Williamsszel, aki egy 2012-es BBC interjúban így nyilatkozott: "Ennek a kölyöknek olyan hangja van, mint egy szirénnek – Nincs még egy, aki Steve Winwood-Peter Cetera cetera tartományában énekelne, kivétel ő."
A vokális tartománya a tenor, amely több mint három és fél oktávot fog át: B2-B5. A magas és a mély hangokat is képes rezegtetés nélkül, több mint 20 másodpercig kitartani. A középszintje két végletre bomlik: a szilárd (mint a "Whataya Want From Me"-nél) és puhább, lágyabb ("A Loaded Smile"). Az alsó tartománya zord, szilárd, majd átvált kissé nyerssé ("Runnin'").
A magas hangnál (betling-skála) üti az ötödik oktávot, amely a "Music Again" dalában tetőződik ki, de a "Sleepwalker" némely élőverziójában is előjön. Az ötödik oktávot nem sok énekes tudja képezni, azonban Adam itt mozog a legotthonosabban, élőben ezek jönnek ki nála a legtermészetesebben.
2012 októberében egy brit lap, Sunday Mirror, bejelentette, hogy Adam 48 millió dollárra biztosította a hangját.

### Stílus
Lambert legnagyobb inspirációforrása a színházi világ, '70-es '80-as évek, glam és rock. 2010-ben legjobban a túldíszített, glamesített cuccok jellemezték, sok csillámmal, szegeccsel és bőrrel. Akkoriban a divatlapok a szégyentelen, magabiztos választásai miatt Lady Gagához hasonlították.
Az énekes három alkalommal jelent meg divattal kapcsolatos TV műsorokban. 2010-ben az MTV "Talk@Playground" műsorában beszélgetett a Skingraft designerével, Jonny Cota-tal. 2011-ben a "Project Runway" műsorba választották be, mint vendégzsűritag. Emellett szerepelt a "Fashion Police" adásában kétszer, 2012-ben, majd 2013-ban.
2012-ben Tommy Hilfiger tervező a következőket nyilatkozta Lambertről, aki lassan, de biztosan divatikonná nőtte ki magát a saját stílusában: "Úgy gondolom, Adam Lambertnek hihetetlen imázsa van. Ő megértette, miről is szól a divat világa".
Szintén 2012-ben címlapot kapott az amerikai FAULT divatmagazinnál, ahol a fotósorozat mellett egy interjút is készítettek vele: "Szeretem a kortárs divatot. Szemmel követem az új kollekciókat, cikkeket, és ami megtetszik, azt megveszem. Általában viszont a hangulatomhoz megfelelően öltözködök".
Lambert ruhatára mindig vita tárgya, holott ő nem veszi magát komolyan, elmondása szerint csak játszik, a divatot szórakoztatónak gondolja. 2012 szeptemberében részt vett a New York-i divathéten, akit az extravagáns választásai ellenére a legjobban öltözött sztárnak címkézett több, nagyobb fashionblog. A show keretein belül részt vett az E!News "Fashion Police" c. műsorában mint vendégzsűritag.
2012 végén az énekes újabb címlapot kapott, ezúttal az angol "Fiasco" divatmagazinnál. A fotósorozatnál előtérbe helyezték a minimalista stílust, visszavettek a provokálásból és Lambert egészen új oldalát mutatták be. A glam irányt végleg levetkőzve, Adam az interjú közben beszélt az örök "meleg-heteró" kérdésről: "Szerintem ez nem függ össze a szexualitásommal. Nehéz esetnek számítanék az emberek szemében. Nem átlagosnak nézek ki (...) Szerintem van egy kemény kettősség – a nőknek sokkal nagyobb szabadságuk van az tekintetben, hogyan öltözködnek, fejezik ki magukat vagy hogy látják a világot. De sokkal kevesebb dolgot fogadnak el a férfiaktól. Ha az átlag közönséget kérdezed, rám néznek, és azt mondják ‘err, ez meleg’, de ha megkérdezel egy tucatnyi meleg srácot, ők azt fogják válaszolni ‘én ezt sosem venném fel’. A feltűnőség nem feltétlenül meleg vonás, csak szimplán feltűnő. Ha visszanézünk a 70-es, 80-as években, rengeteg olyan férfi előadó volt, aki fel volt cicomázva pedig heterók voltak.”
Napjainkban leginkább a visszafogottabb, hétköznapibb megjelenést részesíti előnyben, de öltözködésében még mindig megtalálható a rock hatása. Elmondása szerint a Trespassing lemezzel végleg lezárta a "glam"-korszakot.

### Inspiráció
Lambert divatikonjai a 70-es évekből valók. Preferálja Madonna, David Bowie, Michael Jackson, a Queen, Aerosmith, és a Led Zeppelin stílusát. Lambert a király és királynőként mindig Michael Jacksont és Madonnát emlegeti, merész választásaik, inspiráló zenéjük és sokatmondó videóklipjeik miatt. A brit zenéből kedvencei közé tartozik Freddie Mercury, David Bowie és Robert Plant.
David Bowie-ról a következőt nyilatkozta: "Teljesen új szintre emelte a glam-rock korszakot. A zenéje lenyűgöző, a dalszövegei pedig nagyon intelligensek". 2013-ban cikket írt az OUT magazinnak, amelyben David Bowie előtt tisztelgett. Ebben beszámolt arról, Bowie hogyan segített felfedezni a stílusát: "Teljesen ki voltam égve akkoriban. Nem akartam DragQueennek öltözni, nem akartam úgy kinézni, mint egy nő, de ki szerettem volna fejezni a bennem élő művészt, és az identitásomat másképp, mint a mai mainstream. Így Bowie nőtte ki magát a legnagyobb divatpéldaképemmé. Az egész megjelenése annyira androgün keverék volt, mégis a rock egyik legnagyobb csillagává nőtte ki. Ekkor bevillant, hogy a szexualitás nem fekete fehér, sokkal inkább felfedezés".
Lambertre különböző zenei stílusok gyakoroltak hatást, így nem szereti magát "pop" vagy éppen "rock" énekesnek címkézni. Zenéjében ösztönösen, és profin ötvözi a musicalek, klasszikus rock, disco, elektronikus, glam-rock és dubstep elemeket.

## Jótékonyság
Lambert jótékony célú adományai 2009-től 2011 októberéig elérték az 1 millió dollárt (az összeg azóta tovább nőtt).
2009 januárjában a 28. születésnapján ő és a rajongói is a DonorsChoose.org alapítványt támogatták. Arra kérte őket, hogy az ajándékokra szánt összeget inkább jótékonyságra költsék, így több, mint 2500 ember fogott össze, és közösen 322.700 dollárt gyűjtöttek össze, támogatva az állami iskolák zenei oktatását. 2010-ben, ugyanezt a projektjét folytatva, részt vett a "Glam Classroom" kampányban, és újabb 208.590 dollárt szedett össze.
2010-ben a Pennyroyal Studiónak egy "hórusz-szem" medált és "végtelen jeles" gyűrűt tervezett, amelyek eladásából az első héten 32 ezer dollár jött össze.
2011 januárjában, a 29. születésnapján, a Charity: Waternek adományozott 29 ezer dollárt és a rajongóit is a jótékonyságra buzdította. A szervezetnek a kitűzött 115 ezer dollár helyett 323.803 dollárt gyűjtöttek össze, így 17 ezer ember jutott tiszta vízhez Afrikában.
2012 januárjában, ismét a születésnapján, folytatta az adakozást a szervezet javára, és mintegy 84 ezer dollárral emelte a tőkéjüket.
Lambert 2011. március 10-én visszatért az American Idol színpadára, és előadta az "Aftermath" dalának akusztikus változatát, amellyel a szám különleges remix-verzióját népszerűsítette. Adam az iTuneson befolyt bevételeket a Trevor Projectnek ajánlotta fel.
2012. június 7-én egyike volt azon sztároknak, akik részt vettek a londoni Royal Albert Hall jótékonysági koncerten. A befolyt bevételt maradéktalanul a "Rays Of Sunshine Children's Charity" kapta meg, amely súlyosan beteg gyermekeket támogat szerte az országban.
Június 30-án a Queennel együtt részt vett a kijevi Olena Pinchuk ANTIAIDS Foundation-ön, amelynek bevétele a HIV/AIDS elleni küzdelmeket támogatja. A shown mintegy 500 ezer ember vett részt, és az UEFA élőben közvetítette a "Függetlenségi Térről".

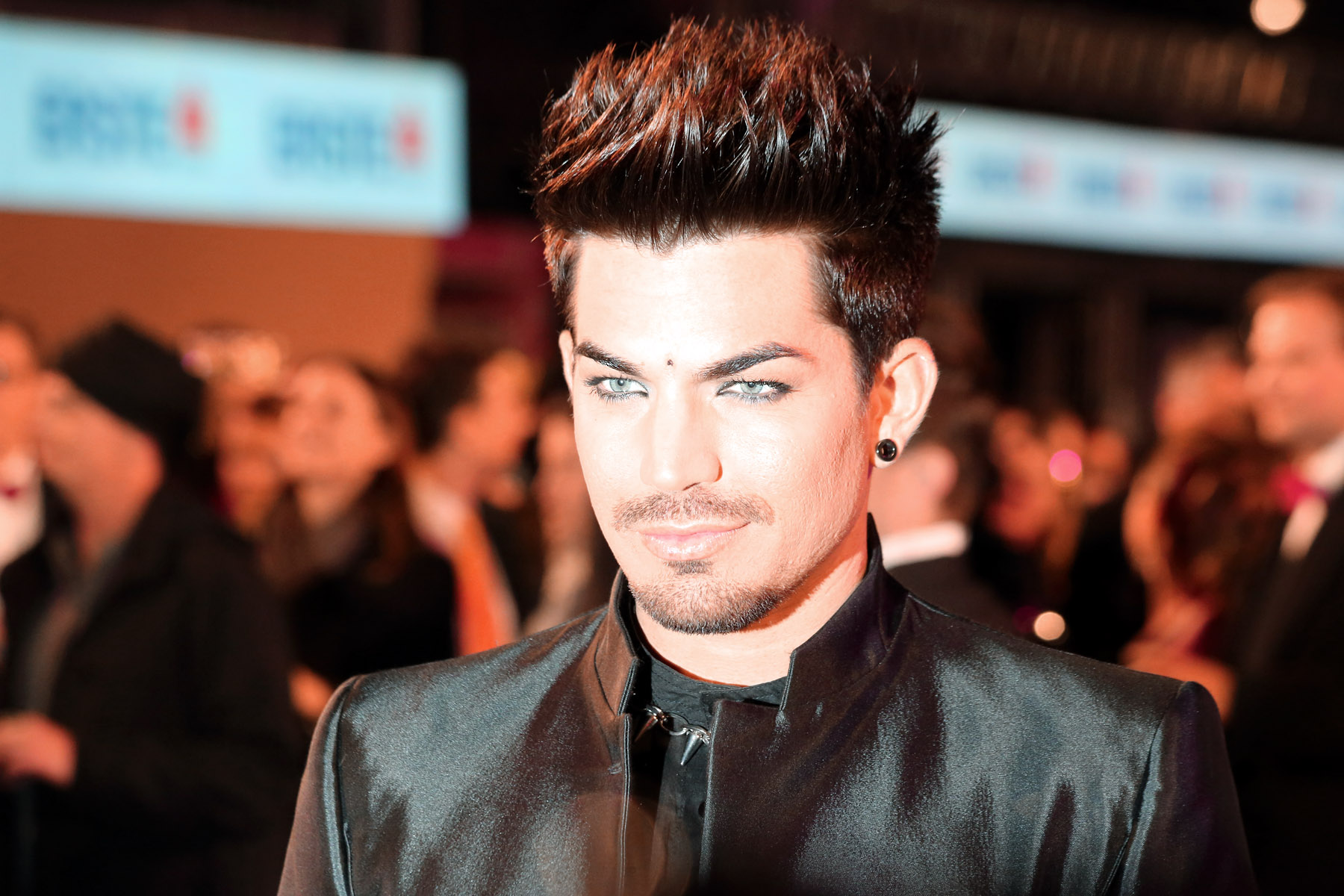
Adam Lambert a bécsi Life Ball kosztümös gálán, 2013 májusában.

Szeptember 25-én emberjogi kérdéseket támogatott a Maryland-i koncertjével, és felhívta a figyelmet arra, mennyire fontos lesz mindenkinek a támogatása, az egyneműek házasságával kapcsolatos szavazáson.
2013 januárját újabb jótékonysággal kezdte, ezúttal a 'We Are Family' szervezetet. A jótékonysági gálát január 31-én tartották meg, ahol Lambertöt ki is tüntették egy 'Unity Award'-dal. Az estből befolyt 82 ezer dollárt a nonprofit kampány kapta meg, amelynek célja, hogy felhívják az emberek figyelmét a világ sokszínűségére és az elfogadásra.
Május 25-én Európa legnagyobb AIDS/HIV kutatást támogató rendezvényen vett részt, a bécsi LifeBallon, amelynek a 2013-as témája az '1001 Éjszaka' volt. A műsort Adam Lambert nyitotta meg a "Love Wins Over Glamour" számmal, mint Ali Baba.
Június 23-án a New York-i Broadway-en előadta a nemzeti himnuszt, a "The Star-Spangled Banner"-t, a "Broadway Bares" darabban, amelynek bevétele szintén az AIDS/HIV kutatást támogatja. A színdarab összbevétele elérte az 1,43 millió dollárt.

## Magánélet
2009-ben, az American Idol közben feltűnt néhány fotó, amelyeken Lambert egy férfival csókolózik. A képeket bemutatták a The O'Reilly Factor tv show-ban. A fórumokon egyetértettek többen is, hogy a képek nem befolyásolják a verseny állását. Lambert megerősítette, hogy ő van a fotókon, kijelentette, nincs rejtegetni valója, mindig is nyitott volt az életével kapcsolatban. Ezzel elindult a médiában a találgatások sora Lambert szexualitásáról. Feltételezték, hogy meleg és úgy vélték, talán ő lesz az első meleg American Idol. A média nagy figyelemmel kísérte, hogy készen áll-e az American Idol szavazóközönsége arra, hogy a show történetében először meleg legyen a győztes. Amikor a Rolling Stone megkérdezte, szerinte befolyásolták-e a végső eredményt a szexuális beállítottságáról szóló találgatások, Lambert nevetve azt felelte: „talán”. A Rolling Stone egy címlapsztori interjújában Lambert megerősítette, hogy meleg: „Nem hinném, hogy bárkinek is meglepetés lenne azt hallani, hogy meleg vagyok… Büszke vagyok a szexualitásomra.”
Később, a Glam Nation turné alatt megismerte a finn Big Brother-győztest, Sauli Koskinent, akivel két és fél év együttlét után 2013. április 5-én hivatalosan is elváltak az útjaik. Adam azt mondta, barátokként váltak el, minden dráma nélkül.

## Diszkográfia
Stúdióalbumok
- For Your Entertainment (2009)
- Trespassing (2012)
- The Original High (2015)
- Velvet (2020)

## Filmográfia

### Sorozatok
| Év   | Cím                               | Szerep                      | Epizód                                     |
| ---- | --------------------------------- | --------------------------- | ------------------------------------------ |
| 2006 | The Ten Commandments: The Musical | "Joshua”                    | Egész musicalben                           |
| 2009 | American Idol                     | Önmaga (versenyző)          | 8. évad (döntőig)                          |
| 2011 | Majors & Minors                   | Önmaga                      | 1. évad, 2. epizód                         |
| 2012 | Pretty Little Liars               | Önmaga                      | 3. évad, 13. epizód: "This Is a Dark Ride" |
| 2012 | VH1 Divas                         | Önmaga (házigazda, fellépő) | Élő, jótékonysági műsor a VH1-től          |
| 2013 | Glee                              | Elliott "Starchild" Gilbert | 5. évad 4., 7., 9., 10. és 14. epizód      |

Forrás: